# Liste der Biografien/Sam
Liste der Biografien |
Portal Biografien |
Personensuche
# |
A |
B |
C |
D |
E |
F |
G |
H |
I |
J |
K |
L |
M |
N |
O |
P |
Q |
R |
S |
T |
U |
V |
W |
X |
Y |
Z |
?
 
Sa |
Sb |
Sc |
Sd |
Se |
Sf |
Sg |
Sh |
Si |
Sj |
Sk |
Sl |
Sm |
Sn |
So |
Sp |
Sq |
Sr |
Ss |
St |
Su |
Sv |
Sw |
Sy |
Sz
 
Saa |
Sab |
Sac |
Sad |
Sae |
Saf |
Sag |
Sah |
Sai |
Saj |
Sak |
Sal |
Sam |
San |
Sao |
Sap |
Saq |
Sar |
Sas |
Sat |
Sau |
Sav |
Saw |
Sax |
Say |
Saz
Die Liste der Biografien führt alle Personen auf, die in der deutschsprachigen Wikipedia einen Artikel haben. Dieses ist eine Teilliste mit 932 Einträgen von Personen, deren Namen mit den Buchstaben „Sam“ beginnt.

## Sam
- Sam Bith († 2008), kambodschanischer Militärführer
- Sam Fang Kaen (* 1389), 8. König der Mengrai-Dynastie
- Sam Rainsy (* 1949), kambodschanischer Politiker
- Sam, Anna (* 1980), französische Autorin und Bloggerin
- Sam, Charles Kweku (1940–1998), ghanaischer römisch-katholischer Geistlicher und Bischof von Sekondi-Takoradi
- Şam, Ebru (* 1990), deutsche Schönheitskönigin, Miss Turkey 2009
- Sam, Jean Vilbrun Guillaume (1859–1915), Diktator und Staatsoberhaupt von Haiti
- Sam, Konrad (1483–1533), deutscher Theologe und Reformator
- Sam, Michael (* 1990), US-amerikanischer American-Football-Spieler
- Sam, Obed Kofi (* 1998), ghanaischer Fußballspieler
- Şam, Orhan (* 1986), türkischer Fußballspieler
- Sam, Şevval (* 1973), türkische Schauspielerin und Sängerin
- Sam, Shaheizy (* 1982), malaysischer Schauspieler, Sänger und Produzent
- Sam, Sidney (* 1988), deutscher FußballspielerSidney Sam (* 1988)

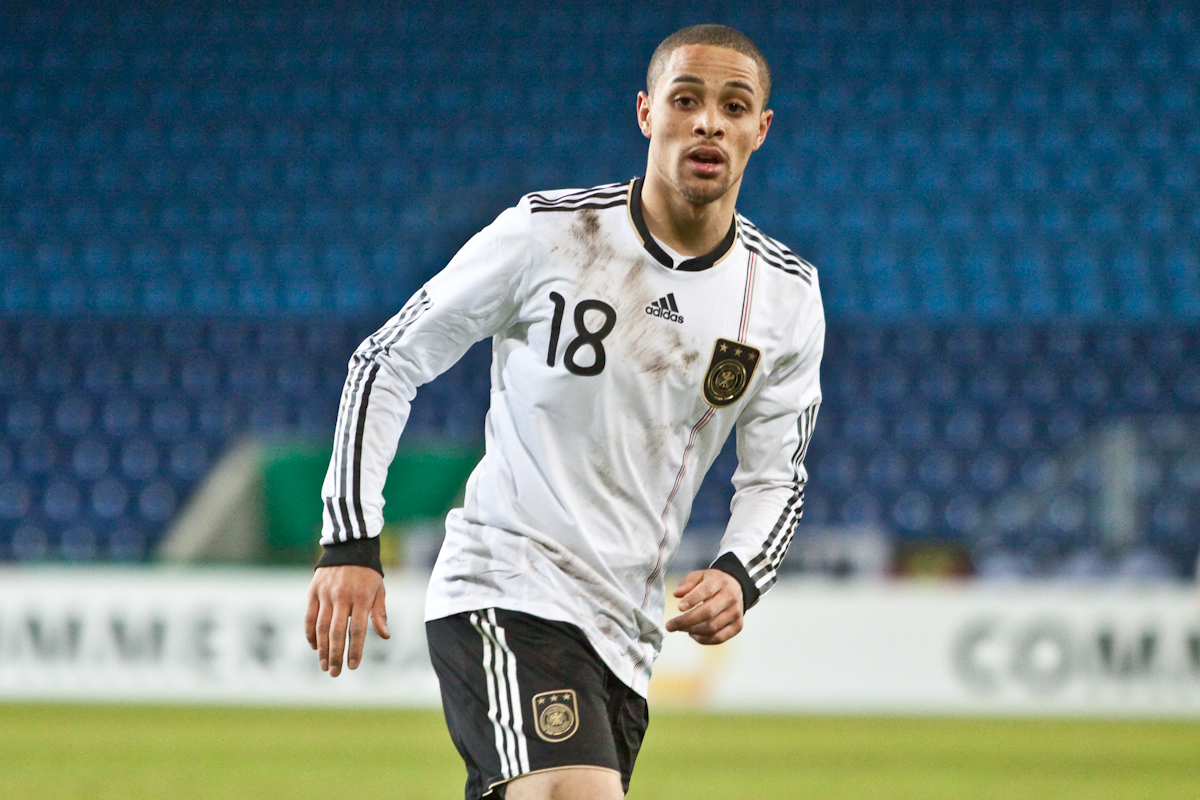
Sidney Sam (* 1988)

- Sam, Sinan Şamil (1974–2015), türkischer Boxer
- Sam, Young Dutch (1808–1843), englischer Boxer in der Bare-knuckle-Ära
- Sam-Sumana, Samuel (* 1962), sierra-leonischer Politiker (All People’s Congress), Vizepräsident

### Sama
- Sama’ (* 1990), palästinensische Techno-DJ
- Sama, Joseph (* 1947), burkinischer Geistlicher, römisch-katholischer Bischof von Nouna
- Sama, Koffi (* 1944), togoischer Politiker, Premierminister von Togo
- Samà, Mariantonia (1875–1953), italienische römisch-katholische Selige
- Sama, Sathwika (* 2000), indische Tennisspielerin
- Sama, Stephen (* 1993), deutscher Fußballspieler
- Samaai, Ruswahl (* 1991), südafrikanischer Weitspringer
- Samaai, Uthman (* 1993), südafrikanischer Eishockeyspieler
- Samaan, Alees, bahrainische Politikerin und Diplomatin
- Samaan, Kyrillos Kamal William (1946–2023), ägyptischer Geistlicher, koptisch-katholischer Bischof von Assiut
- Samac, Vedran (* 1990), serbischer Speerwerfer
- Samacá, Miguel (* 1946), kolumbianischer Radrennfahrer
- Samacchini, Orazio (1532–1577), italienischer Holzbildhauer, Maler und Kupferstecher des Manierismus
- Samachson, Joseph (1906–1980), US-amerikanischer Biochemiker und Comicautor
- Samachwalawa, Tamara (* 1975), belarussische Ruderin
- Samad Azad, Abdus (1926–2005), pakistanischer und bengalischer Politiker
- Samad, Abdul Basit Abd us- (1927–1988), ägyptischer Koranrezitator
- Šamadan, Martina (* 1993), kroatische Volleyballspielerin
- Samadi Ahadi, Ali (* 1972), deutscher Filmregisseur, Drehbuchautor und FilmeditorAli Samadi Ahadi (* 1972)

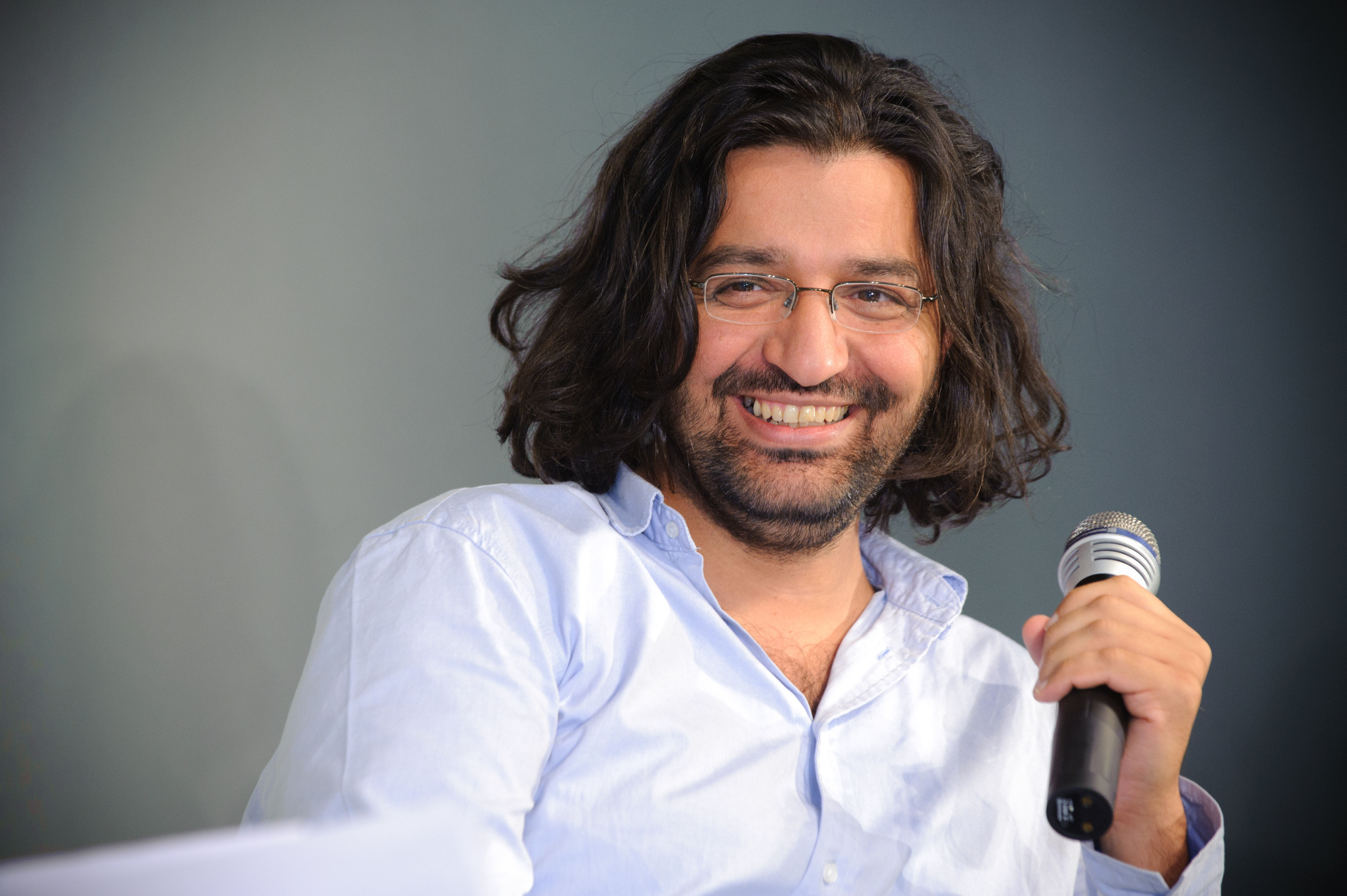
Ali Samadi Ahadi (* 1972)

- Samadi, Canan (* 1987), deutsche Schauspielerin
- Samadi, Mohamed Aziz (* 1970), marokkanischer Fußballspieler
- Samadi, Roxana (* 2001), deutsche Schauspielerin und Synchronsprecherin
- Samadian, Seifollah (* 1954), iranischer Fotojournalist, Dokumentarfotograf, Kameramann und Videokünstler
- Səmədov, Əlixan (* 1964), aserbaidschanischer Musiker (Balaban, Klarinette, Tutek, Zurna, Saxophon)
- Samadov, Javid (* 1987), aserbaidschanischer Bariton
- Səmədov, Mövsüm (* 1965), aserbaidschanischer Geistlicher, schiitischer Mullah
- Səmədov, Zabit (* 1984), aserbaidschanischer Kickboxer
- Səmədova, Fəzilə İbrahim qızı (1929–2020), -sowjetische bzw. aserbaidschanische Chemikerin und Hochschullehrerin
- Səmədova, Vəcihə (1924–1965), aserbaidschanische Malerin
- Samadow, Abdudschalil (1949–2004), tadschikischer Politiker
- Samadzade, Marjam (* 1973), deutsche Richterin und politische Beamtin
- Samadzai, Wahid (1954–2025), afghanischer Journalist, Drehbuchautor und Medienmanager
- Samah, Abu (1924–2012), malaysischer Anwalt, Politiker und Sportfunktionär
- Samaha, Elie (* 1955), libanesischer Filmproduzent
- Samaha, Farid (* 1944), libanesischer Diplomat
- Samaha, Joseph (1949–2007), libanesischer Journalist
- Samai, Samai (* 1980), indonesischer Bahn- und Straßenradrennfahrer
- Samaia, Guilherme (* 1996), brasilianischer Automobilrennfahrer
- Samain, Albert (1858–1900), französischer Lyriker und Vertreter des Symbolismus
- Samak Sundaravej (1935–2009), thailändischer Politiker
- Samaké, Gaoussou (* 1997), ivorischer Fußballspieler
- Samake, Séléké (* 1986), senegalesischer Hürdenläufer
- Samakuva, Isaías (* 1946), angolanischer Politiker (UNITA)
- Šámal, Jaromír (1900–1942), tschechoslowakischer Entomologe und Widerständler
- Šámal, Přemysl (1867–1941), tschechoslowakischer Jurist und Politiker
- Samale, Nicola (* 1941), italienischer Komponist und Dirigent
- Samalykowa, Bachtygul (* 1993), kasachische Beachvolleyballspielerin
- Saman Mohammadzadeh (* 2001), thailändisch-iranischer Fußballspieler
- Samancı, Berkay (* 1989), türkischer Fußballspieler
- Samancı, Özge (* 1975), türkische Comiczeichnerin
- Samancılar, Menderes (* 1954), türkisch-kurdischer Schauspieler
- Samand, Tschoidschildschawyn (* 1937), mongolischer Radrennfahrer
- Samandarian, Hamid (1931–2012), iranischer Regisseur und Übersetzer
- Samanez Ocampo, David (1866–1947), peruanischer Präsident 1931
- Samani, Alhassan, Regionalminister der Upper East Region in Ghana
- Samani, Jack (* 1979), salomonischer Fußballspieler
- Samani, Kyriaki (* 1995), griechische Sprinterin
- Samani, Reza (* 1977), iranisch-deutscher Musiker
- Šamanić, Luka (* 2000), kroatischer Basketballspieler
- Samaniego Barriga, Manuel (1930–2005), mexikanischer Geistlicher, römisch-katholischer Bischof von Cuautitlán
- Samaniego López, Carlos Enrique (* 1973), mexikanischer Geistlicher und römisch-katholischer Weihbischof in Mexiko-Stadt
- Samaniego, Arnaldo (* 1983), paraguayischer Fußballschiedsrichter
- Samaniego, Félix María (1745–1801), spanischer Fabeldichter
- Samaniego, Santiago (* 1974), panamaischer Boxer
- Samanmali, Dissanayake (* 1984), sri-lankische Mittelstreckenläuferin
- Sämann, Gerlinde (* 1969), deutsche Sopranistin
- Sämann, Peter (* 1947), österreichischer Regisseur und Drehbuchautor
- Sämann, Wolfgang (* 1940), deutscher Erzähler und Romanautor
- Samanns, Peter (1844–1914), deutscher Unternehmer und Evangelist
- Samanns, Volker, deutscher Brigadegeneral
- Sámano, Juan de († 1821), Vizekönig von Neugranada
- Samanski, Joshua (* 2002), deutsch-kanadischer EishockeyspielerJoshua Samanski (* 2002)

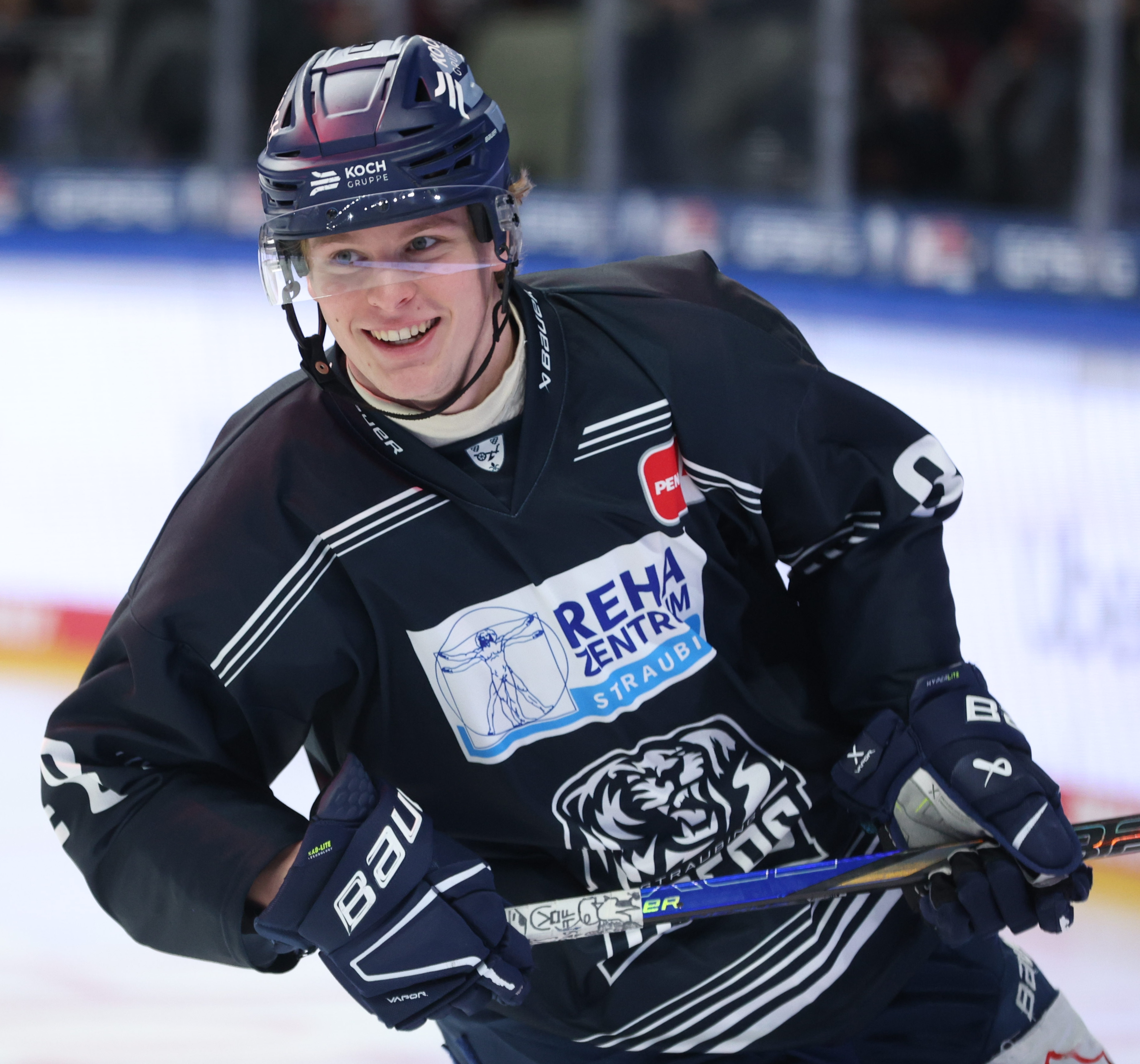
Joshua Samanski (* 2002)

- Samanski, Neal (* 1998), deutsch-kanadischer Eishockeyspieler
- Samanski, Wladimir Petrowitsch (* 1926), sowjetisch-russischer Film- und Theaterschauspieler
- Samanta, Shakti (1926–2009), indischer Filmregisseur und -produzent
- Samar Abu Elouf (* 1983), palästinensische Pressefotografin
- Samar, Sima (* 1957), afghanische Ärztin und Politikerin
- Samara Joy (* 1999), amerikanische Jazzsängerin
- Samara, Elizabeta (* 1989), rumänische Tischtennisspielerin
- Samara, Stavroula (* 1994), griechische Sportlerin der Rhythmischen Sportgymnastik
- Samarajeewa, Lionel (* 1986), sri-lankischer Langstreckenläufer
- Samarajew, Gawriil Tichonowitsch (1758–1823), russischer Bildhauer
- Samarajew, Kirill Iljitsch (1939–1996), russischer Physikochemiker und Hochschullehrer
- Samaranch, Juan Antonio (1920–2010), spanischer Politiker und Präsident des Internationalen Olympischen Komitees
- Samaranch, Juan Antonio junior (* 1959), spanischer Finanzmanager und Sportfunktionär
- Samararatne, Godwin (1932–2000), sri-lankischer buddhistischer Meditationslehrer
- Samaras, Andonis (* 1951), griechischer Politiker, MdEP, Ministerpräsident GriechenlandsAndonis Samaras (* 1951)

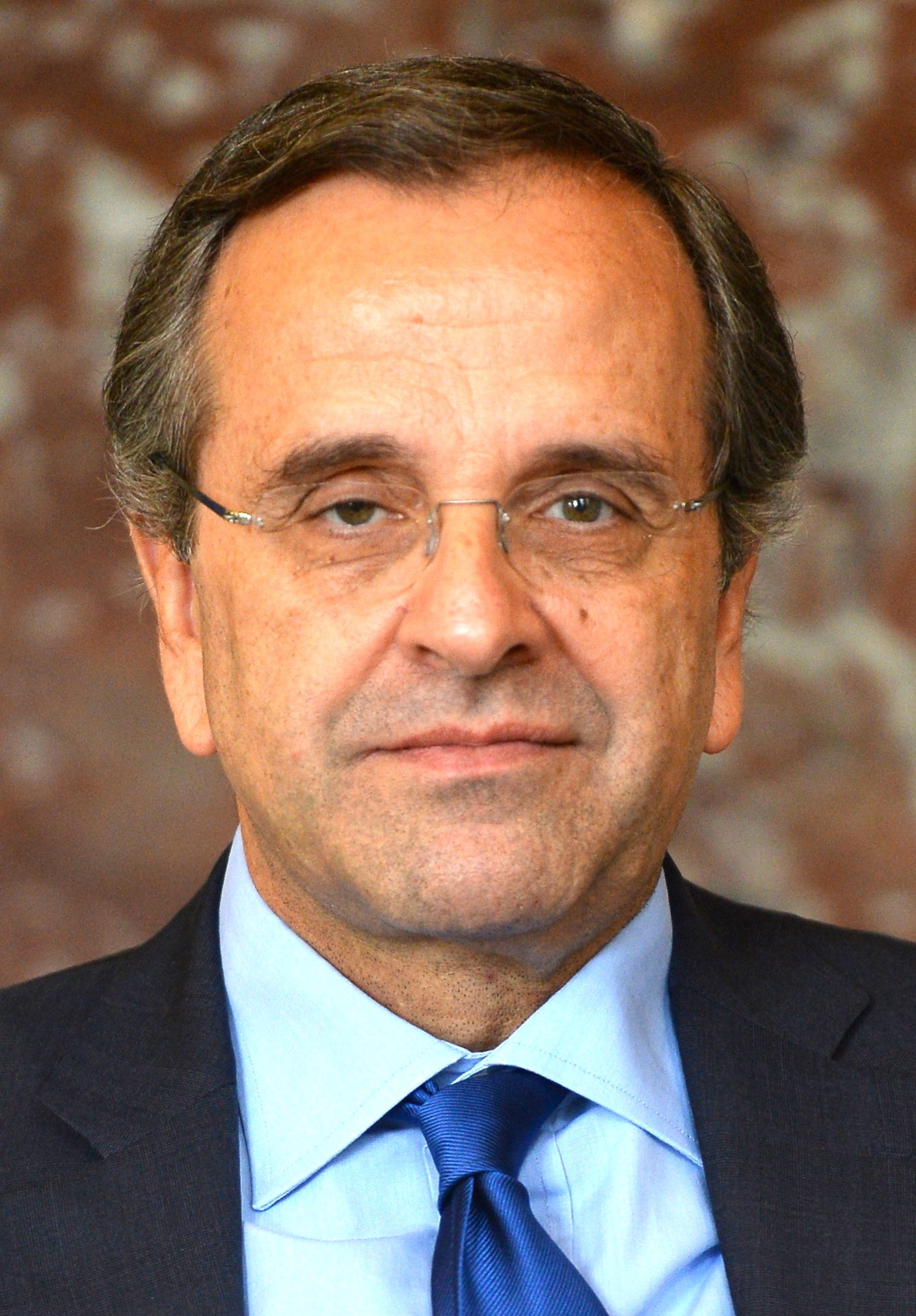
Andonis Samaras (* 1951)

- Samaras, Constantinos (* 1984), zyprischer Fußballspieler
- Samaras, Giorgos (* 1985), griechischer Fußballspieler
- Samaras, Lucas (1936–2024), US-amerikanischer Maler und Bildhauer
- Samaras, Nikolaos (* 1978), griechischer Handballspieler
- Samaras, Spyros (1861–1917), griechischer Komponist
- Samaras, Tim (1957–2013), US-amerikanischer Ingenieur und Sturmjäger
- Samaraweera, Mangala (1956–2021), sri-lankischer Politiker
- Samarawickrama, Harshitha (* 1998), sri-lankische Cricketspielerin
- Samarawickrama, Sadeera (* 1995), sri-lankischer Cricketspieler
- Samardžić, Aleksandra (* 1997), bosnische Judoka
- Samardžić, Ayline (* 2002), schweizerisch-kroatische Tennisspielerin
- Samardžić, Lazar (* 2002), serbisch-deutscher Fußballspieler
- Samardžić, Ljubiša (1936–2017), jugoslawischer bzw. serbischer Schauspieler und Regisseur
- Samardžić, Miral (* 1987), slowenischer Fußballspieler
- Samardžić, Slobodan (* 1953), serbischer Politiker
- Samardžić, Željko (* 1955), serbischer SchlagersängerŽeljko Samardžić (* 1955)

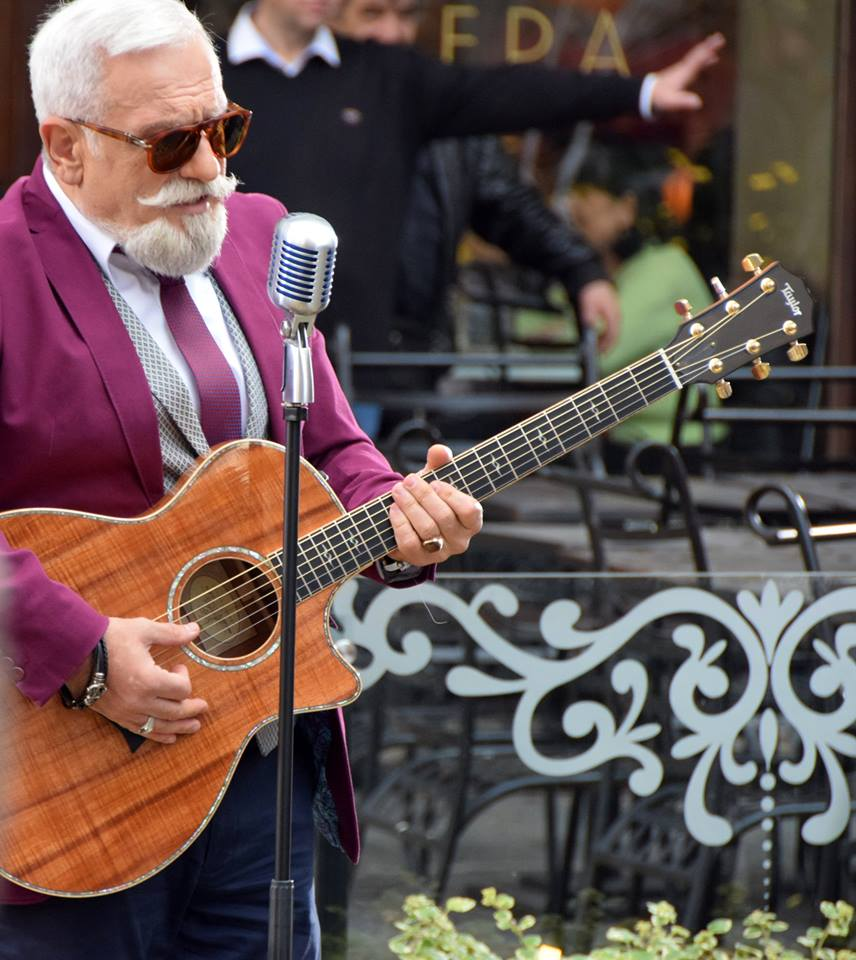
Željko Samardžić (* 1955)

- Samardzich, Barb (* 1958), US-amerikanische Managerin
- Samardžija, Bojan (* 1985), bosnischer Biathlet und Skilangläufer
- Samardžiski, Predrag (* 1986), mazedonischer Basketballspieler
- Samare, Jordan (* 2002), deutscher Basketballspieler
- Samarghandi, Abd-ar-Razzagh (1413–1482), persischer Historiker
- Samari, Ali (* 1993), iranischer Kugelstoßer
- Samari, Hanieh (* 1996), iranische Mittelstreckenläuferin
- Samaria, Agnes (* 1972), namibische Mittelstreckenläuferin
- Samaria, Bobby (* 1970), namibischer Fußballtrainer
- Samarian, Sergiu (1923–1991), rumänischer Schachspieler, Schachschriftsteller und Bundestrainer des Deutschen Schachbundes
- Samarin, Alexander Michailowitsch (1902–1970), russischer Metallurg und Hochschullehrer
- Samarin, Alexander Wladimirowitsch (* 1998), russischer Eiskunstläufer
- Samarin, Dmitri Wladimirowitsch (* 1984), russischer Eishockeyspieler
- Samarin, Iwan Alexejewitsch (* 1988), russischer Automobilrennfahrer
- Samarin, Juri Fjodorowitsch (1819–1876), russischer Historiker und Publizist
- Samaris, Andreas (* 1989), griechischer Fußballspieler
- Samaroff, Olga (1880–1948), US-amerikanische Pianistin, Musikpädagogin und Musikkritikerin
- Samaroo, Brinsley (1940–2023), trinidadischer Historiker, Politiker und Universitätsprofessor
- Samaroo, Jit (1950–2016), trinidadischer Komponist, Arrangeur und Musiker
- Samarovski, Branko (* 1939), österreichischer SchauspielerBranko Samarovski (* 1939)

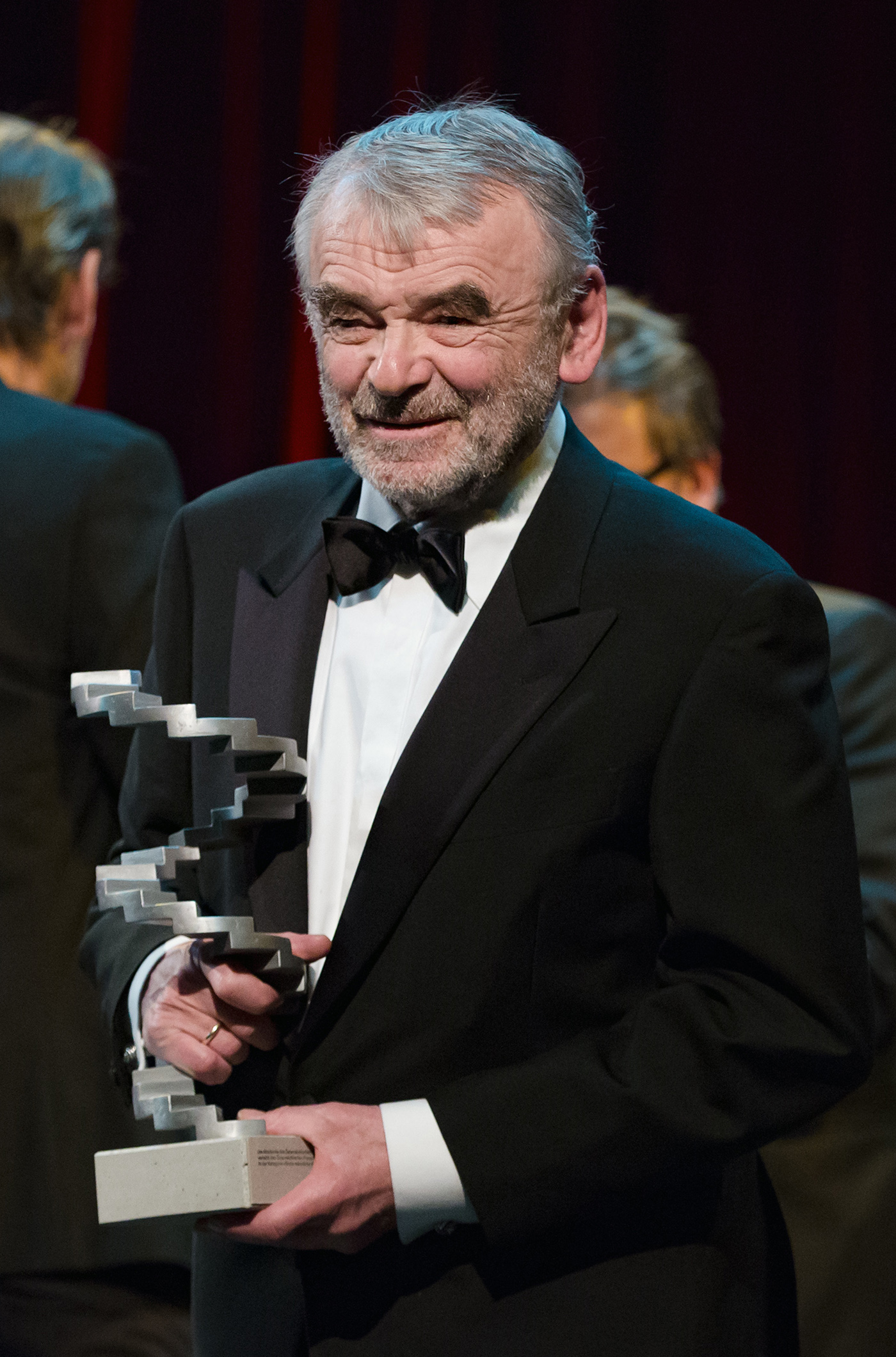
Branko Samarovski (* 1939)

- Samarpan (* 1941), US-amerikanischer spiritueller Lehrer
- Samarqandī, Schams ad-Dīn as-, Astronom, Philosoph, Logiker und Mathematiker
- Samarrai, Wafiq as- (1947–2022), irakischer General
- Samarski, Alexander Andrejewitsch (1919–2008), sowjetisch-russischer Mathematiker
- Samarski, Michail Alexandrowitsch (* 1996), russischer Schriftsteller und Blogger
- Samarski-Bychowez, Wassili Jewgrafowitsch (1807–1870), russischer Bergbauingenieur, Namensgeber von Samarium
- Samart Panya (* 1985), thailändischer Fußballspieler
- Samart Payakaroon (* 1962), thailändischer Boxer
- Samart Phetnoo (* 1982), thailändischer Fußballspieler
- Samarth, Shobhana (1916–2000), indische Schauspielerin des Hindi-Films
- Samartha, Stanley Jedidiah (1920–2001), südindischer protestantischer Theologe
- Samartin, Cecilia (* 1961), kubanisch-US-amerikanische Autorin
- Samary, Jeanne (1857–1890), französische Schauspielerin
- Samarzich, Tanya (* 1994), mexikanische Fußballspielerin
- Šamaš-aba-usur, babylonischer Beamter
- Šamaš-hasir, altbabylonischer Beamter
- Šamaš-šuma-ukin († 648 v. Chr.), babylonischer König
- Samassa, József (1828–1912), ungarischer Geistlicher und Erzbischof von Eger
- Samassa, Mamadou (* 1990), französisch-malischer Fußballtorwart
- Samassa, Paul (1868–1941), österreichischer Publizist
- Samassékou, Diadie (* 1996), malischer FußballspielerDiadie Samassékou (* 1996)

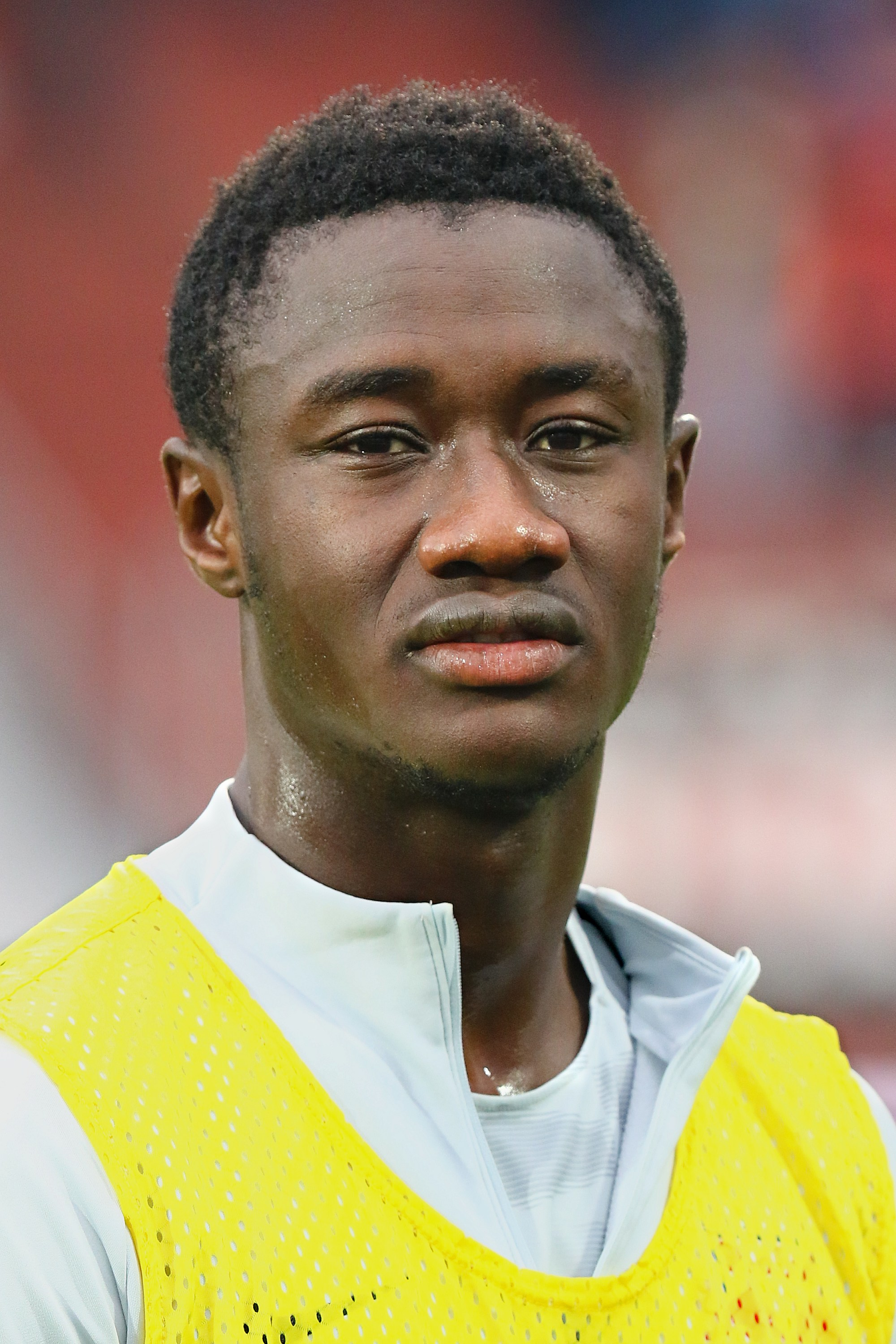
Diadie Samassékou (* 1996)

- Samassékou, Fatoumata (* 1987), malische Schwimmerin
- Samast, Ogün (* 1990), türkischer Mörder
- Samatar, Mohammed Ali (1931–2016), somalischer Politiker, General, Verteidigungsminister (1980–1986), Premierminister (1987–1990)
- Samatar, Said Sheikh (1943–2015), somalischer Historiker
- Samatar, Sofia (* 1971), amerikanische Schriftstellerin
- Samaté Cessouma, Minata (* 1961), burkinische Diplomatin und Kommissarin der Afrikanischen Union
- Samateh, Ahmadou Lamin (* 1972), gambischer Mediziner und Politiker
- Samateh, Ansumana (* 1987), gambischer Fußballspieler
- Samateh, Lamin (* 1992), gambischer Fußballspieler
- Samateh, Lamin Sarjo (* 1993), gambischer Fußballspieler
- Samatou, Salim (* 1996), indisch-marokkanischer Stand-up-KomikerSalim Samatou (* 1996)

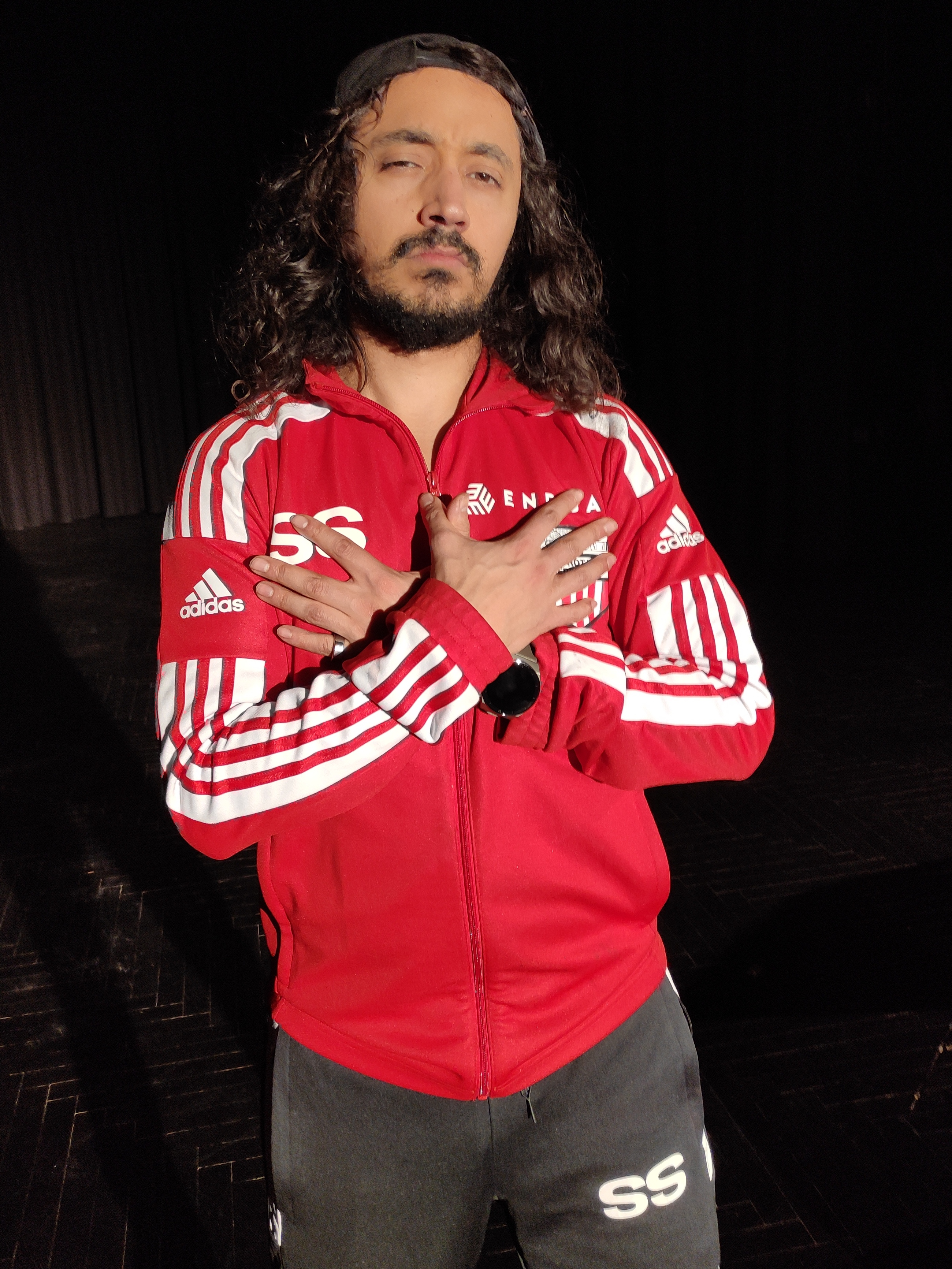
Salim Samatou (* 1996)

- Samatrānī, Schams ad-Dīn as- († 1630), sumatranischer Sufi und islamischer Theologe
- Samatta, Mbwana (* 1992), tansanischer Fußballspieler
- Samavati, Sofia (* 2000), dänische Tennisspielerin
- Samaw'al, as-, islamischer Mathematiker
- Samawatie, Cymin (* 1976), deutsch-iranische Sängerin und Komponistin
- Samay, Soluna (* 1990), dänische Sängerin und Gitarristin
- Samayoa, José Eulalio (* 1780), guatemaltekischer Komponist
- Samazeuilh, Gustave (1877–1967), französischer Komponist und Musikkritiker
- Samazeuilh, Jean (1891–1965), französischer Tennisspieler

### Samb
- Samb, Ahmed Djiby (* 1993), mauretanischer Fußballspieler
- Samb, Issa (1945–2017), senegalesischer bildender Künstler, Schriftsteller, Schauspieler und Philosoph
- Samb, Sylvestre Simon (* 1969), senegalesischer Schriftsteller
- Samba, Abderrahman (* 1995), katarischer Hürdenläufer
- Samba, Ajara (* 1998), gambische Fußballspielerin
- Samba, Brice (* 1994), französischer Fußballtorhüter
- Samba, Cherno (* 1985), britisch-gambischer Fußballspieler
- Samba, Christopher (* 1984), kongolesisch-französischer FußballspielerChristopher Samba (* 1984)

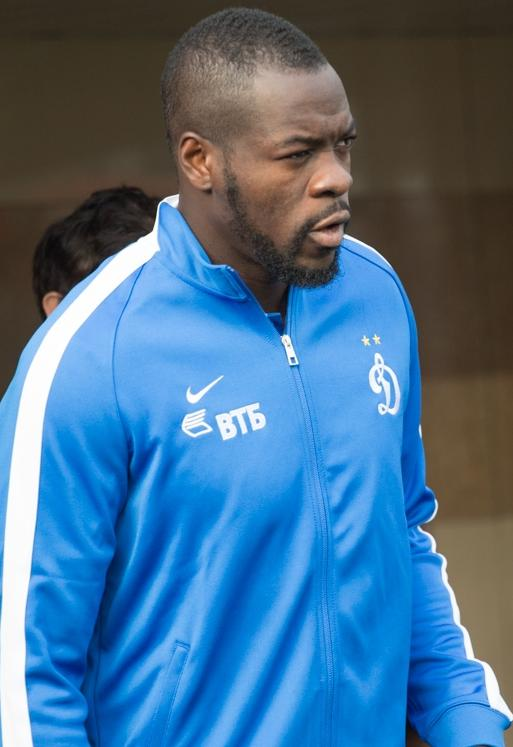
Christopher Samba (* 1984)

- Samba, Ebrahim M. (1932–2016), gambischer Mediziner, regionaler Direktor der Weltgesundheitsorganisation
- Samba, El Hadji (* 1979), senegalesischer Fußballschiedsrichterassistent
- Samba, Jean-Francis (1963–2014), kongolesischer Fußballspieler
- Samba, Justin Tetmu (1950–2006), tansanischer Geistlicher, römisch-katholischer Bischof von Musoma
- Samba, Makita (* 1987), französischer Schauspieler
- Samba, Miatta Maria (* 1971), sierra-leonische Juristin und Richterin am Internationalen Strafgerichtshof
- Samba, Mokhtar (* 1960), französischer Jazzmusiker (Schlagzeug, auch Gesang, Komposition) marokkanischen Ursprungs
- Samba, Rohey (* 1982), gambische Schriftstellerin
- Samba, Yusupha († 2002), gambischer Politiker
- Samba-Mayela, Cyréna (* 2000), französische Hürdenläuferin
- Samba-Panza, Catherine (* 1954), zentralafrikanische Politikerin
- Sambach, Caspar Franz (1715–1795), schlesisch-österreichischer Maler
- Sambado, Filipe (* 1985), portugiesischer Sänger und Komponist
- Sambadondogiin Tserendordsch (1872–1937), mongolischer buddhistischer Geistlicher und Premierminister der Mongolei
- Sambale, Emma (* 2003), deutsche Volleyballspielerin
- Sambale, Götz (* 1967), deutscher Bildhauer
- Sambale, Janik (* 2005), deutscher Volleyballspieler
- Sambar-Talkena, Ignace Baguibassa (1935–2013), togoischer Geistlicher, römisch-katholischer Bischof von Kara
- Sambath, Thet (* 1967), kambodschanischer Journalist
- Sambatius, Bischof von Metz; Heiliger
- Sambe, Khadjou (* 1997), senegalesische Surferin
- Sambe, Kohei (* 1997), japanischer Tischtennisspieler
- Sambé, Marcelino (* 1994), portugiesischer Balletttänzer
- Sambeat, Perico (* 1962), spanischer Jazz-Saxophonist
- Sambeek, Jan Cornelius van (1886–1966), niederländischer Ordensgeistlicher, römisch-katholischer Bischof von Kigoma
- Sambell, Kathy (* 1963), australische Sprinterin
- Samber, Johann Baptist (1654–1717), Salzburger Organist und Musiktheoretiker
- Samberg, Ajzyk (1889–1943), polnischer Schauspieler
- Samberg, Andy (* 1978), US-amerikanischer Stand-Up Comedian und SchauspielerAndy Samberg (* 1978)

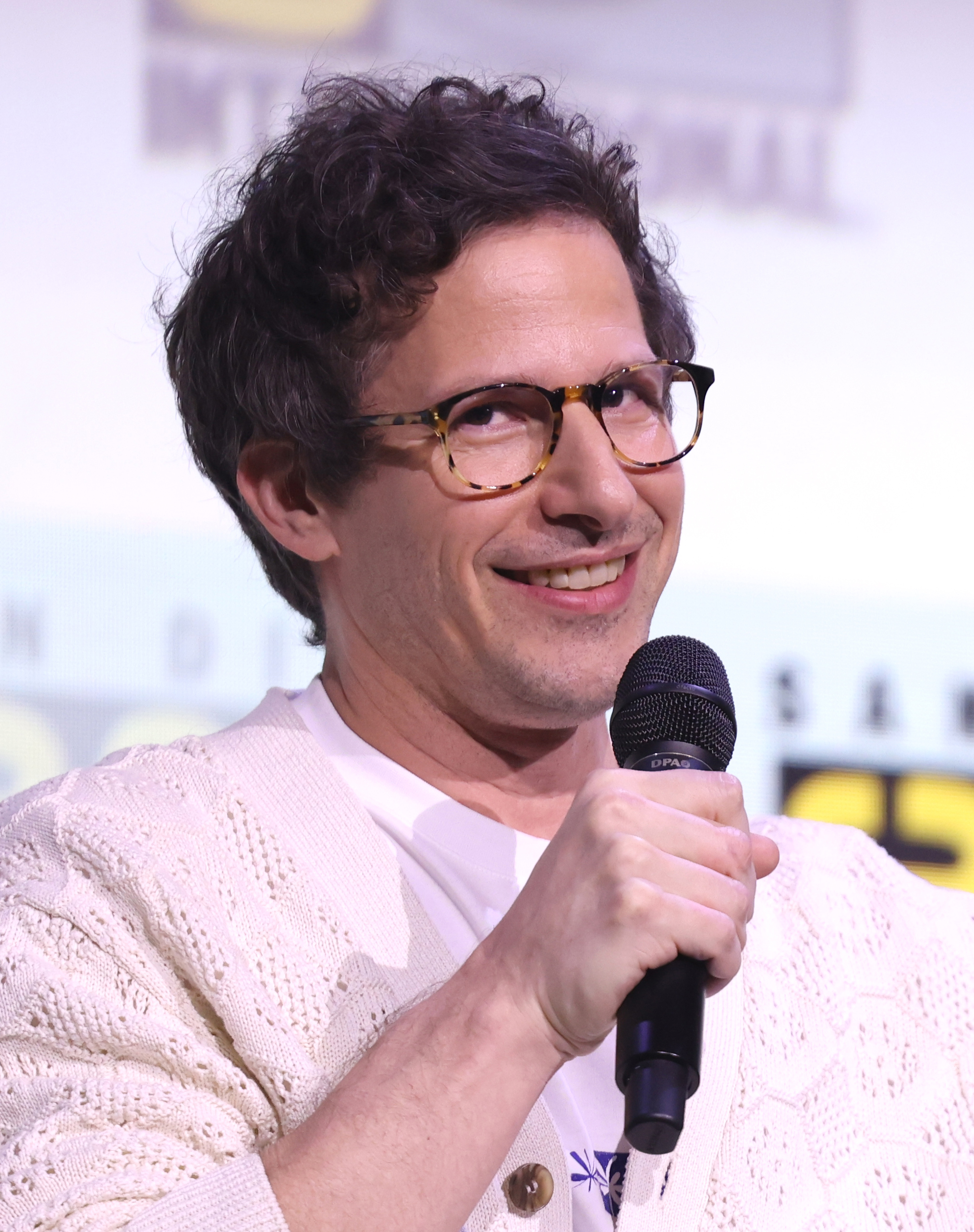
Andy Samberg (* 1978)

- Šamberger, František (1871–1944), tschechischer Dermatologe
- Samberger, Leo (1861–1949), deutscher Maler
- Sambhaji (1657–1689), Anführer der Marathen
- Sambi Lokonga, Albert (* 1999), belgischer Fußballspieler
- Sambi, Ahmed Abdallah Mohamed (* 1958), komorischer Präsident
- Sambi, Luciano (* 1942), italienischer Radrennfahrer
- Sambi, Pietro (1938–2011), italienischer Geistlicher, römisch-katholischer Erzbischof und Diplomat des Heiligen Stuhls
- Samblowsky, Elisabeth (1899–1985), deutsche Schauspielerin
- Sambo, Elo Wilhelm (1885–1933), deutsch-kamerunischer Militärmusiker
- Sambo, Manuela (* 1964), angolanische Malerin
- Sambo, Renzo (1942–2009), italienischer Rudersportler
- Sambo, Shurandy (* 2001), niederländischer Fußballspieler
- Sambo-Richter, Daniel (* 1966), deutscher Maler und Bildhauer
- Sambongi, Tatsuya (* 1999), japanischer Fußballspieler
- Sambonsuge, Takashi (* 1978), japanischer Fußballspieler
- Sambor I. († 1207), Herzog von Pommerellen
- Sambor II. († 1278), Herzog von Pommerellen
- Sambora, Richie (* 1959), US-amerikanischer MusikerRichie Sambora (* 1959)

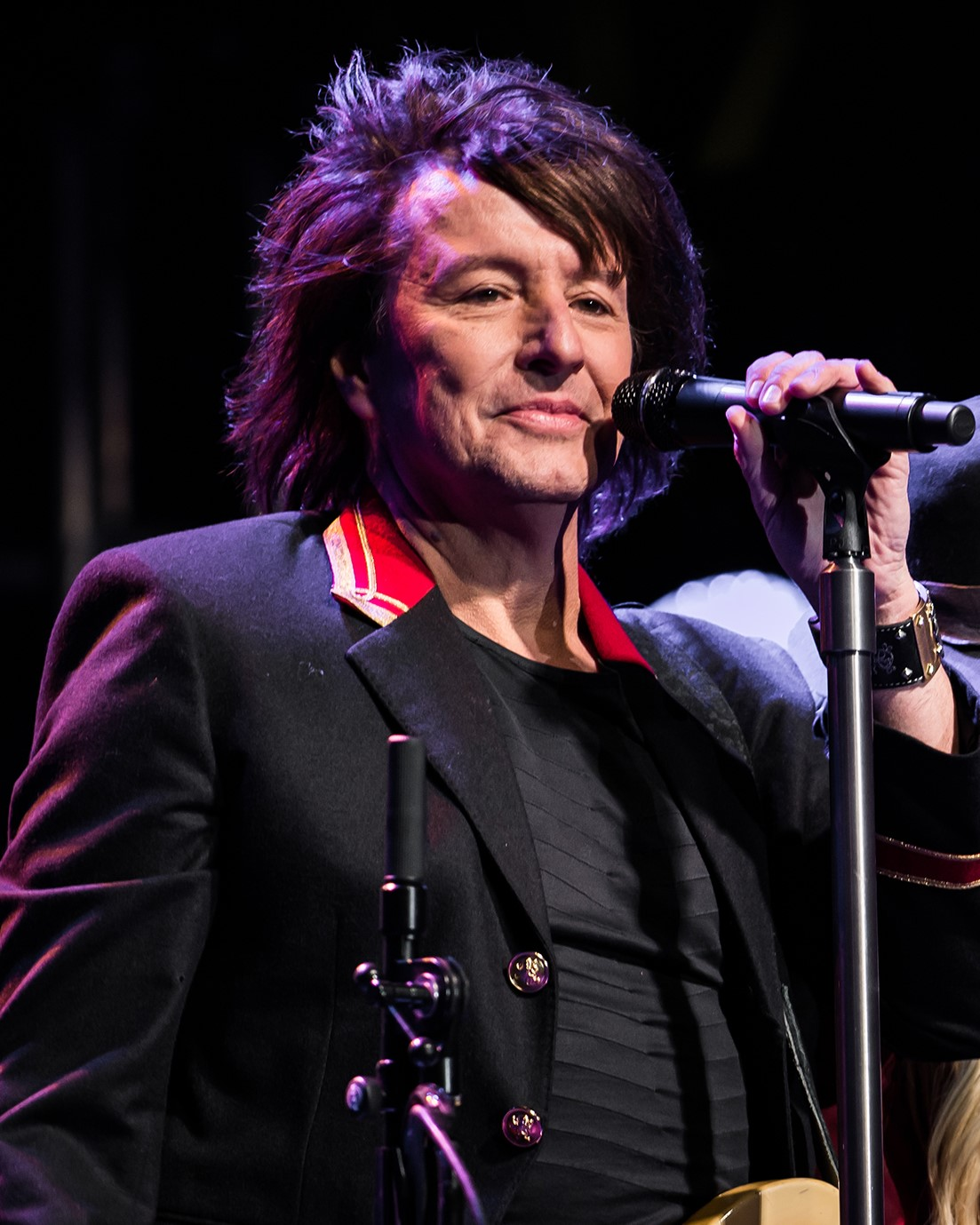
Richie Sambora (* 1959)

- Samborski, Bogusław (1897–1971), polnischer Schauspieler
- Samborský, Jozef (* 1951), slowakischer Mittelstreckenläufer
- Sambos, indischer König
- Sambou, Demba B. T., gambischer Politiker
- Sambou, Emil (* 1994), gambischer Fußballspieler
- Sambou, Ernest (* 1947), senegalesischer Geistlicher, emeritierter römisch-katholischer Bischof von Saint-Louis du Sénégal
- Sambou, Gregory (* 1994), gambischer Fußballspieler
- Sambou, Harry, gambischer Beamter, Diplomat und Politiker
- Sambou, Isabella (* 1980), senegalesische Ringerin
- Sambou, Ismaila (1948–2024), gambischer Politiker und Diplomat
- Sambou, Massamba Lô (* 1986), senegalesischer Fußballspieler
- Sambou, Sainey (* 1992), gambischer Fußballspieler
- Sambou-Gassama, M. I. (1947–2020), gambischer Sprachwissenschaftler, Diplomat, Autor und Dichter
- Sambourne, Edward Linley (1844–1910), britischer Zeichner, Karikaturist und Illustrator
- Sambrailo, Ty (* 1992), US-amerikanischer American-Football-Spieler
- Sambraus, Hans Hinrich (* 1935), deutscher Tierarzt, Zoologe und Ethologe
- Sambrell, Aldo (1937–2010), spanischer Schauspieler
- Sambrook, Joseph (1939–2019), britisch-australischer Molekularbiologe und Krebsforscher
- Sambucetti, Cesare (1838–1911), italienischer Geistlicher, römisch-katholischer Erzbischof und Diplomat des Heiligen Stuhls
- Sambucetti, Luis (1860–1926), uruguayischer Violinist, Dirigent und Komponist
- Sambuchi, Chiara (* 1975), italienische Journalistin und Regisseurin
- Sambuco, Gino (1931–2023), US-amerikanischer Geiger
- Sambucuccio d’Alando, korsischer General und italienischer Politiker auf Korsika
- Sambucus, Johannes (1531–1584), ungarischer Arzt, Philologe, Polyhistor, Dichter, Bibliophiler und Mäzen
- Sambuev, Bator (* 1980), kanadischer Schachspieler
- Sambueza, Rubens (* 1984), argentinischer Fußballspieler
- Sambuga, Joseph Anton (1752–1815), deutscher römisch-katholischer Theologe
- Sambugaro, Sandro (* 1965), italienischer Skispringer und Skisprungfunktionär
- Sambuli, Nanjira (* 1988), kenianische Forscherin, Autorin und Politikanalystin
- Sambursky, Daniel (1909–1977), israelischer Komponist
- Sambursky, Shmuel (1900–1990), israelischer Wissenschaftshistoriker
- Sambuu, Dschamsrangiin (1895–1972), mongolischer Politiker, Staatspräsident
- Sambwa Pida Nbagui (1940–1998), kongolesischer Politiker (Zaire)

### Samd
- Samdahl, Vegard (* 1978), norwegischer Handballspieler
- Şamdan, Eray (* 1997), türkischer Karateka
- Şamdereli, Nesrin (* 1979), deutsche Drehbuchautorin
- Şamdereli, Yasemin (* 1973), deutsche Filmregisseurin und DrehbuchautorinYasemin Şamdereli (* 1973)

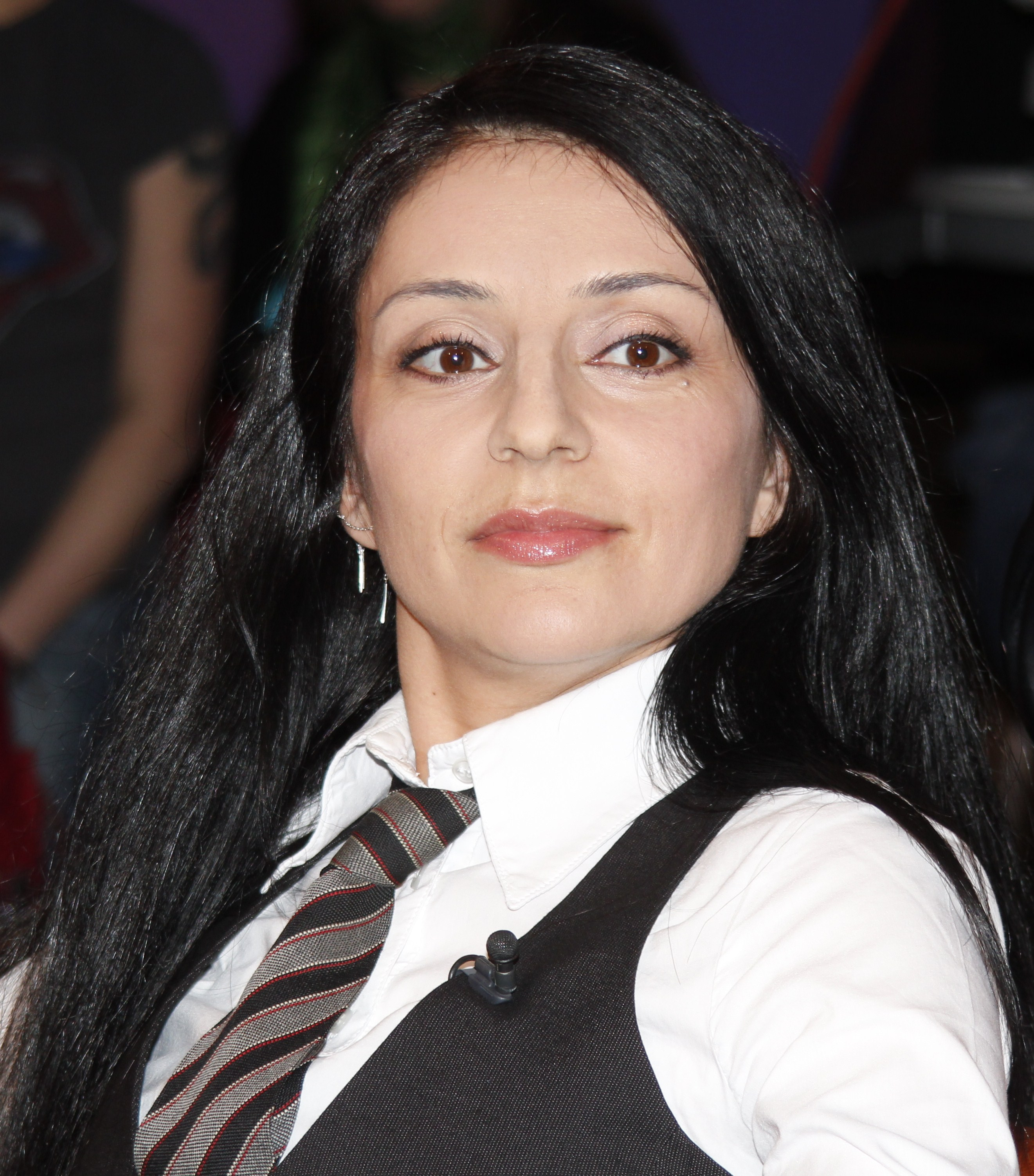
Yasemin Şamdereli (* 1973)

### Same
- Samec, Max (1881–1964), jugoslawischer Chemiker
- Samec, Petr (* 1964), tschechischer Fußballtrainer
- Samecki, Paweł (* 1958), polnischer Ökonom und EU-Kommissar
- Samed, Salis Abdul (* 2000), ghanaischer Fußballspieler
- Samedow, Alexander Sergejewitsch (* 1984), russischer Fußballspieler
- Samedy, Sim (* 1997), kambodschanischer Kugelstoßer
- Sameh, Susan (* 1997), indonesische Schauspielerin und Model
- Samek, Daniel (* 2004), tschechischer Fußballspieler
- Samek, Josef (* 1957), tschechoslowakischer Skispringer
- Samel, Ewa (* 1986), österreichische Politikerin (SPÖ), Landtagsabgeordnete
- Samel, Jakub (* 1988), polnischer Footballtrainer
- Samel, Paul (1877–1962), deutscher Geodät
- Samel, Udo (* 1953), deutscher Schauspieler
- Samele, Luigi (* 1987), italienischer Säbelfechter
- Samelson, Hans (1916–2005), US-amerikanischer Mathematiker
- Samelson, Klaus (1918–1980), deutscher Mathematiker, Physiker und Informatiker
- Samelson, Szymon, Szymon (1818–1881), österreichisch-ukrainischer Politiker
- Samen, Judith (* 1970), deutsche bildende Künstlerin und Hochschulprofessorin
- Samenhammer, Johann Carl (1648–1728), Theaterschauspieler, Theaterleiter
- Samer Al Najjar (* 1994), syrisch-deutscher Autor
- Samerdokas, Alfredas (* 1958), litauischer Schachspieler
- Samerpak Srinon (* 1991), thailändischer Fußballspieler
- Samerski, Silja, deutsche Sozialwissenschaftlerin und Biologin
- Samerski, Stefan (* 1963), deutscher katholischer Theologe, Kirchenhistoriker, Hochschullehrer und Sachbuchautor
- Sames, Arno (1937–2019), deutscher Theologe und Kirchenhistoriker
- Sames, Ferdinand (1809–1871), deutscher Richter und Parlamentarier
- Sames, Heinrich (1865–1939), Landtagsabgeordneter Volksstaat Hessen
- Sames, Heinz (1911–1943), deutscher Eisschnellläufer
- Sames, Karl Wilhelm von (1724–1789), dänischer General, kommandierender General in Holstein sowie Kommandant in Rendsburg
- Sames, Klaus (* 1939), deutscher Anatom, Gerontologe und Hochschullehrer
- Sameș, Ștefan (1951–2011), rumänischer Fußballspieler und -trainer
- Sameshima, Aya (* 1987), japanische Fußballspielerin
- Sameshima, Kōta (* 1992), japanischer Fußballspieler
- Samesreuther, Ernst (1908–1995), deutscher Architekt
- Samesreuther, Richard (1880–1946), deutscher Apparatebauindustrieller
- Samet Altuntaş, Samet Altuntaş (* 1988), türkischer Fußballspieler
- Samet, Franz Joseph von (1758–1828), deutscher Reichsarchivar
- Samet, Hanan, US-amerikanischer Informatiker
- Samet, Jonathan (* 1946), US-amerikanischer Epidemiologe
- Sametini, Leon (1886–1944), US-amerikanischer Geiger und Musikpädagoge niederländischer Herkunft

### Samf
- Samfirow, Terwel (* 2005), bulgarischer Snowboarder
- Samford, John A. (1905–1968), US-amerikanischer Militär, Direktor des Geheimdienstes National Security Agency (1956–1960)
- Samford, William J. (1844–1901), US-amerikanischer Politiker

### Samh
- Samhaber, Constantin (1861–1941), Fotograf und Ansichtskartenverleger
- Samhaber, Edward (1846–1927), österreichischer Literaturhistoriker, Lyriker, Dramatiker
- Samhaber, Ernst (1901–1974), deutscher Historiker, Journalist und Wirtschaftspublizist
- Samhaber, Franz (1863–1948), bayerischer Generalleutnant
- Samhaber, Joseph (1833–1893), deutscher Landschaftsmaler und Fotograf
- Samhaber, Otto (* 1869), Fotograf
- Samhadana, Jamal Abu (1963–2006), palästinensischer Gründer des palästinensischen Volkswiderstandskomitees
- Samhammer, Johann Jakob (1685–1745), deutscher Architekt
- Samhammer, Philipp (1850–1913), deutscher Puppenfabrikant und Politiker (DFP), MdR

### Sami
- Sami Al-Arian (* 1958), Aktivist
- Sāmī Šīrāzī, Alī (1910–1989), iranischer Archäologe
- Sami, A. S. A. (* 1915), tamilischer Drehbuchautor und Filmregisseur
- Sami, Joël (* 1984), kongolesischer Fußballspieler
- Sami, Leocísio (* 1988), portugiesisch-Guinea-bissauischer Fußballspieler
- Sami, Renate (1935–2023), deutsche Filmemacherin
- Samida, Stefanie (* 1973), deutsche Kulturwissenschaftlerin
- Samide, Kevin (* 1989), deutscher Fußballspieler
- Samiec, Jerzy (* 1963), polnischer lutherischer Theologe, Leitender Bischof der Evangelisch-Augsburgischen Kirche in Polen
- Samigullin, Kamil (* 1985), tatarischer Mufti
- Samii, Madjid (* 1937), iranisch-deutscher NeurochirurgMadjid Samii (* 1937)

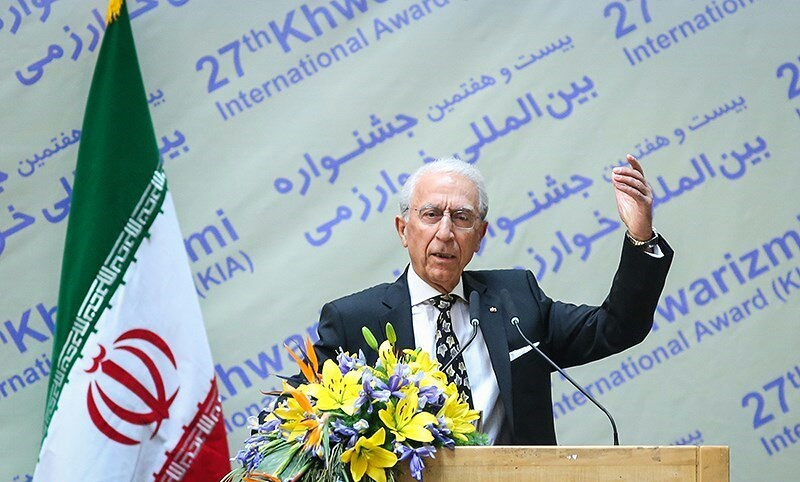
Madjid Samii (* 1937)

- Samijlenko, Wolodymyr (1864–1925), ukrainischer Dichter, Dramatiker und Übersetzer
- Samim, Produzent in der elektronischen Musikszene
- Samimi, Abbas (* 1977), iranischer Diskuswerfer
- Samimi, Cyrus (* 1963), deutscher Geograph und Hochschullehrer
- Samimi, Mahmoud (* 1988), iranischer Diskuswerfer
- Samimi, Mohammad (* 1987), iranischer Diskuswerfer
- Saminou, Rabo (* 1986), nigrischer Fußballtorhüter
- Saminsky, Lazare (1882–1959), russisch-jüdischer Komponist
- Saminu, Abdul-Rasheed (* 1997), ghanaischer Sprinter
- Samios, Nicholas P. (* 1932), griechisch-US-amerikanischer experimenteller Elementarteilchenphysiker
- Samir (* 1955), Schweizer Filmregisseur und Filmproduzent
- Samir, Ghizlane (* 1976), französische Inline-Speedskaterin
- Samir, Saad (* 1989), ägyptischer Fußballspieler
- Samir, Samir Khalil (* 1938), ägyptischer Islamwissenschaftler, Semitist, Orientalist und katholischer Theologe
- Samir, Sandra (* 1997), ägyptische Tennisspielerin
- Samira (* 2002), deutschsprachige Sängerin mit deutschen und aramäischen Wurzeln
- Samirailo, Wiktor Dmitrijewitsch (1868–1939), ukrainisch-russisch-sowjetischer Maler
- Samis, John (1918–2010), kanadischer Badmintonspieler
- Sämisch, Arthur (1878–1940), deutscher Politiker (SPD, USPD, KPD), MdL Preußen
- Sämisch, Friedrich (1896–1975), deutscher SchachspielerFriedrich Sämisch (1896–1975)

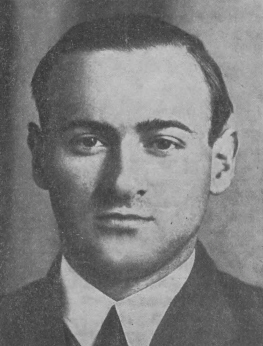
Friedrich Sämisch (1896–1975)

- Samitier, Josep (1902–1972), spanischer Fußballspieler
- Samitier, Sergio (* 1995), spanischer Radrennfahrer
- Samitow, Ruslan Rustemowitsch (* 1991), russischer Dreispringer und Bobfahrer
- Samitz, Georg Balthasar von (1686–1732), dänischer Generalmajor
- Samiullah, Farhan, pakistanischer Squashspieler
- Samiyam, US-amerikanischer Musikproduzent

### Samj
- Samjatin, Jewgeni Iwanowitsch (1884–1937), russischer Revolutionär und SchriftstellerJewgeni Iwanowitsch Samjatin (1884–1937)

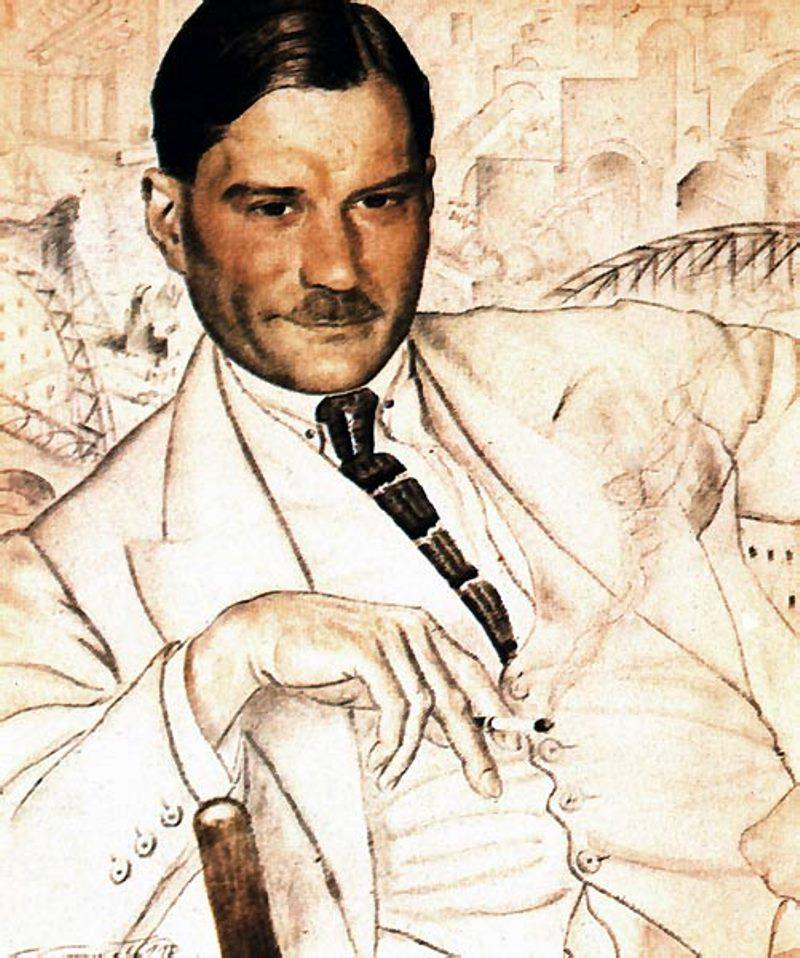
Jewgeni Iwanowitsch Samjatin (1884–1937)

- Samjatin, Leonid Mitrofanowitsch (1922–2019), sowjetischer Diplomat

### Samk
- Samkalden, Ivo (1912–1995), niederländischer Politiker (PvdA) und Jurist
- Samko, Karol (* 1990), slowakischer Gewichtheber
- Šamko, Milan (1946–2019), deutscher Pianist und Keyboarder
- Samko, Wladislaw Igorewitsch (* 2002), russischer Fußballspieler
- Samkow, Alexei Andrejewitsch (1883–1942), sowjetischer Arzt und Biologe
- Samkowoi, Andrei Wiktorowitsch (* 1987), russischer Boxer
- Samkowoi, Wladimir Iwanowitsch (* 1928), sowjetischer Politologe

### Saml
- Saml, Ralph (* 1961), österreichischer Schauspieler
- Samland, Andreas (* 1974), deutscher Filmemacher
- Samland, Bernd M. (* 1959), deutscher Unternehmer, Marketingwissenschaftler und Autor
- Samland, Detlev (1953–2009), deutscher Politiker (SPD), MdEP
- Samland, Edie (* 1956), deutsche Schauspielerin

### Samm
- Samm, Rudolf (1838–1888), deutscher Kaufmann und Politiker (DFP), MdR
- Sammad, Saleh Ali al (1979–2018), jemenitischer Politiker der Huthi
- Sammak, Mohammad (* 1936), libanesischer Autor und politischer Kommentator
- Sammallahti, Heikki (1886–1954), finnischer Turner
- Sammallahti, Pentti (* 1950), finnischer Fotograf
- Samman, Ghada al- (* 1942), syrische Schriftstellerin und Journalistin
- Samman, Mohammed ibn Abdel Karim al- (1718–1775), ʿālim und Mystiker
- Sammann, Detlef (1857–1938), deutscher Maler
- Sammarco, Gian (* 1970), britischer Schauspieler
- Sammarco, Mario (1868–1930), italienischer Sänger
- Sammarco, Paolo (* 1983), italienischer Fußballtrainer
- Sammartini, Giovanni Battista († 1775), italienischer Komponist der Vorklassik
- Sammartini, Giuseppe (1695–1750), italienischer Oboist und Komponist des Spätbarock
- Sammartino, Bruno (1935–2018), italienischer WrestlerBruno Sammartino (1935–2018)

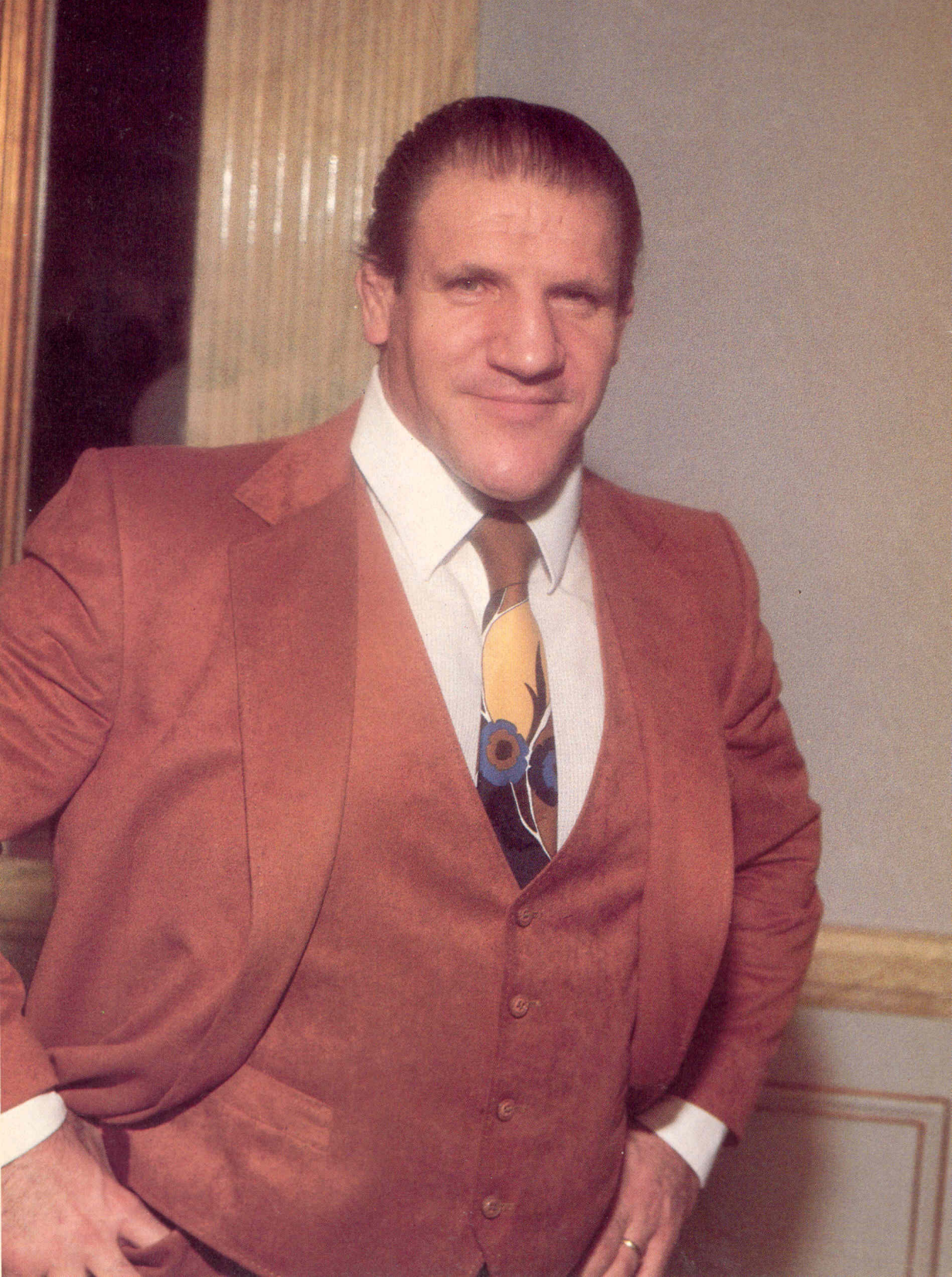
Bruno Sammartino (1935–2018)

- Sammartino, Dario (* 1987), italienischer Pokerspieler
- Sammayan, Saharat (* 1989), thailändischer Leichtathlet
- Sammel, Hans-Joachim (* 1952), deutscher Fußballspieler (DDR)
- Sammel, Richard (* 1960), deutscher Schauspieler
- Sammels, Jon (* 1945), englischer Fußballspieler
- Sammelselg, Siim-Tanel (* 1993), estnischer Skispringer und Nordischer Kombinierer
- Sammer, Alfred (1942–2010), österreichischer Universitätsdirektor, Kunstsammler, römisch-katholischer Geistlicher und Theologe sowie Bischofsvikar der Militärdiözese der Republik Österreich
- Sammer, Benjamin (* 2005), österreichischer Fußballspieler
- Sammer, Dália (1928–2022), portugiesische Turnerin
- Sammer, Klaus (* 1942), deutscher Fußballspieler und -trainer
- Sämmer, Markus, deutscher Fernsehkoch und Buchautor
- Sammer, Markus (* 1988), österreichischer Bobfahrer
- Sammer, Matthias (* 1967), deutscher Fußballspieler und -trainerMatthias Sammer (* 1967)

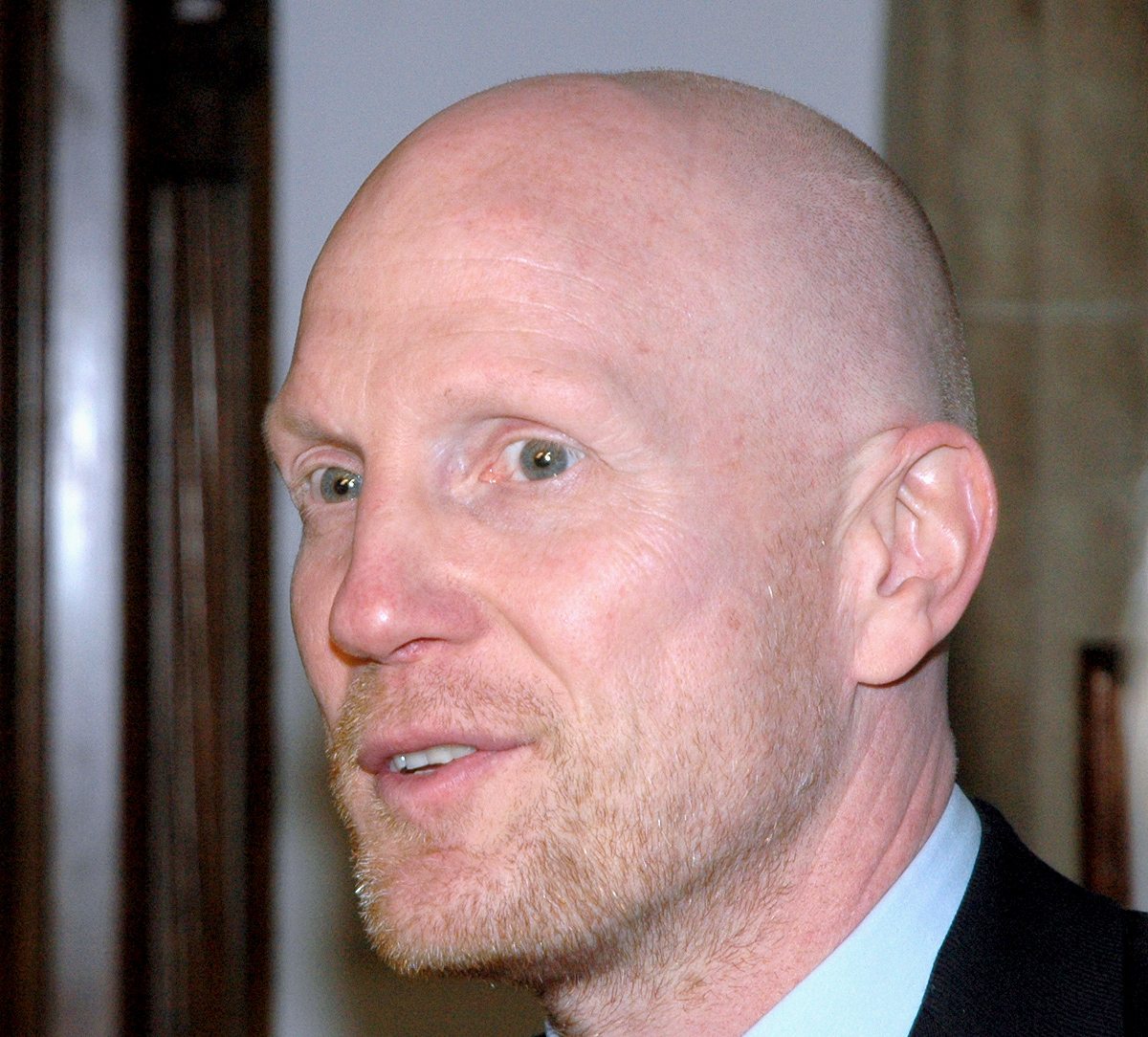
Matthias Sammer (* 1967)

- Sammer, Michael (* 1991), österreichischer Fußballspieler
- Sammer, Otto (1914–2004), deutscher Maler und Zeichner
- Sammer, Petra (* 1968), deutsche Kommunikationsberaterin, Buchautorin und Wissenschaftlerin
- Sammern-Frankenegg, Ferdinand von (1897–1944), österreichischer Politiker (NSDAP), MdR, Jurist, Generalmajor der Polizei und SS-Brigadeführer
- Sammers, Alida, niederländische Schauspielerin
- Sammet, Anna (1846–1900), deutsche Pädagogin und Frauenrechtlerin
- Sammet, George junior (1919–2012), US-amerikanischer Offizier, Generalleutnant der US-Army
- Sammet, Hans Holger (* 1944), deutscher Offizier, Generalmajor der Bundeswehr
- Sammet, Jean E. (1928–2017), US-amerikanische Informatikerin
- Sammet, Johann Gottfried (1719–1796), deutscher Jurist und Hochschullehrer
- Sammet, Kai (* 1960), deutscher Arzt und Medizinhistoriker
- Sammet, Rolf (1920–1997), deutscher Chemiker und Manager
- Sammet, Tobias (* 1977), deutscher MusikerTobias Sammet (* 1977)

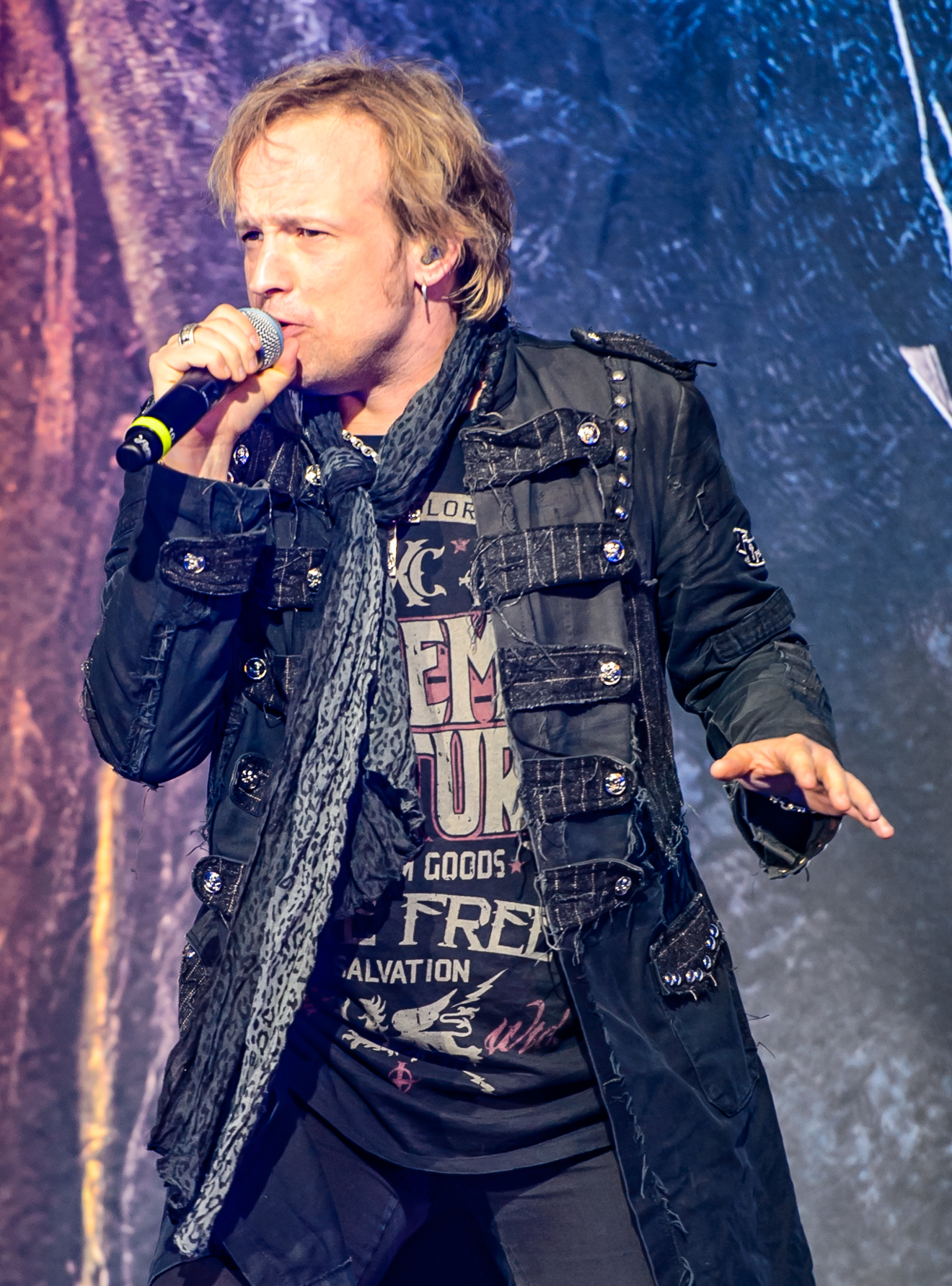
Tobias Sammet (* 1977)

- Sammie (* 1987), US-amerikanischer R&B-Sänger
- Sammir (* 1987), kroatischer Fußballspieler brasilianischer Herkunft
- Sammler, Barbara (* 1941), deutsche Keramikerin
- Sammler, Christa (* 1932), deutsche Bildhauerin
- Sammler, Hans (1900–1946), deutscher Kommunalpolitiker (SPD, SED)
- Sammon, Conor (* 1986), irischer Fußballspieler
- Sammonicus, Serenus, römischer Gelehrter
- Sammons, Jeffrey L. (1936–2021), US-amerikanischer Literaturwissenschaftler und Hochschullehrer
- Sammons, Michelle (* 1987), südafrikanische Tennisspielerin
- Sammons, Thomas (1762–1838), US-amerikanischer Politiker
- Samms, Emma (* 1960), britische Schauspielerin und DrehbuchautorinEmma Samms (* 1960)

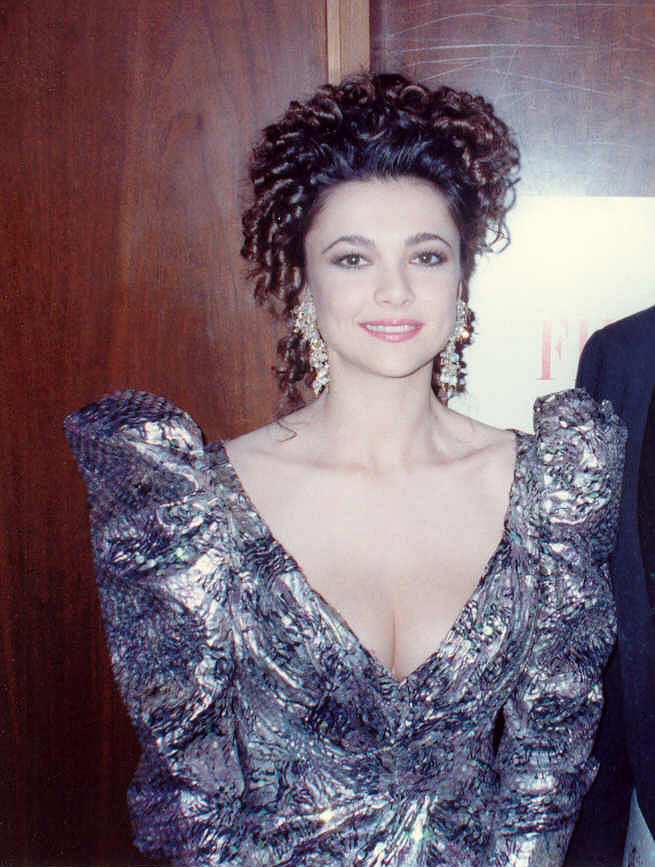
Emma Samms (* 1960)

- Sammt, Albert (1889–1982), deutscher Zeppelin-Kommandant
- Sammüller, Hanna (* 1983), deutsche Juristin und Kreisverwaltungsreferentin der Landeshauptstadt München
- Šammuramat, assyrische Königin, Ehefrau von Šamšī-Adad V.
- Sammut, Carmen (* 1951), maltesische römisch-katholische Ordensschwester
- Sammut, Frans (1945–2011), maltesischer Schriftsteller (Romancier und Essayist)
- Sammut, Kevin (* 1981), maltesischer Fußballspieler
- Sammut, Mark A. (* 1973), maltesischer Schriftsteller und Politiker

### Samn
- Samnang, Khvay (* 1982), kambodschanischer Multimedia Künstler
- Samnidse, Chatuna (* 1978), georgische Politikerin

### Samo
- Samo, aus dem Frankenreich stammender Kaufmann und Herrscher der Slawen
- Samo, Amando (1948–2021), mikronesischer Geistlicher, römisch-katholischer Bischof der Karolinen
- Samo104, deutscher Rapper
- Samoa Joe (* 1979), US-amerikanischer WrestlerSamoa Joe (* 1979)

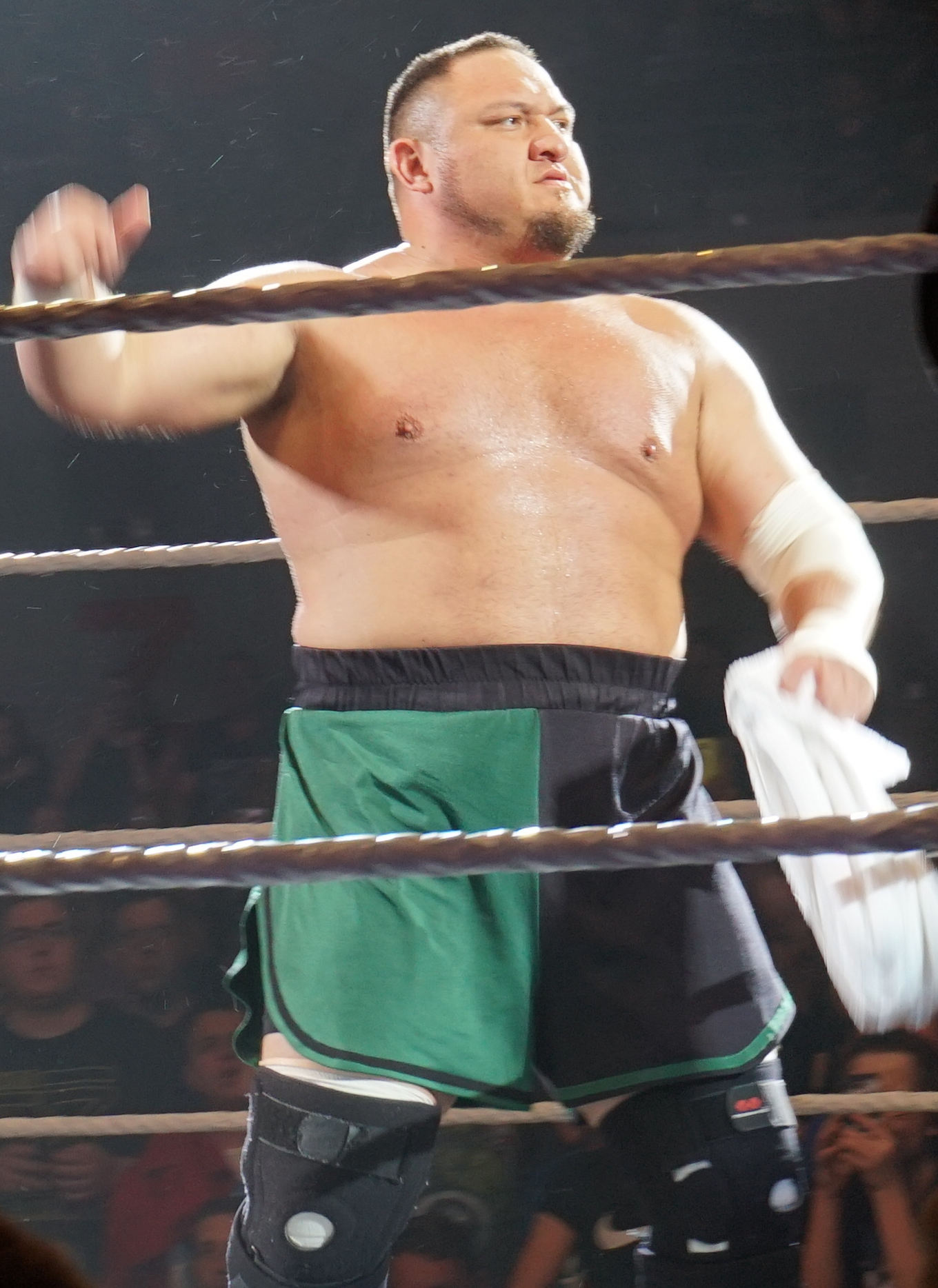
Samoa Joe (* 1979)

- Samochin, Andrei (* 1985), kasachischer Ringer
- Samochin, Fjodor Iwanowitsch (1918–1992), sowjetischer Schriftsteller
- Samochin, Michail Iwanowitsch (1902–1998), sowjetischer Generaloberst der Luftverteidigungsstreitkräfte
- Samochina, Anna Wladlenowna (1963–2010), russische Schauspielerin
- Samochina, Irina Wladimirowna (* 1971), russische Verlegerin
- Samochwalow, Alexander Nikolajewitsch (1894–1971), sowjetischer Maler, Grafiker, Illustrator, Bildhauer und Bühnenbildner
- Samochwalow, Andrei (* 1975), kasachischer Eishockeyspieler
- Samochwalowa, Swetlana Anatoljewna (* 1972), russische Radrennfahrerin
- Samodaj, Walerij (* 1991), russisch-ukrainischer Beachvolleyballspieler
- Samodol, Ante (* 1986), deutscher Basketballspieler
- Samodumow, Todor (1878–1957), bulgarischer Pädagoge
- Samodurowa, Sofja Wjatscheslawowna (* 2002), russische Eiskunstläuferin
- Samoei, Emily Chepkomi (* 1980), kenianische Marathonläuferin
- Samofalow, Jaroslaw (* 1995), ukrainischer Boxer
- Samohin, Daniel (* 1998), israelischer Eiskunstläufer
- Samohrd, Alois (1865–1917), österreichisch-ungarischer Zivilgeometer und Bauingenieur
- Samohyl, Franz (1912–1999), österreichischer Violinist, Konzertmeister und Hochschullehrer
- Samoilenko, Alexander Grigorjewitsch (1957–2006), russisches Mordopfer; Generaldirektor des Unternehmens Itera-Samara
- Samoilenko, Pjotr Michailowitsch (* 1977), russischer Basketballspieler
- Samoilova, Anastasija (* 1997), lettische Beachvolleyballspielerin
- Samoilova, Irina, russische Sängerin (Sopran)
- Samoilovs, Aleksandrs (* 1985), lettischer Beachvolleyballspieler
- Samoilovs, Vitālijs (* 1962), lettischer Eishockeytorwart
- Samoilow, Alexander Filippowitsch (1867–1930), russischer Physiologe und Kardiologe
- Samoilow, Igor Nikolajewitsch (* 1981), russischer Bogenbiathlet
- Samoilow, Jakow Wladimirowitsch (1870–1925), russischer Mineraloge, Geologe und Hochschullehrer
- Samoilow, Jewgeni Walerianowitsch (1912–2006), russischer Schauspieler
- Samoilow, Sergei (1958–2009), kasachischer Bergsteiger
- Samoilowa, Antonina (* 1988), ukrainische Bergsteigerin
- Samoilowa, Julija Olegowna (* 1989), russische Sängerin
- Samoilowa, Konkordija Nikolajewna (1876–1921), russische Revolutionärin
- Samoilowa, Tatjana Jewgenjewna (1934–2014), sowjetische SchauspielerinTatjana Jewgenjewna Samoilowa (1934–2014)

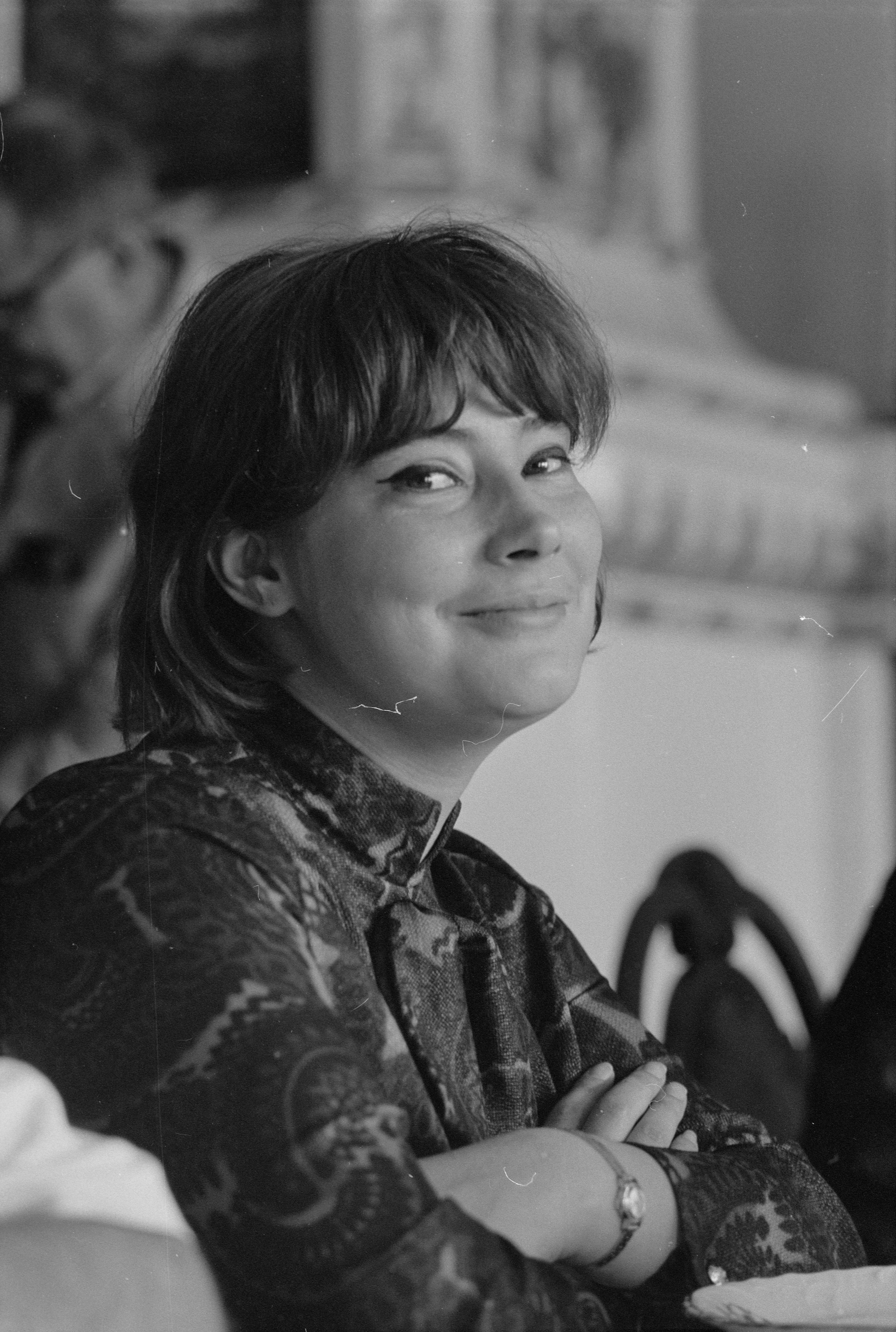
Tatjana Jewgenjewna Samoilowa (1934–2014)

- Samoilowitsch, Alexander Nikolajewitsch (1880–1938), russischer Orientalist, Turkologe und Hochschullehrer
- Samoilowitsch, Rudolf Lasarewitsch (1881–1939), russischer bzw. sowjetischer Polarforscher und Geologe
- Samoise, Matisse (* 2001), belgischer Fußballspieler
- Samojlau, Branislau (* 1985), belarussischer Radrennfahrer
- Samojlenko, Anatolij (1938–2020), sowjetisch-ukrainischer Mathematiker
- Samojłowicz, Laura (* 1985), polnische Schauspielerin
- Samojlowytsch, Iwan, Hetman
- Samokisch-Sudkowskaja, Jelena Petrowna (1862–1924), russische Malerin
- Samokovlija, Isak (1889–1955), bosnisch-herzegowinischer Schriftsteller
- Samokutjajew, Alexander Michailowitsch (* 1970), russischer Kosmonaut
- Samokysch, Mykola (1860–1944), russischer, ukrainischer und sowjetischer Grafiker und Maler
- Samol, Bogusław (* 1959), polnischer Militär
- Samolenko-Dorowskych, Tetjana (* 1961), sowjetische Leichtathletin
- Samolodtschikow, Alexander Borissowitsch (* 1952), russischer Physiker
- Samolodtschikowa, Jelena Michailowna (* 1982), russische Turnerin
- Samonà, Carmelo (1926–1990), italienischer Autor, Romanist und Hispanist
- Samonigg, Hellmut (* 1951), österreichischer Onkologe
- Samonow, Pjotr Alexandrowitsch (* 1863), russischer Bildhauer
- Samonth, altägyptischer Wesir
- Samora, Rogério (1958–2021), portugiesischer Schauspieler
- Samorè, Antonio (1905–1983), italienischer Kardinal der römisch-katholischen Kirche
- Samorì, Aurelio (* 1946), italienischer Komponist
- Samorì, Nicola (* 1977), italienischer Maler und Bildhauer
- Samorodow, Maxim (* 2002), kasachischer Fußballspieler
- Samorukov, Mark (* 1989), estnischer Eishockeyspieler
- Samos II. († 109 v. Chr.), König von Kommagene
- Samos, Sumeet, indischer Rapper
- Samosc, Israel (1700–1772), deutsch-galizischer Gelehrter
- Samosch, Siegfried (1846–1911), deutscher Journalist, Reiseschriftsteller und Übersetzer
- Samoschkin, Alexander Iwanowitsch (1899–1977), russischer Schriftsteller und Museumsdirektor
- Samoschnikow, Ilja Andrejewitsch (* 1997), russischer Fußballspieler
- Samoschtschin, Paltijel Munischewitsch (1850–1909), jüdischer Schriftsteller, Publizist und Journalist
- Samossedenko, Gennadi Sergejewitsch (1942–2022), sowjetischer Springreiter
- Samossud, Samuil Abramowitsch (1884–1964), russischer Dirigent
- Samostrzelnik, Stanisław († 1541), polnischer Renaissancekünstler und Zisterziensermönch
- Samotailowa, Tamara Alexejewna (* 1939), russische Kunstturnerin
- Samotajew, Dmytro (* 1995), ukrainischer Boxer
- Samoth, norwegischer Metal-Musiker und BrandstifterSamoth

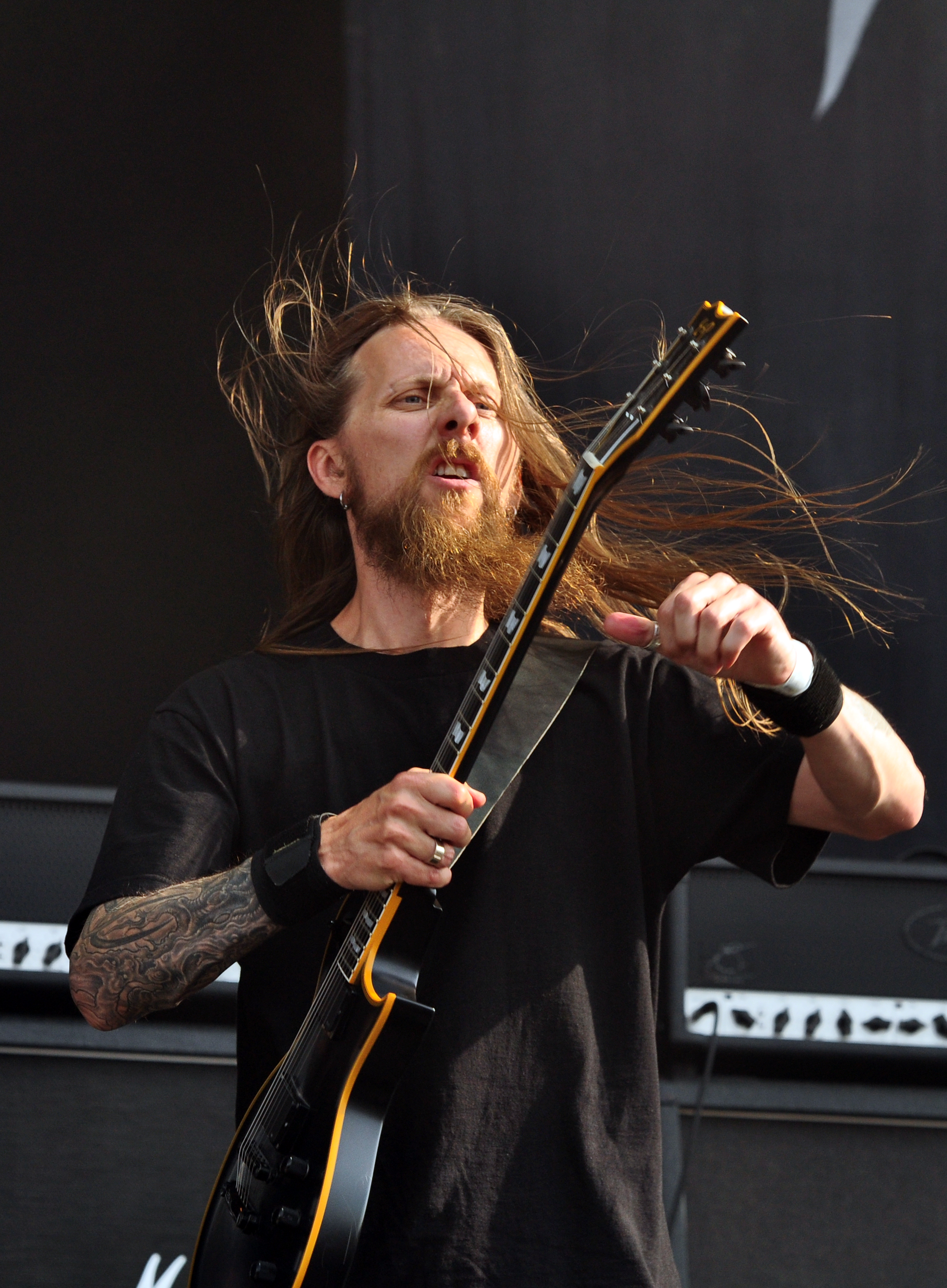
Samoth

- Samotij, Wojciech, polnischer Mathematiker
- Samotin, Michail Andrejewitsch (* 1937), sowjetischer Kanute
- Samotjossowa, Ljudmila Iwanowna (* 1939), sowjetische Sprinterin
- Samouelle, George († 1846), britischer Entomologe und Zoologe
- Samouil, Tatiana (* 1974), russisch-belgische Violinistin
- Samoura, Fatma (* 1962), senegalesische Diplomatin
- Samoura, Thiniba (* 2004), französische Fußballspielerin
- Samoyault, Tiphaine (* 1968), französische Literaturwissenschaftlerin und Schriftstellerin
- Samozwaniec, Magdalena (1894–1972), polnische Schriftstellerin und Satirikerin
- Samozwetow, Anatoli Wassiljewitsch (1932–2014), sowjetischer Hammerwerfer

### Samp
- Sampa Kasonde, Charles Joseph (* 1968), sambischer Geistlicher, römisch-katholischer Bischof von Solwezi
- Sampa the Great (* 1993), sambische Sängerin, Rapperin und Songwriterin
- Sampagne (* 2001), deutscher RapperSampagne (* 2001)

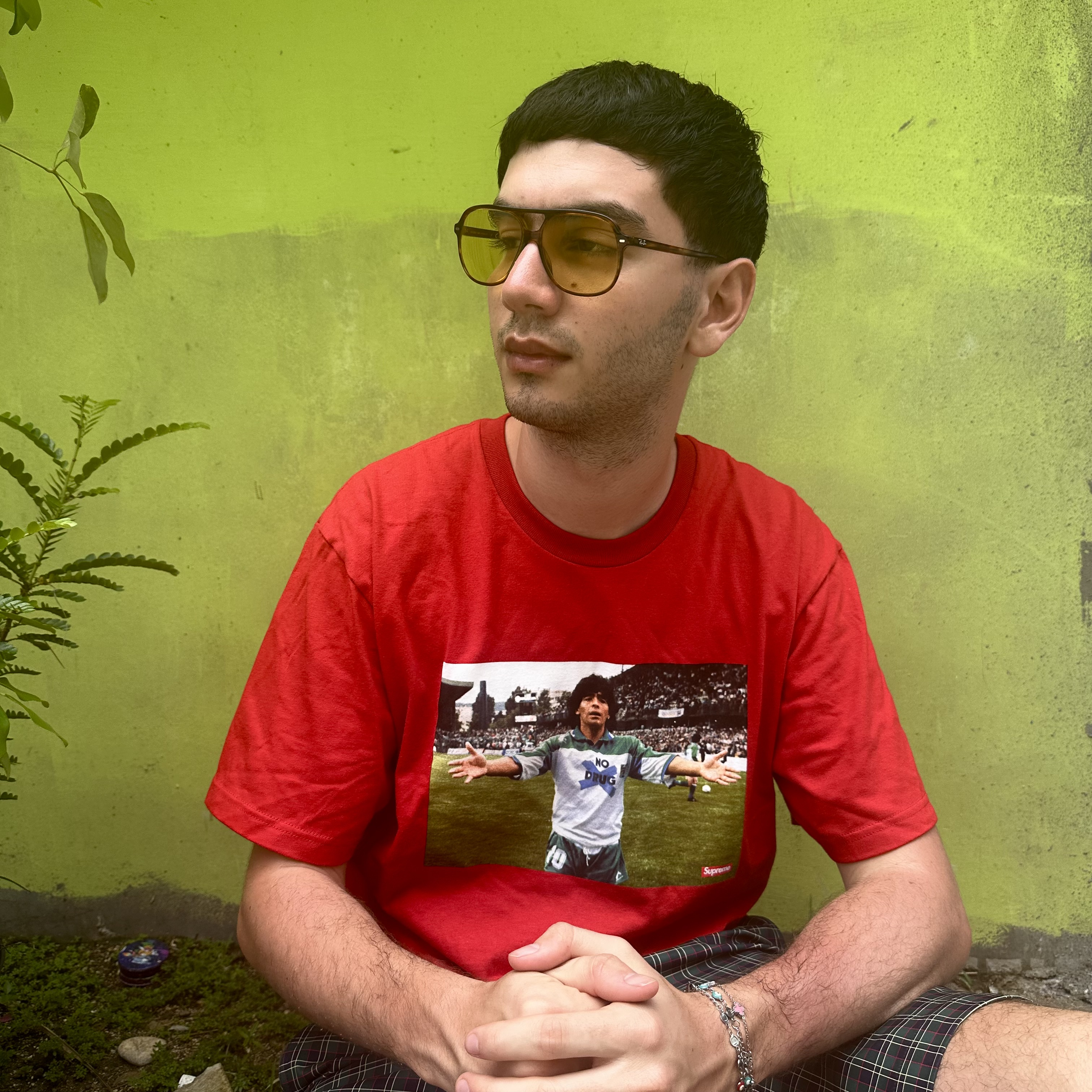
Sampagne (* 2001)

- Sampaio Garrido, Carlos (1883–1960), portugiesischer Diplomat, Gerechter unter den Völkern
- Sampaio, Anderson Gils de (* 1977), brasilianischer Fußballspieler
- Sampaio, António, portugiesisch-osttimoresischer Journalist
- Sampaio, Antonio Amaral de (1930–2010), brasilianischer Diplomat
- Sampaio, César (* 1968), brasilianischer Fußballspieler
- Sampaio, Daniel (* 1946), portugiesischer Psychiater, Familientherapeut und Hochschullehrer
- Sampaio, Emiliano (* 1984), brasilianischer Jazzmusiker, Komponist und Arrangeur
- Sampaio, Fausto (1893–1956), portugiesischer Maler
- Sampaio, Gonçalo (1865–1937), portugiesischer Botaniker
- Sampaio, Gustavo (1871–1893), Offizier des Brasilianischen Heers
- Sampaio, Joaquim (* 1970), portugiesischer Radrennfahrer
- Sampaio, Jorge (1939–2021), portugiesischer Politiker, Staatspräsident von Portugal
- Sampaio, Lopo Vaz de († 1538), portugiesischer Militär, Generalgouverneur von Portugiesisch-Indien (1526 bis 1529)
- Sampaio, Luís de Almeida (* 1957), portugiesischer Diplomat
- Sampaio, Manuel de Castro (1827–1875), portugiesischer Offizier und Gouverneur
- Sampaio, Patrícia (* 1999), portugiesische Judoka
- Sampaio, Paulo de Melo (1926–1968), portugiesischer Architekt
- Sampaio, Rogério (* 1967), brasilianischer Judoka
- Sampaio, Sara (* 1991), portugiesisches Model und SchauspielerinSara Sampaio (* 1991)

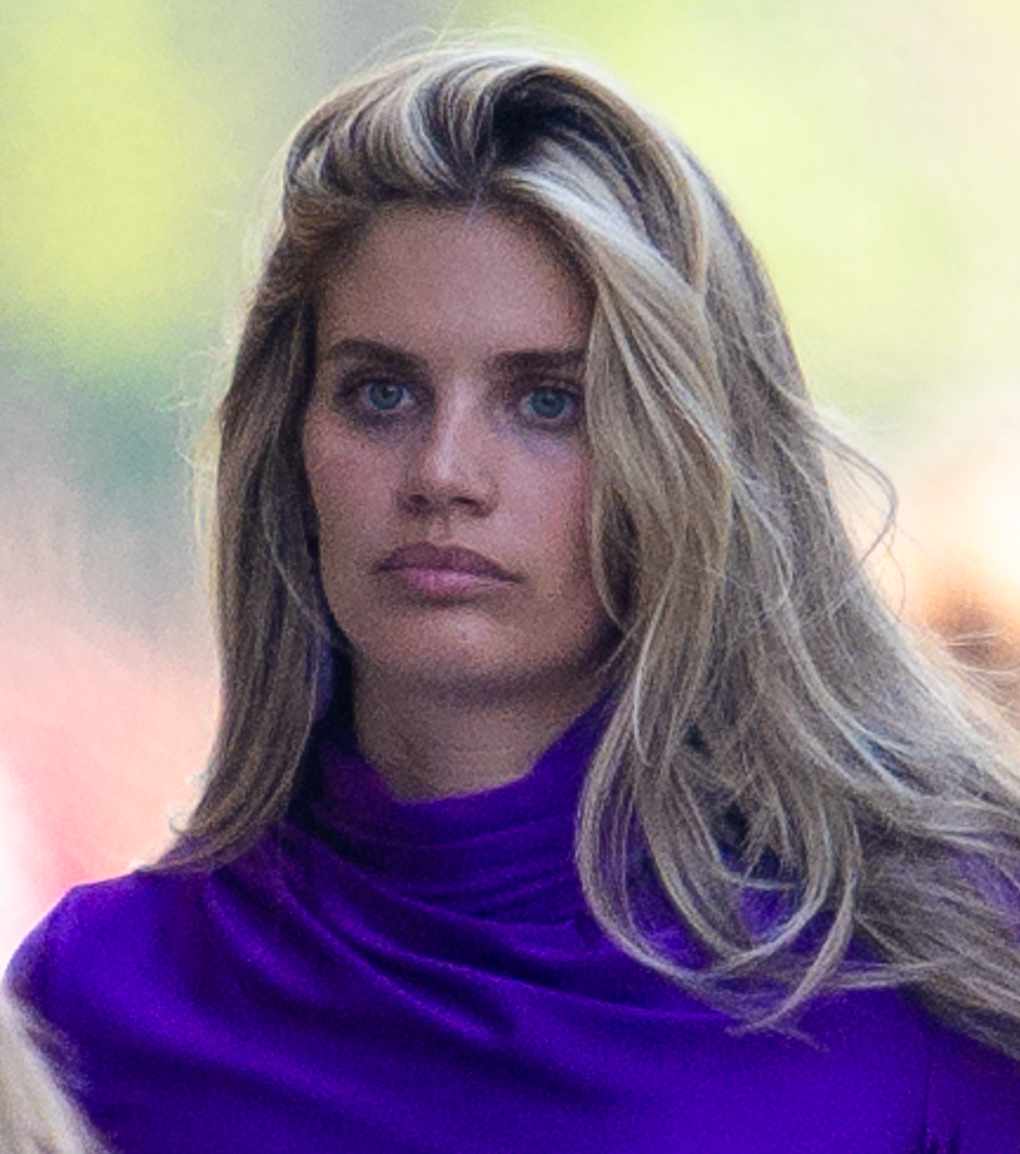
Sara Sampaio (* 1991)

- Sampaio, Valentina (* 1996), brasilianisches Model und Transgender-Aktivistin
- Sampaio, Wilton (* 1981), brasilianischer Fußballschiedsrichter
- Sampan Kesi (* 1999), thailändischer Fußballspieler
- Sampanidou, Hristina (* 1988), deutsch-griechisch-serbische Fußballspielerin
- Sampanis, Leonidas (* 1971), griechischer Gewichtheber
- Sampanthan, R. (1933–2024), sri-lankischer Politiker
- Sampaoli, Jorge (* 1960), argentinischer Fußballtrainer
- Sampe, Astrid (1909–2002), schwedische Künstlerin
- Sampedro, Amanda (* 1993), spanische Fußballspielerin
- Sampedro, José Luis (1917–2013), spanischer Wirtschaftswissenschaftler, Humanist und Schriftsteller
- Sampedro, Ramón (1943–1998), spanischer Tetraplegiker und Befürworter der Sterbehilfe
- Sampen, John (* 1949), US-amerikanischer Saxophonist und Musikpädagoge
- Samper i Marquès, Baltasar (1888–1966), mallorquinischer Pianist, Dirigent, Komponist und Volksliedforscher
- Samper Ibáñez, Ricardo (1881–1938), Ministerpräsident von Spanien
- Samper Montaña, Jordi (* 1990), spanischer Tennisspieler
- Samper y Campuzano, Ricardo Sanz de (1873–1954), kolumbianischer katholischer Geistlicher
- Samper, Bernardo (* 1982), kolumbianischer Squashspieler
- Samper, Cristián (* 1965), amerikanischer Biologe, Leiter der Smithsonian Institution und Präsident der Wildlife Conservation Society
- Samper, Ernesto (* 1950), kolumbianischer Politiker, Staatspräsident der Republik KolumbienErnesto Samper (* 1950)

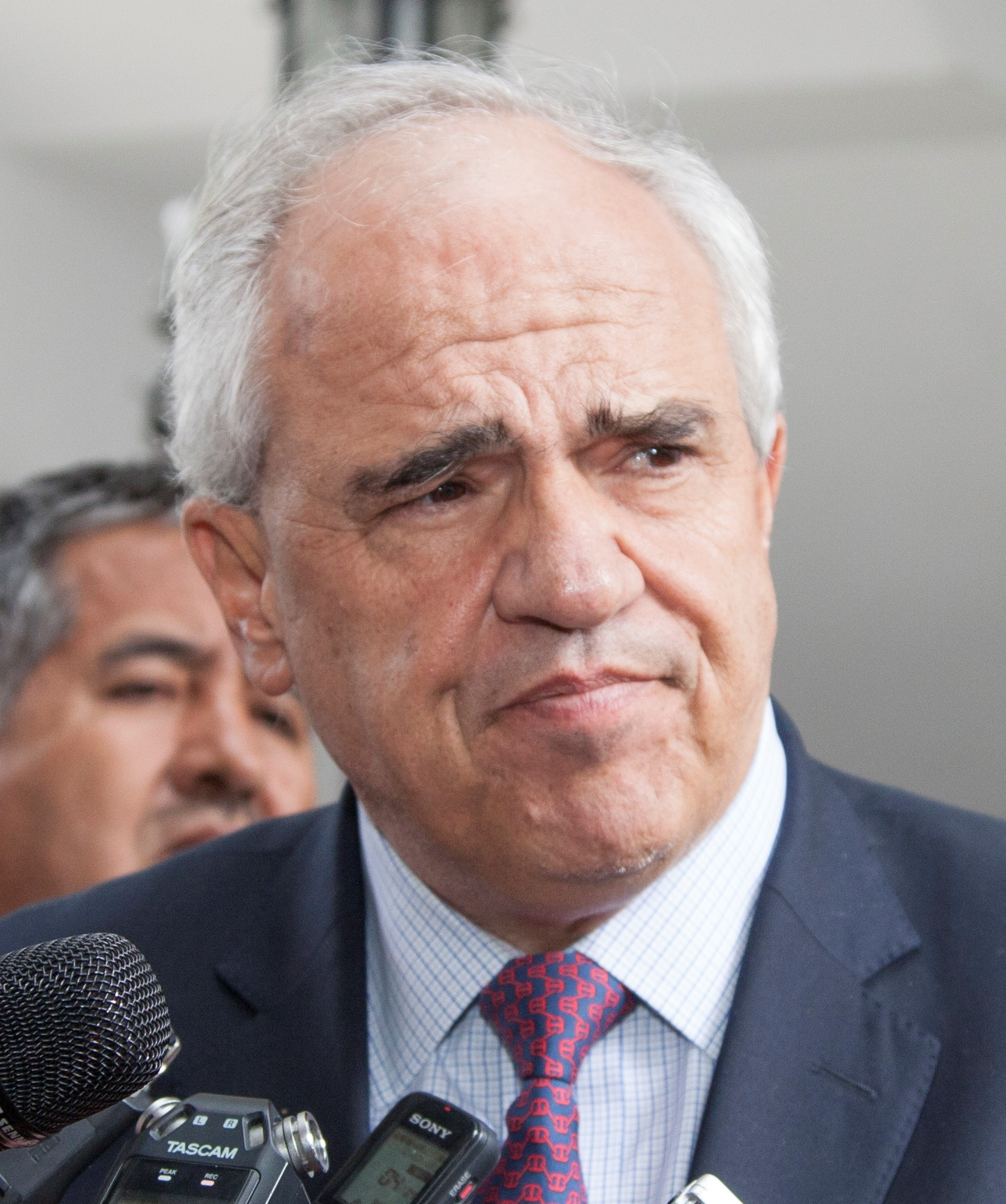
Ernesto Samper (* 1950)

- Samper, Rudolf (1912–2001), deutscher Jurist und Schriftsteller
- Samper, Sergi (* 1995), spanischer Fußballspieler
- Samperi, Salvatore (1944–2009), italienischer Filmregisseur
- Samperio, Enrique (* 1990), mexikanischer Eishockeyspieler
- Sâmpetrean, Adrian (* 1983), rumänischer Opernsänger (Bass)
- Sampha (* 1988), britischer Musiker
- Sampi, Everlyn (* 1988), australische Schauspielerin
- Sampieri, Egidio (1928–2000), römisch-katholischer Ordensgeistlicher und Apostolischer Vikar von Alexandria in Ägypten
- Sampiero Corso (1497–1567), korsischer Adliger, Freiheitskämpfer und Volksheld
- Sampilyn, Jalan-Aajav (1923–2007), mongolischer Politiker
- Sampl, Josef (* 1948), österreichischer Politiker (ÖVP), Abgeordneter zum Salzburger Landtag
- Sampl, Manfred (* 1973), österreichischer Politiker (ÖVP), Abgeordneter zum Salzburger Landtag
- Sample, Alexander King (* 1960), US-amerikanischer Geistlicher, Erzbischof von Portland in Oregon
- Sample, Chuck (1920–2001), US-amerikanischer American-Football-Spieler
- Sample, Joe (1939–2014), US-amerikanischer Keyboarder und Jazz-Komponist
- Sample, Samuel C. (1796–1855), US-amerikanischer Politiker
- Samplonius, Anne (* 1969), kanadische Radrennfahrerin
- Sampofu, Lawrence (* 1955), namibischer Militär, Politiker und Regionalgouverneur
- Sampol Pucurull, Miguel (* 1974), spanischer Jurist
- Sampoliński, Wojciech, polnischer Adeliger, Beamter im Staatsdienst und Offizier
- Sampras, Pete (* 1971), US-amerikanischer TennisspielerPete Sampras (* 1971)

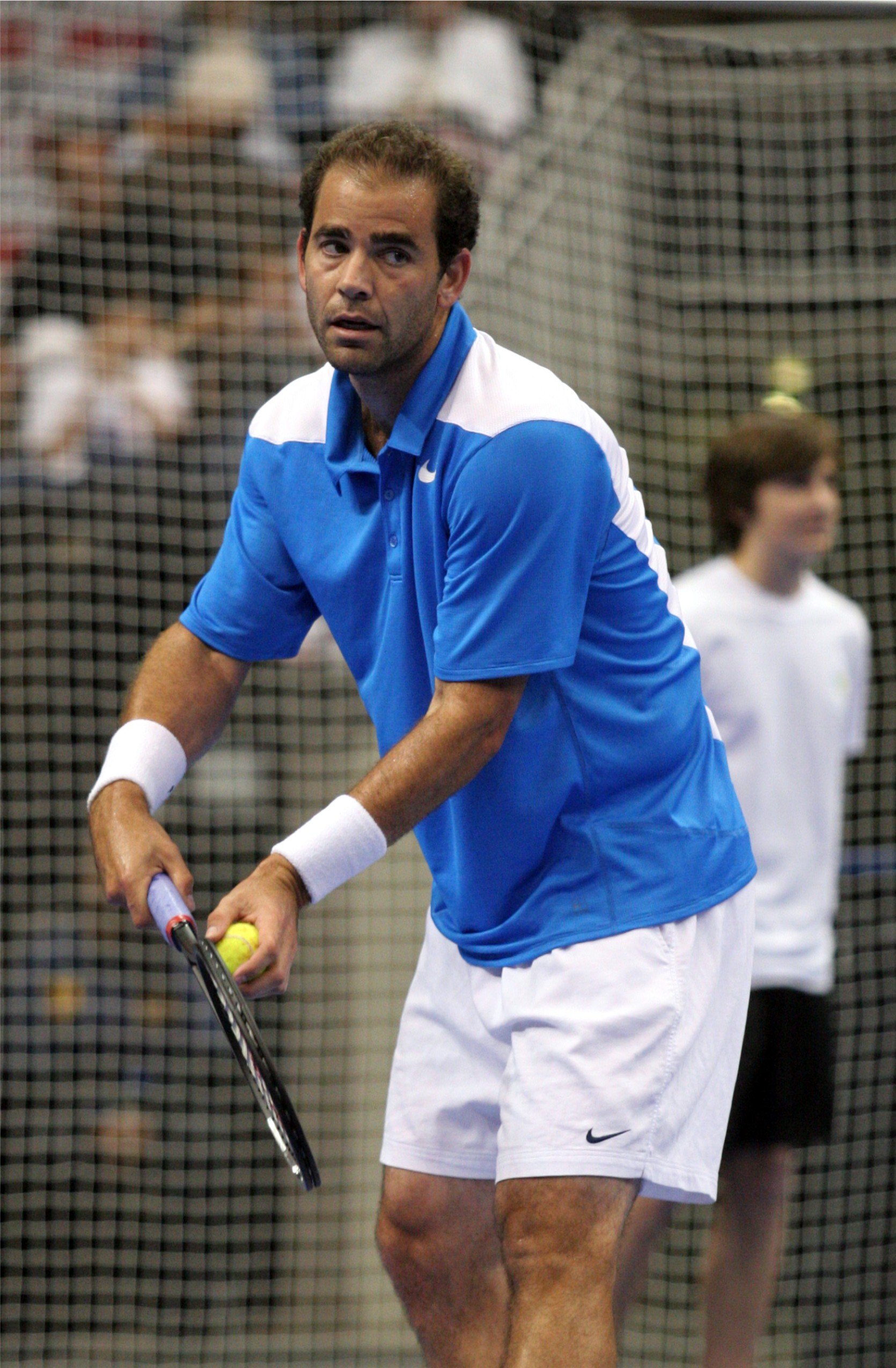
Pete Sampras (* 1971)

- Sampras, Stella (* 1969), US-amerikanische Tennisspielerin
- Sampson von Konstantinopel, Heiliger
- Sampson, Agnes († 1591), schottische Hebamme und Heilerin
- Sampson, Angus (* 1979), australischer Schauspieler
- Sampson, Anthony (1926–2004), britischer Journalist und Schriftsteller
- Sampson, Beate (* 1961), deutsche Musikjournalistin, Moderatorin und Jazzsängerin
- Sampson, Carolyn (* 1974), englische Sängerin (Sopran)
- Sampson, Cesár (* 1983), österreichischer SängerCesár Sampson (* 1983)

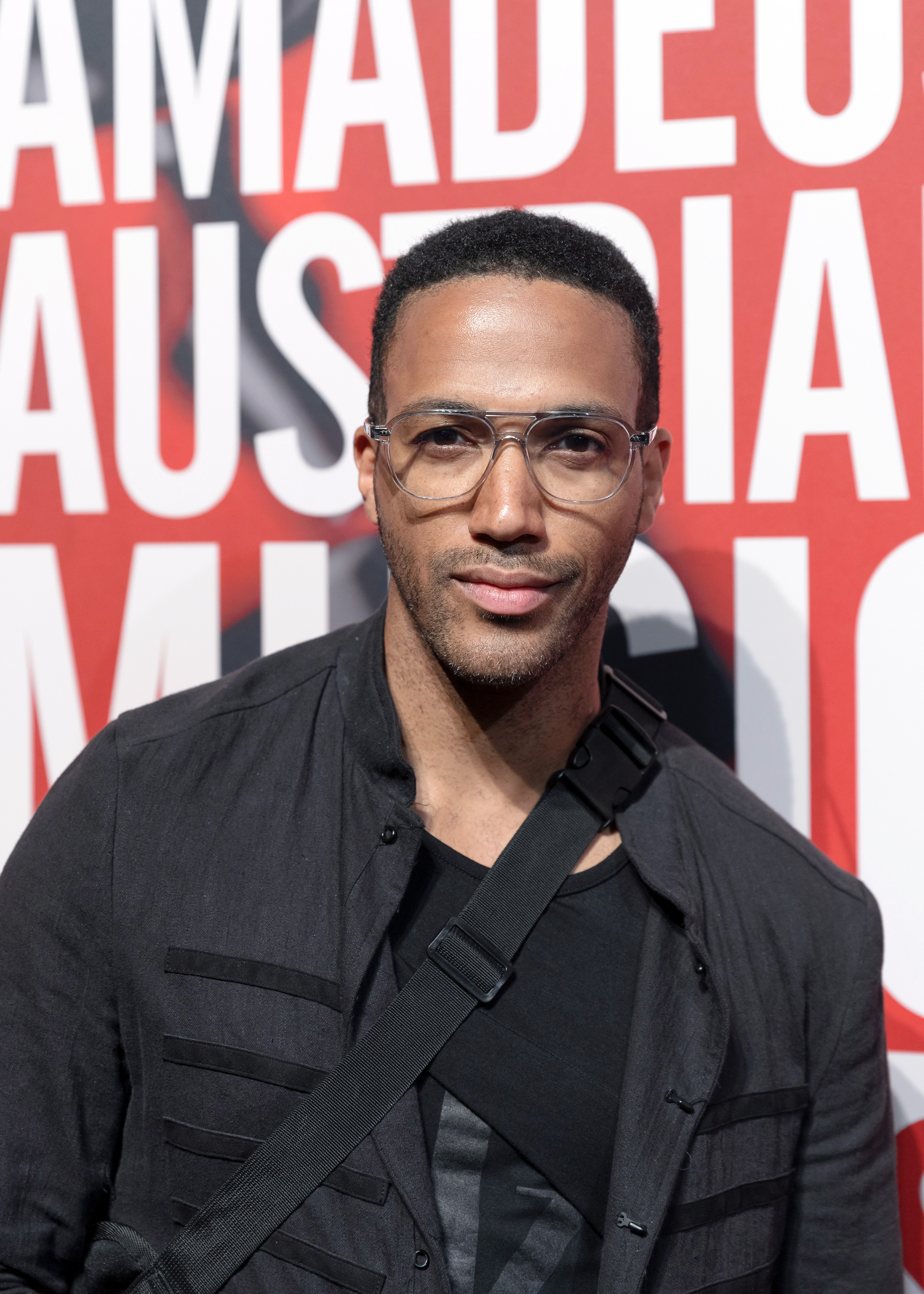
Cesár Sampson (* 1983)

- Sampson, Cindy (* 1978), kanadische Schauspielerin
- Sampson, Daz (* 1974), britischer Sänger und Musikproduzent
- Sampson, Deborah (1760–1827), US-amerikanische Soldatin
- Sampson, Deryck (1925–1949), US-amerikanischer Jazzmusiker (Piano)
- Sampson, Doug (* 1957), britischer Musiker, Schlagzeuger von Iron Maiden
- Sampson, Ed (1921–1974), US-amerikanischer Eishockeyspieler
- Sampson, Edgar (1907–1973), US-amerikanischer Jazzmusiker (Komponist, Arrangeur, Saxophonist und Geiger)
- Sampson, Eduardo (1932–2006), uruguayischer Politiker
- Sampson, Erasto (* 1975), vincentischer Leichtathlet
- Sampson, Ethen (* 1993), südafrikanischer Fußballspieler
- Sampson, Ezekiel S. (1831–1892), US-amerikanischer Politiker
- Sampson, Flem D. (1875–1967), US-amerikanischer Politiker
- Sampson, George (* 1993), englischer Hip-Hop-Tänzer
- Sampson, Grant (* 1982), südafrikanischer Dartspieler
- Sampson, Holly (* 1973), US-amerikanische Pornodarstellerin und Schauspielerin
- Sampson, Jim (* 1948), amerikanisch-deutscher Hörfunkmoderator beim Bayerischen Rundfunk
- Sampson, John A. (1873–1946), US-amerikanischer Gynäkologe
- Sampson, Julie (1934–2011), US-amerikanische Tennisspielerin
- Sampson, Kendrick (* 1988), US-amerikanischer SchauspielerKendrick Sampson (* 1988)

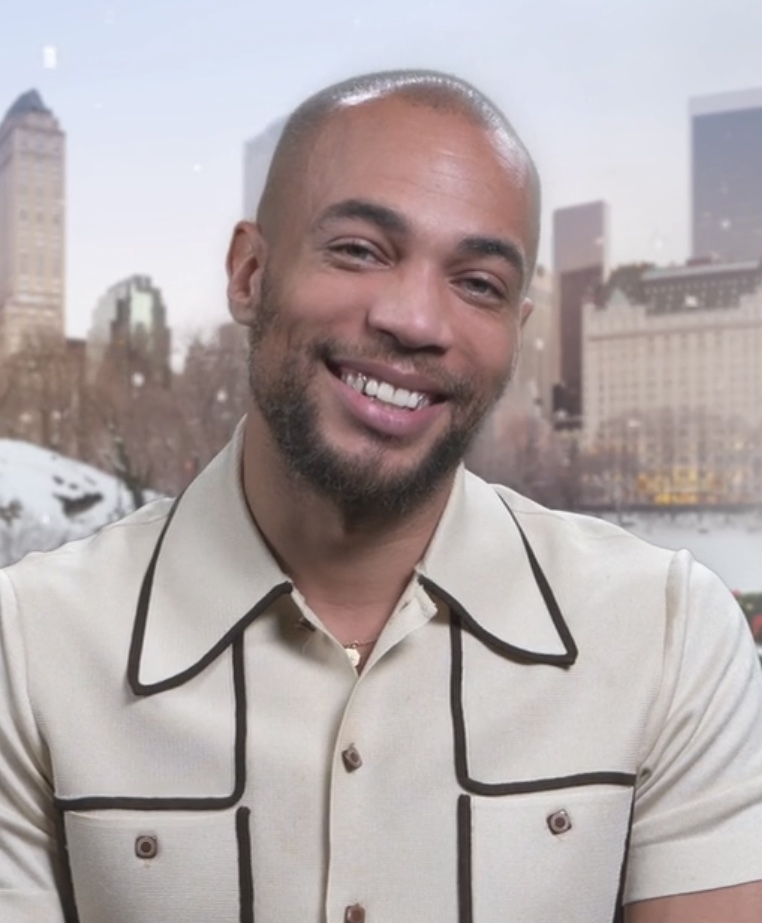
Kendrick Sampson (* 1988)

- Sampson, Mark (* 1982), walisischer Fußballtrainer
- Sampson, Marty (* 1979), australischer christlicher Musiker der Hillsong Church
- Sampson, Nikos (1935–2001), zypriotischer Politiker
- Sampson, P. M. (* 1960), US-amerikanischer Rapper
- Sampson, Peggie (1912–2004), kanadische Cellistin, Gambistin und Musikpädagogin britischer Herkunft
- Sampson, Ralph (* 1960), US-amerikanischer Basketballspieler
- Sampson, Ralph Allen (1866–1939), britischer Astronom
- Sampson, Robert J. (* 1955), US-amerikanischer Kriminologe
- Sampson, Robin (* 1940), neuseeländischer Bogenschütze
- Sampson, Steve (* 1957), US-amerikanischer Fußballtrainer
- Sampson, Ted (* 1935), britischer Sprinter
- Sampson, Tommy (1918–2008), britischer Bandleader und Trompeter
- Sampson, Vyan (* 1996), englisch-jamaikanische Fußballspielerin
- Sampson, Will (1933–1987), US-amerikanischer Schauspieler indianischer Abstammung
- Sampson, William Thomas (1840–1902), Konteradmiral der United States Navy
- Sampson, Zabdiel (1781–1828), US-amerikanischer Politiker
- Sampsted, Alfons (* 1998), isländischer Fußballspieler
- Sampt, Helmut (* 1956), österreichischer Politiker (ÖVP), Landtagsabgeordneter

### Samr
- Samra (* 1995), deutscher Rapper
- Samra, Nicholas James (* 1944), US-amerikanischer Geistlicher, emeritierter melkitischer Bischof von Newton
- Samra, Sift Kaur (* 2001), indische Sportschützin
- Samrej, Kasidit (* 2001), thailändischer Tennisspieler
- Samru, Begum († 1836), indische Herrscherin

### Sams
- Sams, Deon (* 1972), US-amerikanischer Schauspieler
- Sams, Jeremy (* 1957), britischer Theaterregisseur (insbesondere für Musicals), Autor, Übersetzer (insbesondere von Opern und anderen Bühnenwerken), Orchester-Arrangeur, Filmkomponist und Liedtexter
- Sams, Lionel (* 1961), englischer Dartspieler
- Sams, Manfred (* 1972), österreichischer Politiker (SPÖ)
- Samsaenthai (* 1356), zweiter König des Reiches Lan Xang
- Šamšal, Dalibor (* 1985), kroatisch-ungarischer Skirennläufer
- Samsalijew, Talant (* 1980), kirgisischer Fußballspieler
- Šamšalović, Gustav (1878–1961), jugoslawischer Germanist und Hochschulprofessor
- Samsche, Ewald (1913–1975), deutscher Politiker (CDU), MdHB
- Samse, LeRoy (1883–1956), US-amerikanischer Leichtathlet
- Samsel, Anna-Katharina (* 1985), deutsche Schauspielerin und Rollkunstläuferin
- Samsel, Edward (1940–2003), polnischer Geistlicher, Bischof von Ełk
- Šamši-Adad I., assyrischer König
- Šamši-Adad II., 57. assyrischer König
- Šamši-Adad III., 59. assyrischer König
- Šamši-Adad IV., assyrischer König
- Šamši-Adad V., König von Assyrien
- Šamši-ilu, assyrischer General, Statthalter
- Samsinger, Elmar (* 1954), österreichischer Ausstellungsmacher, Sachbuchautor und -herausgeber
- Samsö, Hans Jörgensen (1661–1738), königlich dänischer Generalmajor und Chef des Oldenburger National Infanterie-Regiments
- Samsó, Julio (* 1942), spanischer Wissenschaftshistoriker und Arabist
- Samsøe, Ole Johan (1759–1796), dänischer Dichter
- Samsom, Diederik (* 1971), niederländischer Politiker (PvdA)
- Samson de Mauvoisin († 1161), Erzbischof von Reims
- Samson von Dol, Bischof von DolSamson von Dol

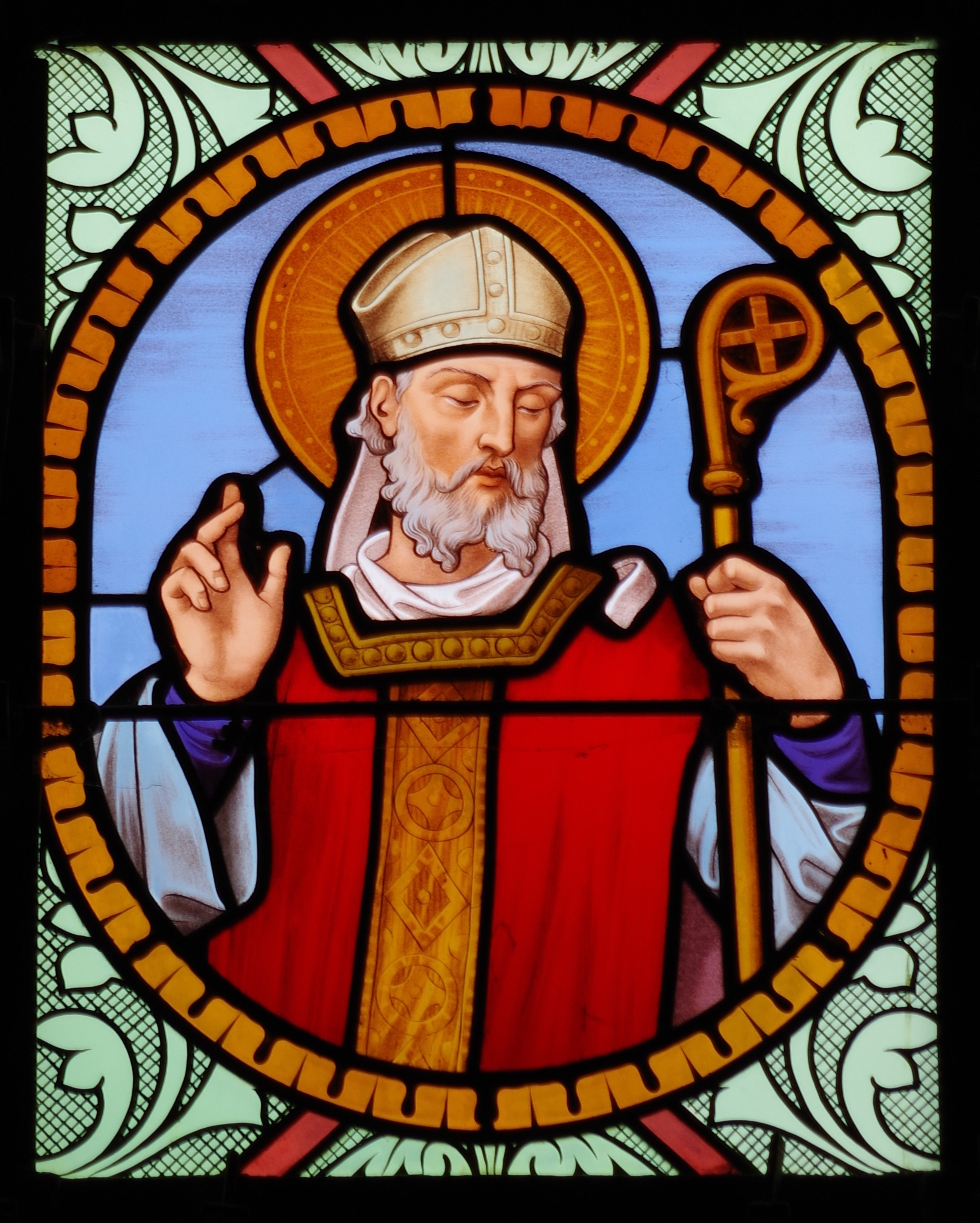
Samson von Dol

- Samson von Himmelstjerna, Guido (1809–1868), deutsch-baltischer Militärarzt und Hochschullehrer
- Samson von Himmelstjerna, Reinhold (1778–1858), livländischer Landespolitiker
- Samson, Benvenuto (1887–1983), deutscher Rechtswissenschaftler
- Samson, Bernhardin, Franziskaner und Prediger in der Schweiz
- Samson, Elisabeth (1715–1771), afro-surinamische Unternehmerin und Plantagenbesitzerin
- Samson, Erich (1940–2014), deutscher Rechtswissenschaftler
- Samson, Hermann (1579–1643), deutsch-baltischer Geistlicher und Pädagoge
- Samson, Herz (1738–1794), deutscher Bankier und Kammeragent jüdischer Herkunft
- Samson, Horst (* 1954), deutscher Schriftsteller, Lehrer und Journalist
- Samson, Jacky (1940–2012), französischer Jazzmusiker
- Samson, James Camille (1856–1896), US-amerikanischer und österreich-ungarischer Diplomat
- Samson, Jane (* 1962), kanadische Historikerin
- Samson, Jérôme (* 1987), kanadischer Eishockeyspieler
- Samson, John K. (* 1973), kanadischer Rockmusiker
- Samson, Joseph Isidore (1793–1871), französischer Schauspieler und Dramatiker
- Samson, Klaus Peter (* 1943), deutscher Sänger und Gesangspädagoge
- Samson, Kurt (1900–1947), deutscher Politiker (NSDAP), Bezirksbürgermeister Berlin-Neukölln
- Samson, Laura (* 2008), tschechische Tennisspielerin
- Samson, Louis (* 1995), deutscher FußballspielerLouis Samson (* 1995)

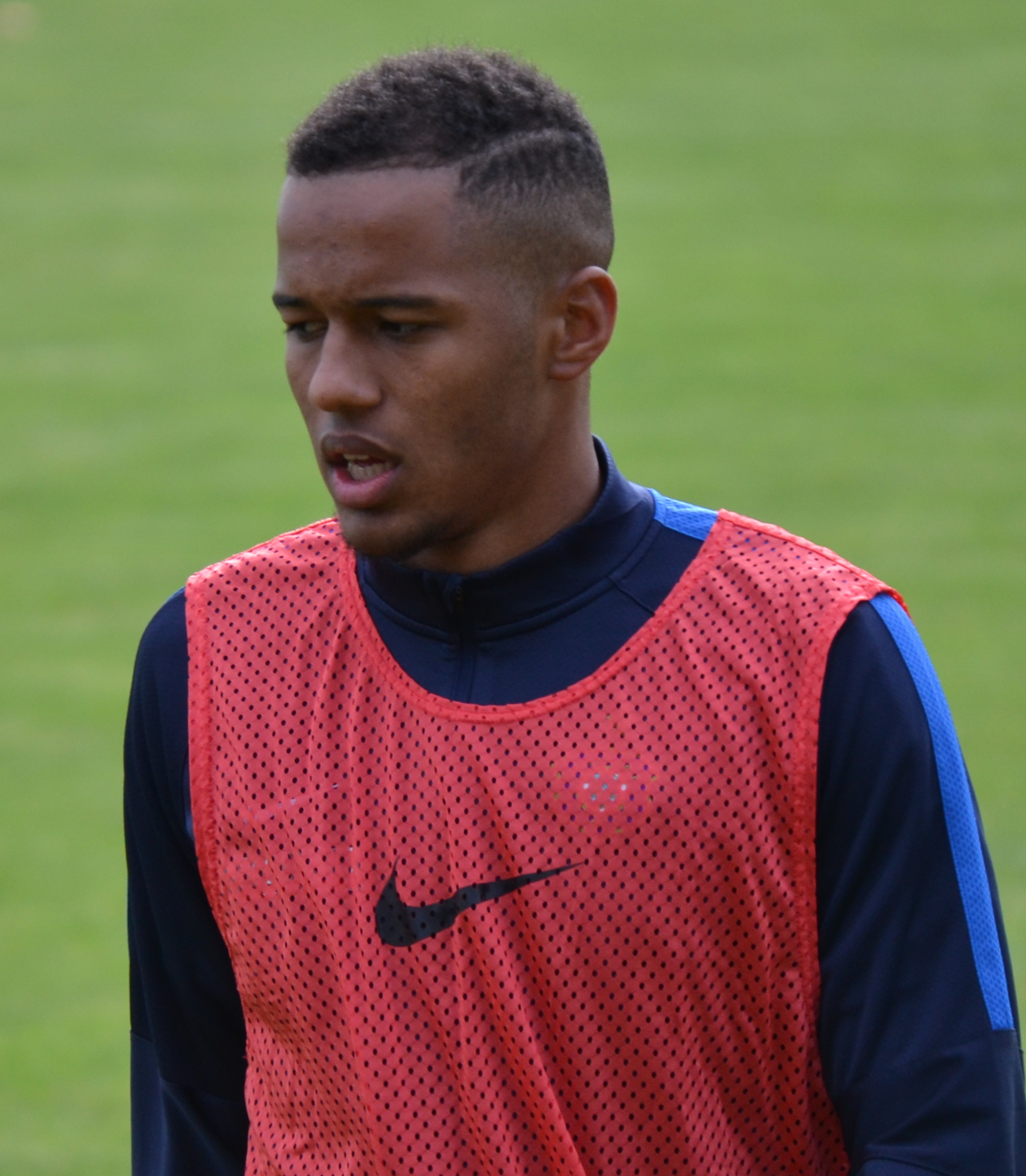
Louis Samson (* 1995)

- Samson, Mathias (* 1965), deutscher Politiker
- Samson, Meta (1894–1942), deutsche Pädagogin, Journalistin und Kinderbuchautorin
- Samson, Michel (* 1945), amerikanischer Geiger und Bratscher
- Samson, Otto (1900–1976), deutsch-britischer Ethnologe und Museumskurator
- Samson, Paul (1905–1982), US-amerikanischer Schwimmer
- Samson, Philipp (1743–1805), deutscher Hofbankier und Schulgründer jüdischer Herkunft
- Samson, Polly (* 1962), britische Schriftstellerin, Songwriter und JournalistinPolly Samson (* 1962)

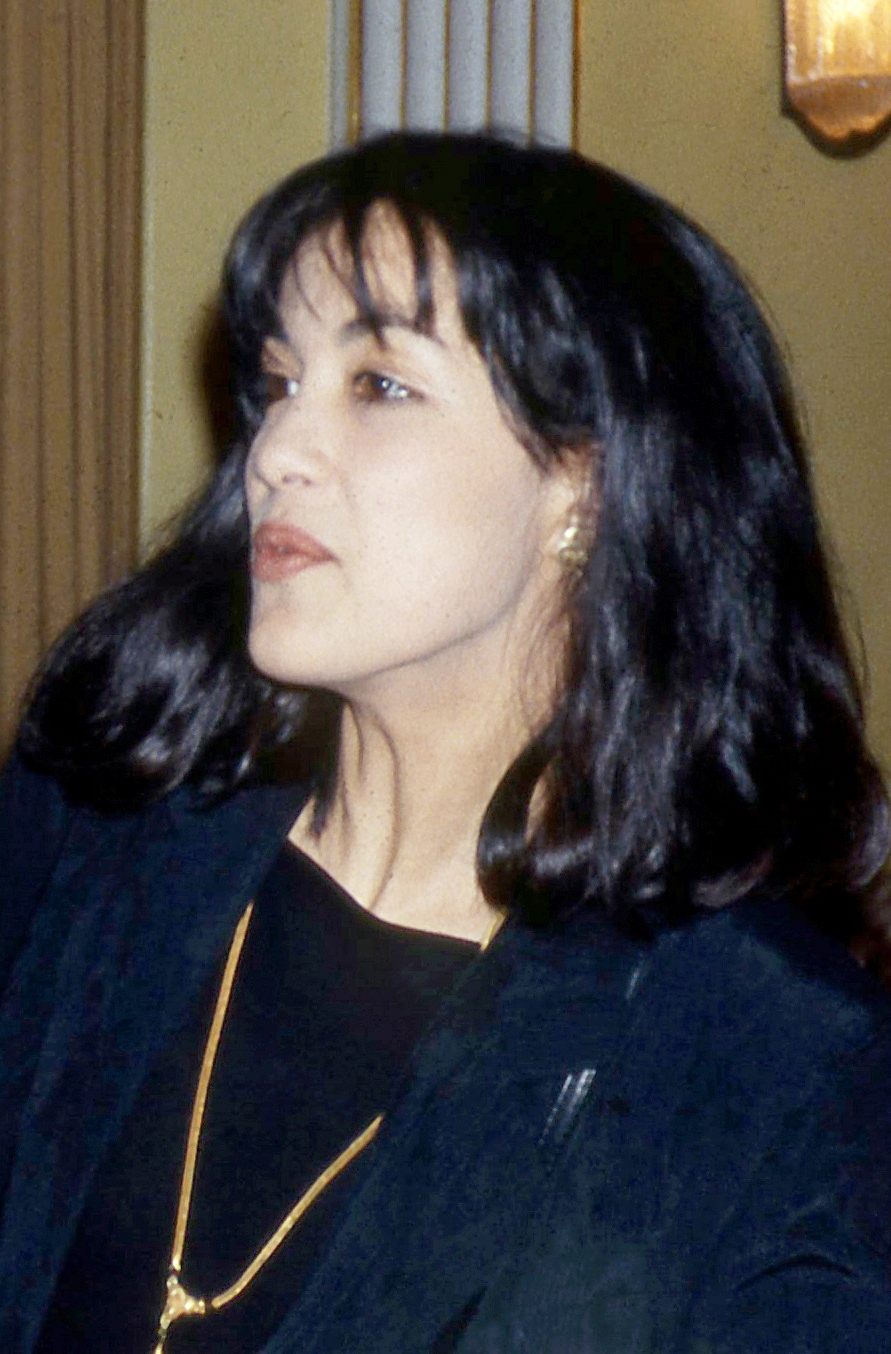
Polly Samson (* 1962)

- Samson, Sanju (* 1994), indischer Cricketspieler
- Samson, Savanna (* 1967), US-amerikanische Pornodarstellerin
- Samson, Sidney (* 1981), niederländischer DJ
- Samson-Himmelstjerna, Carmen von (* 1963), deutsche Literaturwissenschaftlerin, Übersetzerin und Schriftstellerin
- Samson-Körner, Paul (1887–1942), deutscher Boxer und Schauspieler
- Samsonau, Uladsimir (* 1976), belarussischer Tischtennisspieler
- Samsonow, Alexander (* 1944), deutscher Dokumentarfilmer
- Samsonow, Alexander Wassiljewitsch (1859–1914), russischer General
- Samsonow, Artjom Wladimirowitsch (* 1989), russischer Fußballspieler
- Samsonow, Elisabeth von (* 1956), deutsche Philosophin und Bildhauerin
- Samsonow, Fjodor Alexandrowitsch (1901–1980), sowjetischer Generaloberst der Artillerie
- Samsonow, Ilja Alexejewitsch (* 1997), russischer Eishockeytorwart
- Samsonow, Jewgeni Borissowitsch (1926–2014), sowjetischer Ruderer und russischer Rudertrainer
- Samsonow, Samson Iossifowitsch (1921–2002), russischer Filmregisseur
- Samsonow, Sergei Wiktorowitsch (* 1978), russischer Eishockeyspieler
- Samsonowa, Jelena Pawlowna (1890–1958), russische bzw. sowjetische Pilotin
- Samsonowa, Ljudmila Dmitrijewna (* 1998), russische TennisspielerinLjudmila Dmitrijewna Samsonowa (* 1998)

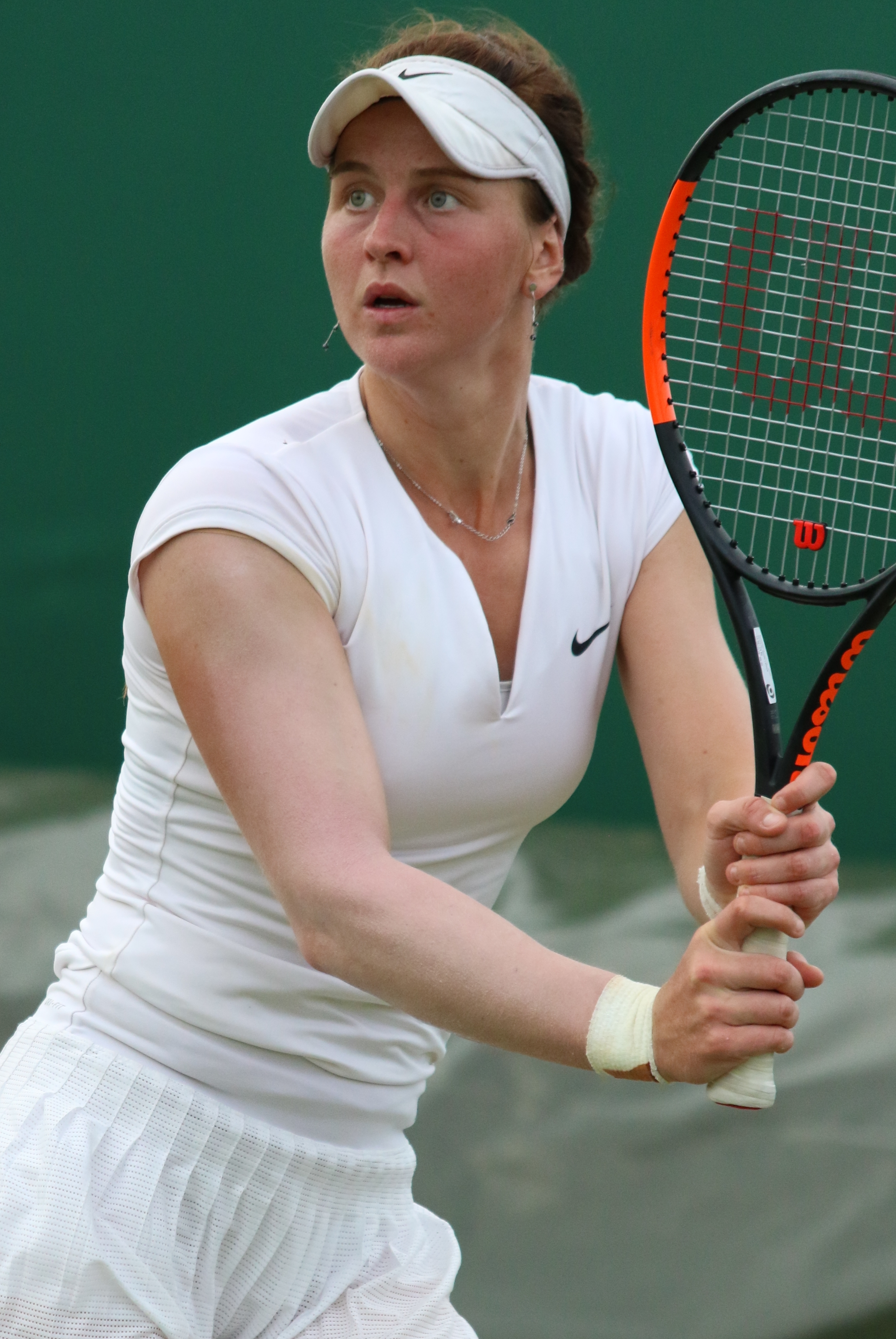
Ljudmila Dmitrijewna Samsonowa (* 1998)

- Samsonowa, Nadeschda Wassiljewna (1924–2010), sowjetische Schauspielerin und Synchronsprecherin
- Samsonowicz, Henryk (1930–2021), polnischer Historiker und Hochschullehrer
- Samsowa, Galina Martinowna (1937–2021), russische Balletttänzerin und Choreografin
- Samst, Max (1859–1932), deutscher Schauspieler und Theaterleiter
- Samström, Lasse (* 1969), deutscher Poetry-Slam-Dichter
- Samsu, Roslinda (* 1982), malaysische Stabhochspringerin
- Šamšu-ditana, König von Babylonien
- Šamšu-iluna, König von Babylonien

### Samt
- Samt, Peter (* 1957), österreichischer Politiker (FPÖ)Peter Samt (* 1957)

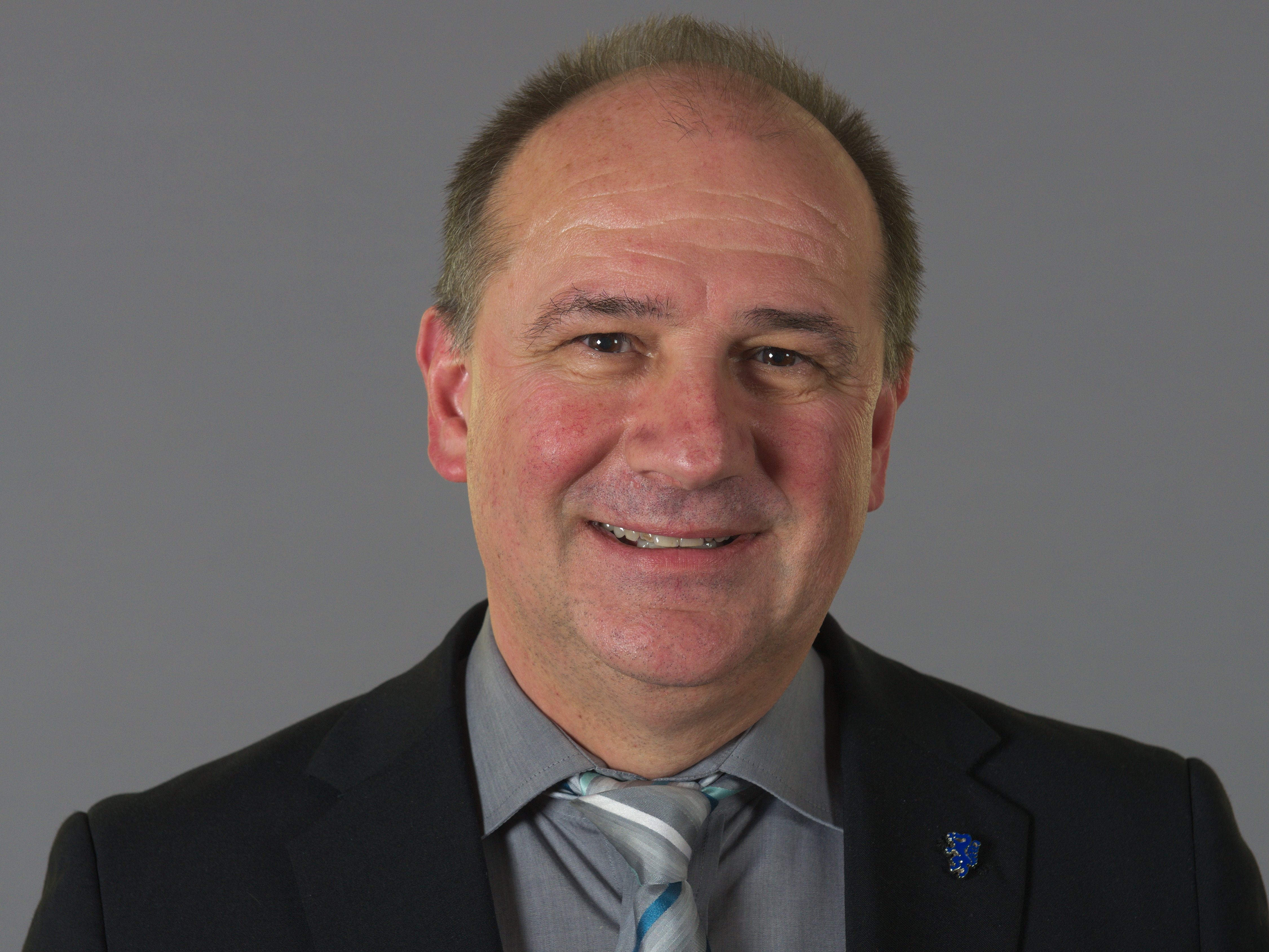
Peter Samt (* 1957)

- Samtajew, Iwan Adutschinowitsch (* 1964), sowjetischer Ringer
- Samten G. Karmay (* 1936), tibetischer Autor und Tibetologe
- Samter, Adolph (1824–1883), deutscher Bankier und Verleger in Königsberg
- Samter, Alice (1908–2004), deutsche Komponistin und Musikpädagogin
- Samter, Ernst (1868–1926), deutscher klassischer Philologe und Religionshistoriker
- Samter, Heinrich (1862–1939), deutscher Astronom und Lehrer
- Samter, Max (1908–1999), US-amerikanischer Mediziner
- Samter, Oskar (1858–1933), deutscher Chirurg und Hochschullehrer
- Samtlebe, Günter (1926–2011), deutscher Politiker (SPD), Oberbürgermeister der Stadt Dortmund und Präsident des deutschen Städtetags
- Samtschenko, Maxim (* 1979), kasachischer Fußballspieler
- Samtschuk, Ulas (1905–1987), ukrainischer Schriftsteller, Journalist und Essayist

### Samu
- Samucambo, Adérito Chimuco (* 1983), angolanischer Politiker (MPLA)
- Samuda, Jacqueline (* 1963), kanadische Schauspielerin
- Samuda, Karl (* 1942), jamaikanischer Politiker (JLP, PNP), Industrie- und Handelsminister
- Samudio, Antonia (* 2001), kolumbianische Tennisspielerin
- Samudio, Braian (* 1995), paraguayischer Fußballspieler
- Samudio, Juan (* 1978), paraguayischer Fußballspieler
- Samudio, Miguel (* 1986), paraguayischer Fußballspieler
- Samudragupta, Herrscher im nordindischen Reich der Gupta (335–375/80)
- Samuel, alttestamentlicher ProphetSamuel

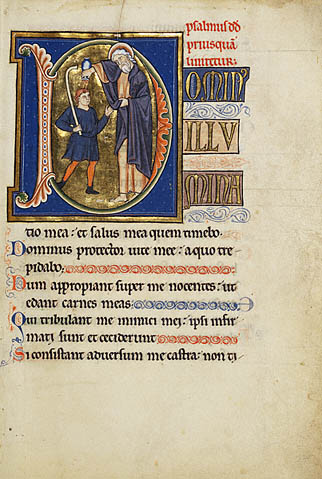
Samuel

- Samuel, babylonischer Amora (talmudischer Gelehrter)
- Samuel (1920–1981), Allgemeiner Bischof der Koptischen Kirche
- Samuel (* 1972), italienischer Musiker
- Sámuel Aba († 1044), König von Ungarn
- Samuel bar Nachman, jüdischer Gelehrter (Amoräer)
- Samuel ben Chofni († 1013), Gaon zu Sura
- Samuel ben Phöbus, Talmudist
- Samuel ben Qalonymus he-Chasid, bedeutender Exeget von Torah und Midrasch
- Samuel der Bekenner (597–695), Heiliger der koptischen Kirche
- Samuel der Kleine, Tannait der 2. Generation
- Samúel Friðjónsson (* 1996), isländischer Fußballspieler
- Samuel Njie, Marie, gambische Sängerin
- Samuel Ramos, Adriana (* 1966), brasilianische Beachvolleyballspielerin
- Samuel von Évreux, französischer Rabbiner und Tosafist
- Samuel von Waldeck (1528–1570), Graf von Waldeck-Wildungen
- Samuel von Weißenburg († 1097), Benediktinerabt
- Samuel von Worms († 857), Wormser Bischof und Abt des Reichsklosters Lorsch
- Samuel, A. S. (* 1906), malaysischer Badmintonspieler
- Samuel, Adolphe (1824–1898), belgischer Komponist, Dirigent und Musikpädagoge
- Samuel, Alemaz (* 1999), äthiopische Mittelstreckenläuferin
- Samuel, Andreas, polnischer Dominikanermönch in Posen und späterer lutherischer Theologe in Preußen
- Samuel, Anlloyd (1980–2010), palauischer Schwimmer
- Samuel, Arthur L. (1901–1990), US-amerikanischer Pionier auf dem Gebiet der Computerspiele und Künstlichen Intelligenz
- Samuel, Asante (* 1981), US-amerikanischer American-Football-Spieler
- Samuel, Asante Jr. (* 1999), US-amerikanischer American-Football-Spieler
- Samuel, Athanasius Yeshue (1909–1995), Metropolit der Syrisch-Orthodoxen Kirche von Antiochien in Jerusalem, Erzbischof der Syrisch-Orthodoxen Kirche in den USA und Kanada
- Samuel, Aysha Joy (* 1997), deutsche Schauspielerin
- Samuel, Benedict (* 1988), australischer Schauspieler, Drehbuchautor und RegisseurBenedict Samuel (* 1988)

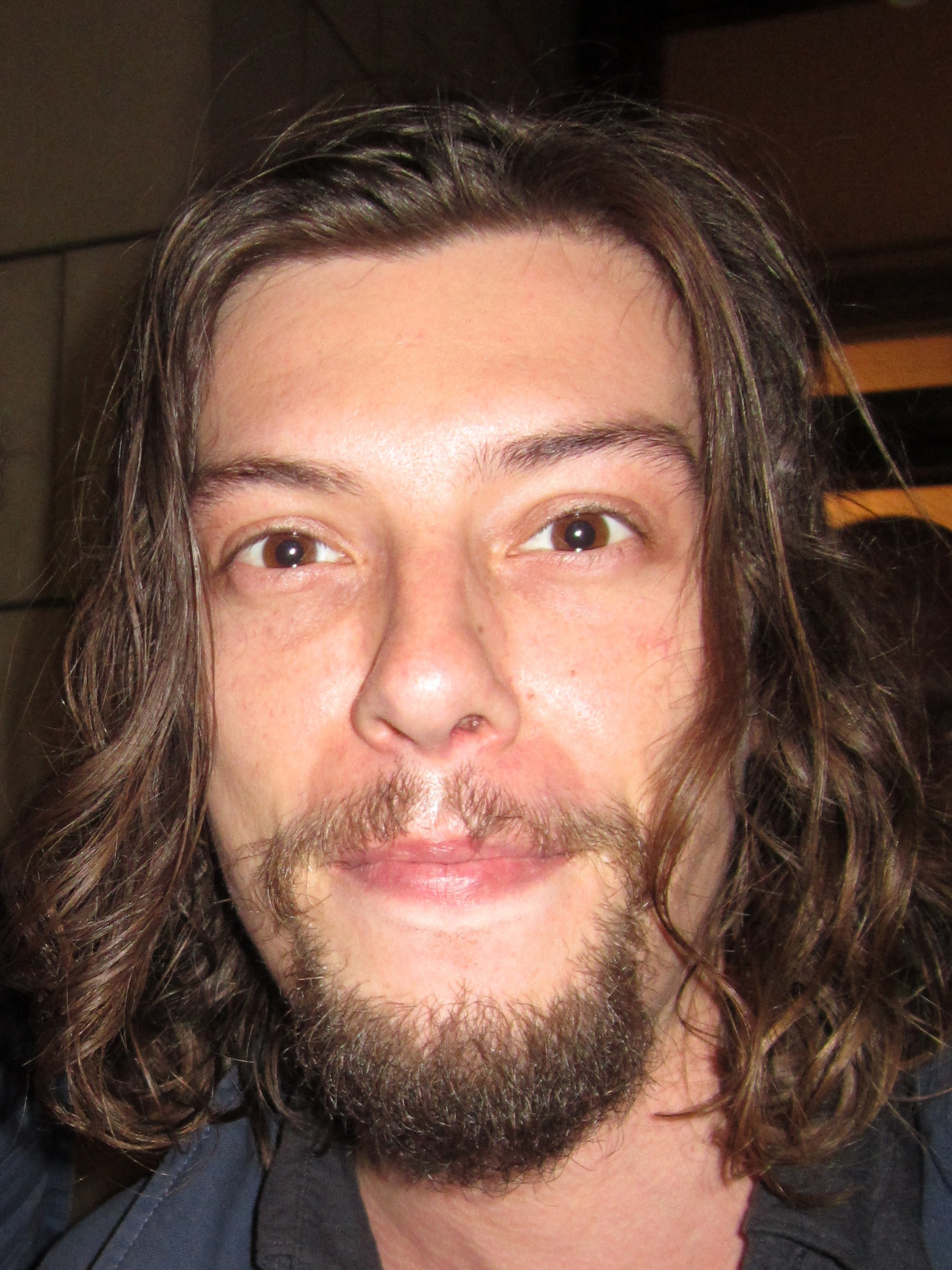
Benedict Samuel (* 1988)

- Samuel, Bernard (1949–2020), US-amerikanischer Jazzmusiker (Piano)
- Samuel, Bigna (* 1965), vincentische Mittelstreckenläuferin
- Samuel, Cecilia (* 1920), malaysische Badmintonspielerin
- Samuel, Clara (1878–1962), deutsche Sozialarbeiterin
- Samuel, Clifford (* 1990), Fußballspieler von St. Kitts und Nevis
- Samuel, Collin (* 1981), Fußballspieler aus Trinidad und Tobago
- Samuel, Curtis (* 1996), US-amerikanischer Footballspieler
- Samuel, David, 3. Viscount Samuel (1922–2014), britisch-israelischer Peer
- Samuel, Deebo (* 1996), US-amerikanischer American-Football-Spieler
- Sámuel, Edit (* 1954), ungarische Leichtathletin
- Samuel, Edmund W. (1857–1930), US-amerikanischer Politiker
- Samuel, Emanuel (1766–1842), jüdischer Bankier, Kaufmann und Gelehrter
- Samuel, Evelin (* 1975), estnische Jazz- und Musical-Sängerin
- Samuel, Frank (1889–1954), britischer Erfinder
- Samuel, Gene (* 1961), Bahnradsportler aus Trinidad und Tobago
- Samuel, Habtom (* 2003), eritreischer Langstreckenläufer
- Samuel, Harold (1879–1937), englischer Pianist und Komponist
- Samuel, Harold, Baron Samuel of Wych Cross (1912–1987), britischer Politiker
- Samuel, Heather (* 1970), antiguanische Leichtathletin
- Samuel, Herbert Samuel, 1. Viscount (1870–1963), britischer Politiker und DiplomatHerbert Samuel, 1. Viscount Samuel (1870–1963)

Herbert Samuel, 1. Viscount Samuel (1870–1963)

- Samuel, Herbert Walter (1901–1982), deutscher Politiker (FDP), MdHB
- Samuel, Jamile (* 1992), niederländische Sprinterin
- Samuel, Jeymes (* 1979), britischer Drehbuchautor, Filmregisseur, Singer-Songwriter und Musikproduzent
- Samuel, Jlloyd (1981–2018), Fußballspieler aus Trinidad und Tobago
- Samuel, Joanne (* 1957), australische Schauspielerin
- Samuel, Laura (* 1991), britische Dreispringerin
- Samuel, Marcus (1799–1872), britischer Unternehmer
- Samuel, Marcus, 1. Viscount Bearsted (1853–1927), britischer Unternehmer und Adliger, Gründer von Shell
- Samuel, Martin, Friseur beim Film
- Samuel, Maurice (1895–1972), US-amerikanischer Autor
- Samuel, Max (1883–1942), deutscher Unternehmer und Gemeindevorsitzender der Jüdischen Gemeinde in Rostock
- Samuel, Moran (* 1982), israelische Ruderin
- Samuel, Nicholas, 5. Viscount Bearsted (* 1950), britischer Peer, Unternehmer und ehemaliger Politiker
- Samuel, Peter, 4. Viscount Bearsted (1911–1996), britischer Peer
- Samuel, Pierre (1921–2009), französischer Mathematiker
- Samuel, Randy (* 1963), kanadischer Fußballspieler
- Samuel, Raphael (1934–1996), britischer marxistischer Historiker
- Samuel, Richard (1900–1983), deutsch-britischer Germanist
- Samuel, Rudolf (1897–1949), deutsch-israelischer Physiker
- Samuel, Salomon (1867–1942), deutscher Rabbiner, Philologe und Autor
- Samuel, Samuel (1855–1934), britischer Politiker und Geschäftsmann
- Samuel, Simon (1833–1899), deutscher Pathologe
- Samuel, Stuart (* 1953), US-amerikanischer theoretischer Physiker
- Samuel, Tamrat (* 1952), eritreischer Diplomat und Mitarbeiter der Vereinten Nationen
- Samuel, Temesgin (* 1984), äthiopischer Fußballschiedsrichterassistent
- Samuel, Toby (* 2002), britischer Tennisspieler
- Samuel, Vincent (* 1950), indischer Geistlicher und römisch-katholischer Bischof von Neyyattinkara
- Samuel, Vivette (1919–2006), französische Sozialarbeiterin und Widerstandskämpferin
- Samuel, Walter (* 1978), argentinischer Fußballspieler
- Samuel, Welbert (* 1981), mikronesischer Schwimmer
- Samuel, Xavier (* 1983), australischer Film- und FernsehschauspielerXavier Samuel (* 1983)

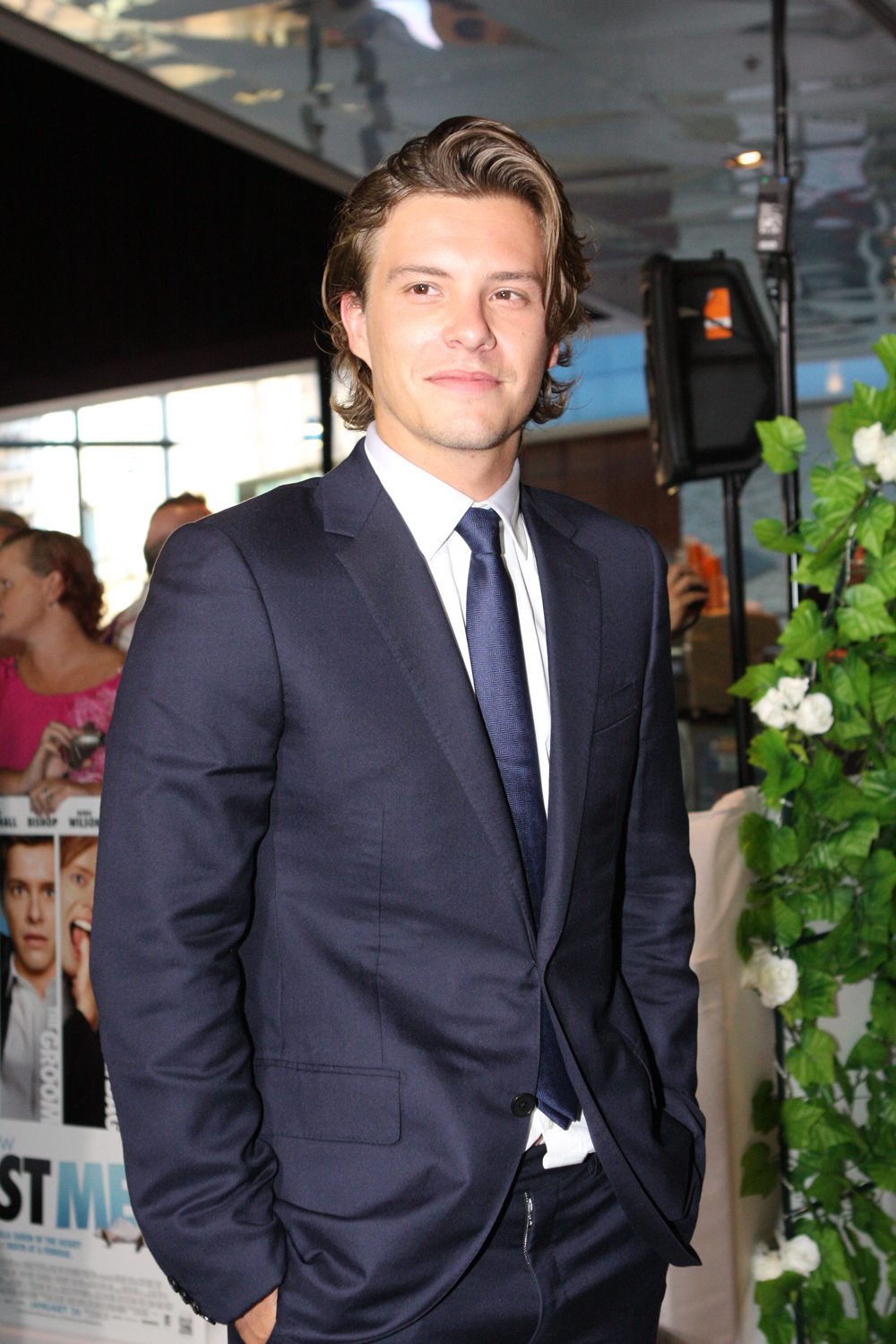
Xavier Samuel (* 1983)

- Samuel-Rousseau, Marcel (1882–1955), französischer Komponist
- Samueli, Henry (* 1954), US-amerikanischer Unternehmer
- Samuell, Clara (1857–1920), britische Mezzosopranistin
- Samuell, Yann (* 1965), französischer Regisseur und Drehbuchautor
- Samuels, Austin (* 2000), englischer Fußballspieler
- Samuels, Bernard (1872–1944), niederländischer Musiker und Erfinder
- Samuels, Dave (1948–2019), US-amerikanischer Jazz-Vibraphonist
- Samuels, Diane (* 1960), britische Schriftstellerin
- Samuels, Dover (* 1939), neuseeländischer Politiker
- Samuels, Esmond († 2005), US-amerikanischer Jazz-Saxophonist
- Samuels, Giovonnie (* 1985), US-amerikanische Schauspielerin
- Samuels, Green Berry (1806–1859), US-amerikanischer Jurist und Politiker
- Samuels, Harry (1893–1976), britischer Rechtsanwalt
- Samuels, Lesser (1894–1980), US-amerikanischer Drehbuchautor
- Samuels, Mahoney (* 1940), jamaikanischer Dreispringer
- Samuels, Nicky (* 1983), neuseeländische Triathletin
- Samuels, Nina (* 1988), englische Wrestlerin
- Samuels, Skyler (* 1994), US-amerikanische SchauspielerinSkyler Samuels (* 1994)

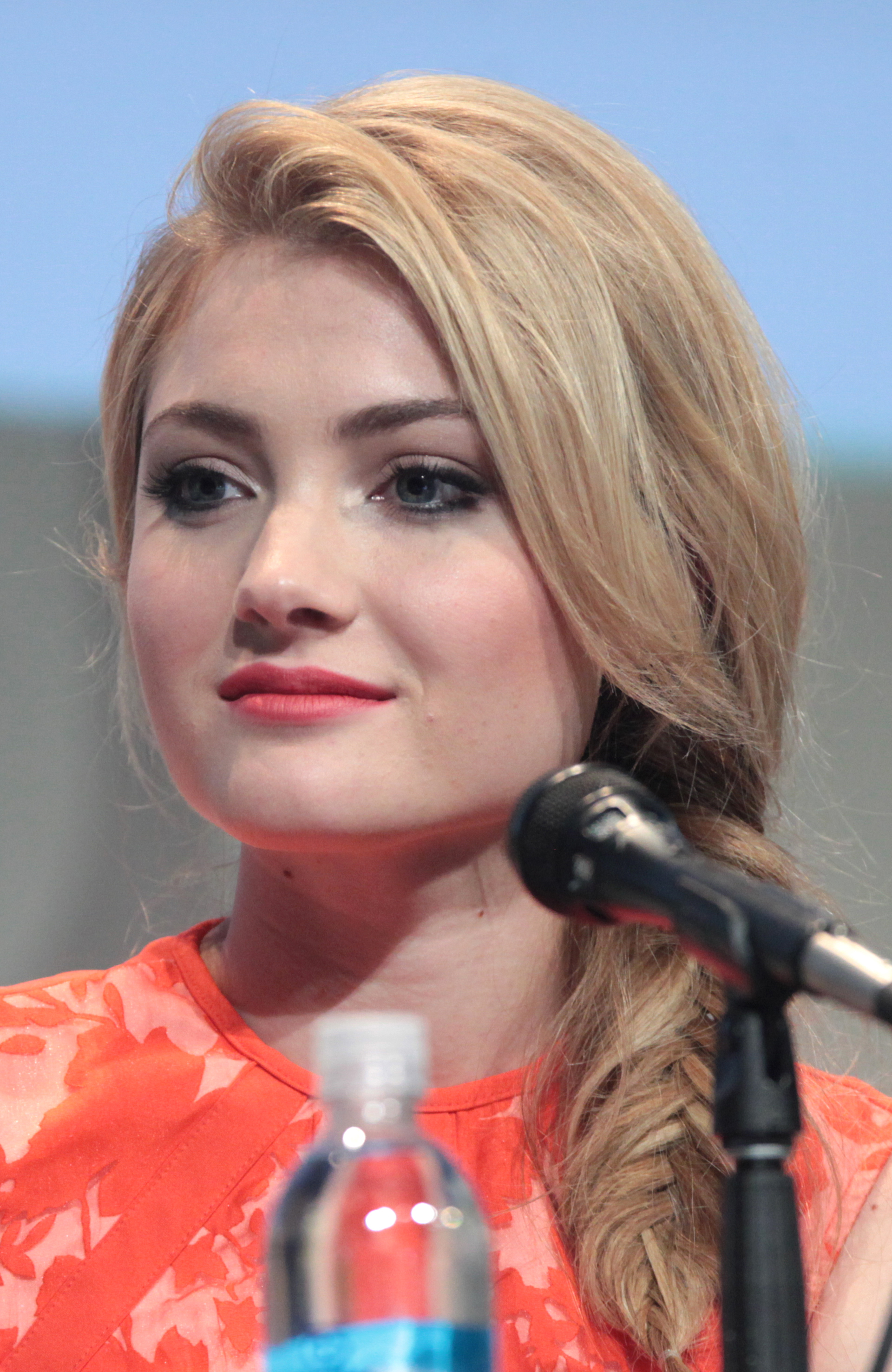
Skyler Samuels (* 1994)

- Samuels, Sonia (* 1979), britische Langstreckenläuferin
- Samuelsen, Áki (* 2004), färöischer Fußballspieler
- Samuelsen, Anders (* 1967), dänischer Politiker, Mitglied des Folketing, MdEP
- Samuelsen, Andrass (1873–1954), Løgmaður (Ministerpräsident) der Färöer (1948–1950)
- Samuelsen, Bjørt (* 1965), färöische Politikerin (Tjóðveldisflokkurin), Mitglied des Folketing
- Samuelsen, Eilif (* 1934), färöischer Politiker des Sambandsflokkurin sowie ehemaliger Minister in der Landesregierung der Färöer
- Samuelsen, Eyðgunn (* 1959), färöische Politikerin
- Samuelsen, Frank (1870–1946), norwegisch-amerikanischer Ruderer, überquerte als erster den Atlantik im Ruderboot
- Samuelsen, Georg Lindenskov (1910–1997), färöischer Journalist und Zeitungsredakteur
- Samuelsen, Johan (* 1872), grönländischer Landesrat
- Samuelsen, Jone (* 1984), norwegischer Fußballspieler
- Samuelsen, Laila (* 1976), norwegische Singer-Songwriterin
- Samuelsen, Martin (* 1997), norwegischer Fußballspieler
- Samuelsen, Peter Grønvold (* 1960), grönländischer Politiker (Siumut), Manager und Lehrer
- Samuelsen, Símun Eiler (* 1985), färöischer Fußballspieler
- Samuelsen, Trygvi (1907–1985), färöischer Politiker des Sambandsflokkurin
- Samuelshaug, Per (1905–1990), norwegischer Skilangläufer
- Samuelson, Don (1913–2000), US-amerikanischer Politiker und Gouverneur des Bundesstaates Idaho (1967–1961)
- Samuelson, Francis (1890–1981), britischer Autorennfahrer
- Samuelson, G. B. (1889–1947), britischer Filmproduzent und -regisseur
- Samuelson, Kristine (* 1949), US-amerikanische Filmproduzentin, Filmregisseurin und Filmschaffende
- Samuelson, Paul A. (1915–2009), amerikanischer Wirtschaftswissenschaftler, Träger des Wirtschafts-Nobelpreises (1970)Paul A. Samuelson (1915–2009)

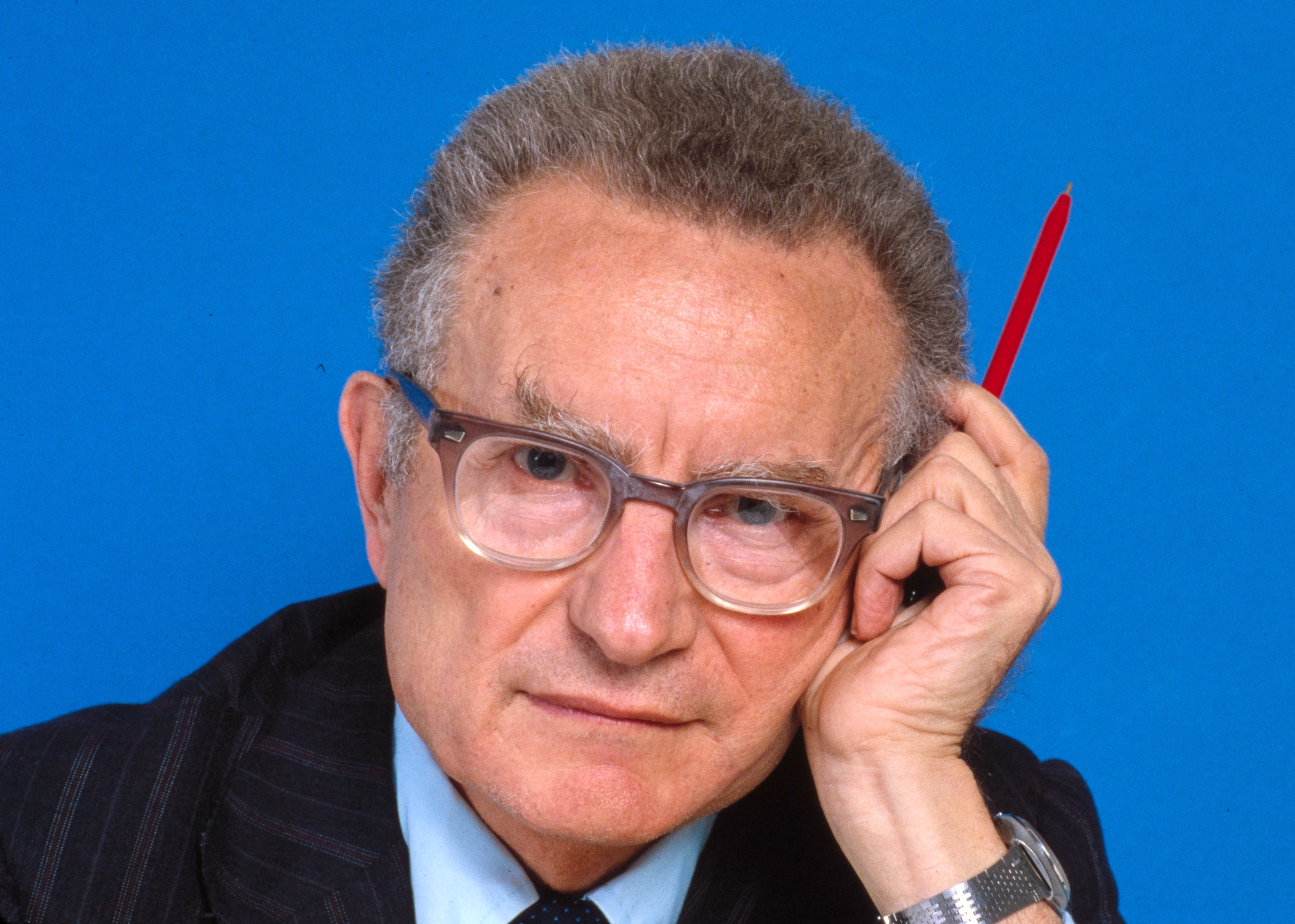
Paul A. Samuelson (1915–2009)

- Samuelson, Ralph (1904–1977), US-amerikanischer Erfinder und Landwirt
- Samuelson, Sten (1926–2002), schwedischer Architekt
- Samuelsson, Agneta, schwedische Squashspielerin
- Samuelsson, Andreas (* 1986), schwedischer Pokerspieler
- Samuelsson, Bengt Ingemar (1934–2024), schwedischer Biochemiker, Nobelpreisträger
- Samuelsson, Evelina (* 1984), schwedische Eishockeyspielerin
- Samuelsson, Fredrik (* 1995), schwedischer Leichtathlet
- Samuelsson, Gunnar (1927–2007), schwedischer Skilangläufer und Biathlet
- Samuelsson, Gustaf (* 1985), schwedischer Handballspieler
- Samuelsson, Håkan (* 1951), schwedischer Manager, Vorstandsvorsitzender der Volvo Car CorporationHåkan Samuelsson (* 1951)

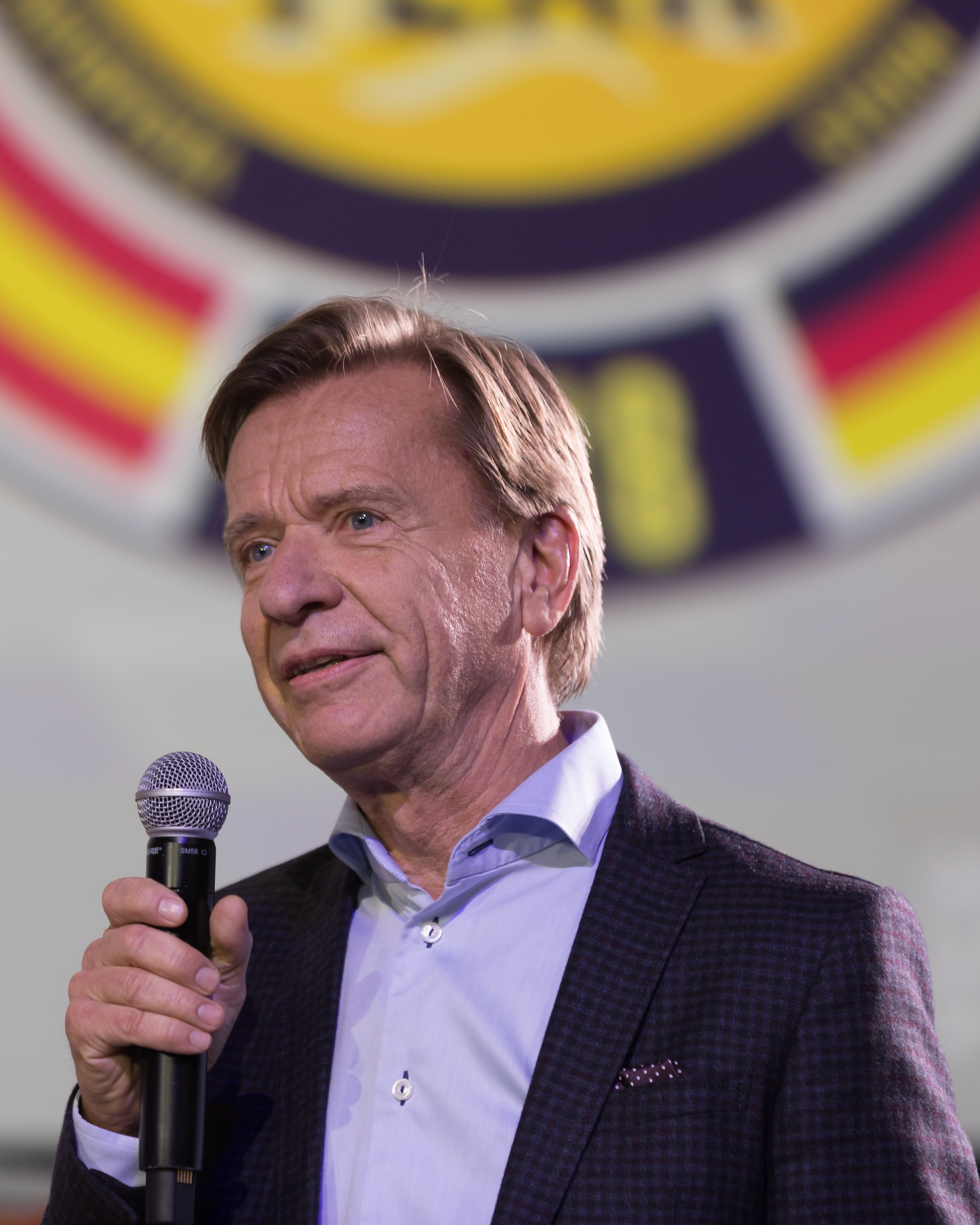
Håkan Samuelsson (* 1951)

- Samuelsson, Henrik (* 1994), US-amerikanischer Eishockeyspieler schwedischer Herkunft
- Samuelsson, Jakob (* 1998), schwedischer Speerwerfer
- Samuelsson, Jesper (* 1988), schwedischer Eishockeystürmer
- Samuelsson, Jessica (* 1985), schwedische Siebenkämpferin
- Samuelsson, Jimmy (* 1976), schwedischer Ringer
- Samuelsson, Kjell (* 1958), schwedischer Eishockeyspieler und -trainer
- Samuelsson, Lennart (1924–2012), schwedischer Fußballspieler und -trainer
- Samuelsson, Magnus (* 1969), schwedischer Strongman und Schauspieler
- Samuelsson, Magnus (* 1971), schwedischer Fußballspieler
- Samuelsson, Magnus (* 1972), schwedischer Fußballspieler und -trainer
- Samuelsson, Marcus (* 1970), schwedischer Koch
- Samuelsson, Mattias (* 2000), US-amerikanischer Eishockeyspieler schwedischer Herkunft
- Samuelsson, Mikael (* 1976), schwedischer Eishockeyspieler
- Samuelsson, Morgan (1968–2023), schwedischer Eishockeyspieler und -trainer
- Samuelsson, Peter (* 1981), schwedischer Fußballspieler
- Samuelsson, Philip (* 1991), US-amerikanisch-schwedischer Eishockeyspieler
- Samuelsson, Saga (* 1999), schwedische Schauspielerin
- Samúelsson, Samúel Jón (* 1974), isländischer Jazz- und Funkmusiker (Posaune, Komposition) und Orchesterleiter
- Samuelsson, Samuli (* 1995), finnischer Sprinter
- Samuelsson, Sebastian (* 1997), schwedischer Biathlet
- Samuelsson, Svante (* 1972), schwedischer Fußballspieler
- Samuelsson, Tommy (* 1960), schwedischer Eishockeyspieler und Eishockeytrainer
- Samuelsson, Torsten (* 1938), schwedischer Skilangläufer
- Samuelsson, Ulf (* 1964), schwedisch-US-amerikanischer Eishockeyspieler und -trainer
- Samuelstuen, Ansten (1929–2012), US-amerikanischer Skispringer
- Samuely, Felix (1902–1959), britischer Bauingenieur
- Samuely, Nathan (1846–1921), österreichischer jüdischer Schriftsteller
- Samuil (958–1014), Zar der BulgarenSamuil (958–1014)

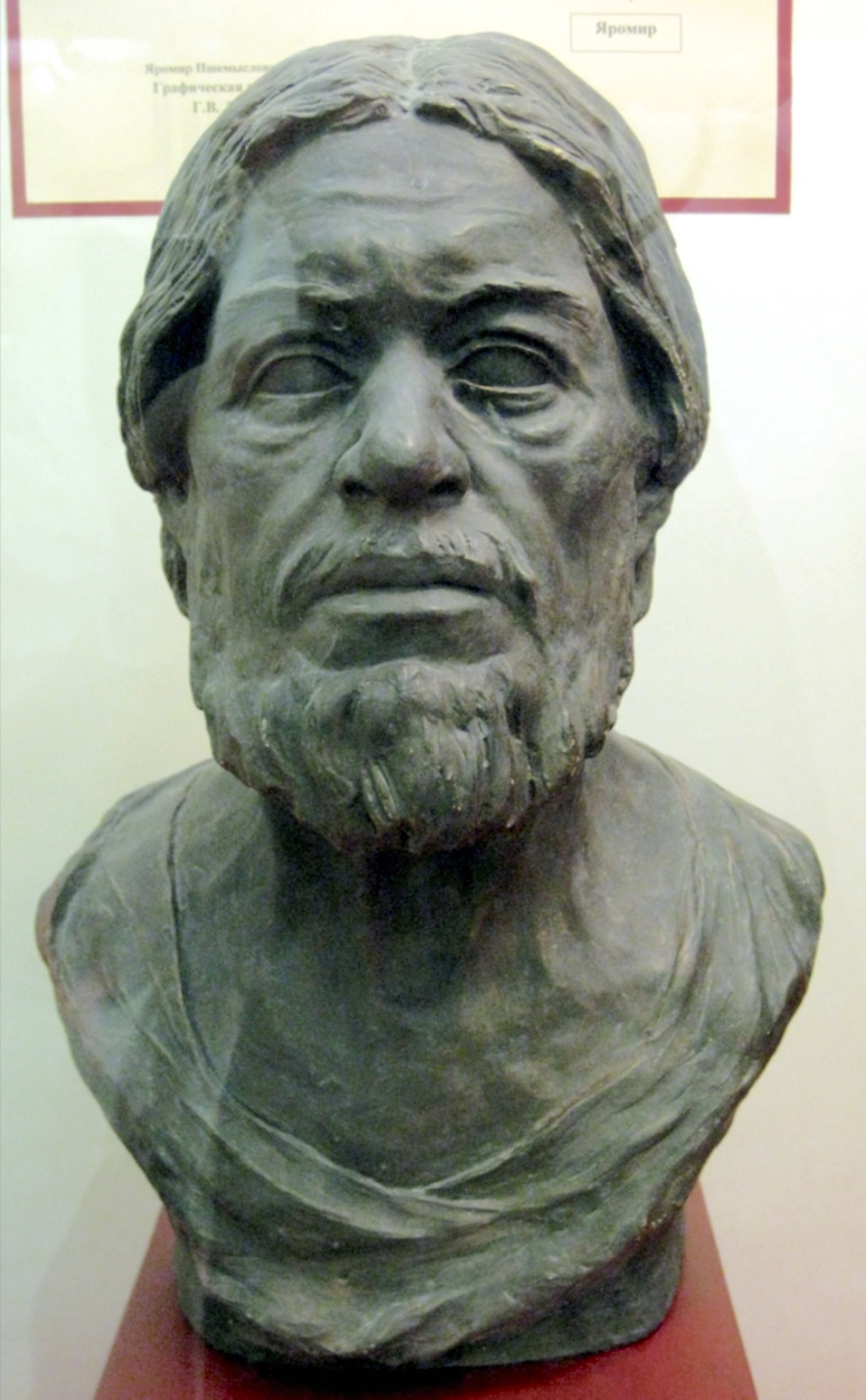
Samuil (958–1014)

- Samuil, Anna (* 1976), russische Opern- und Konzertsängerin (Sopran)
- Samuil, Matthias (* 1979), deutscher Pianist, Liedbegleiter und Hochschulpädagoge
- Samukonga, Muzala (* 2002), sambischer Leichtathlet
- Samulenkowa, Olga Wladimirowna (* 1978), russische Ruderin
- Samulevičienė, Stasė (1906–1988), litauische Spielzeugherstellerin und Kinderbuchautorin
- Samulevičius, Raimundas (1937–1981), litauischer Dramatiker und Prosaiker
- Samulewicz, Sascha (* 1986), deutscher Fußballspieler
- Samulin, Waleri Nikolajewitsch (* 1968), russischer Historiker und Schriftsteller
- Samulon-Guttmann, Else Rahel (1898–1944), deutsche Juristin und Richterin
- Samulski, Daniela (1984–2018), deutsche SchwimmerinDaniela Samulski (1984–2018)

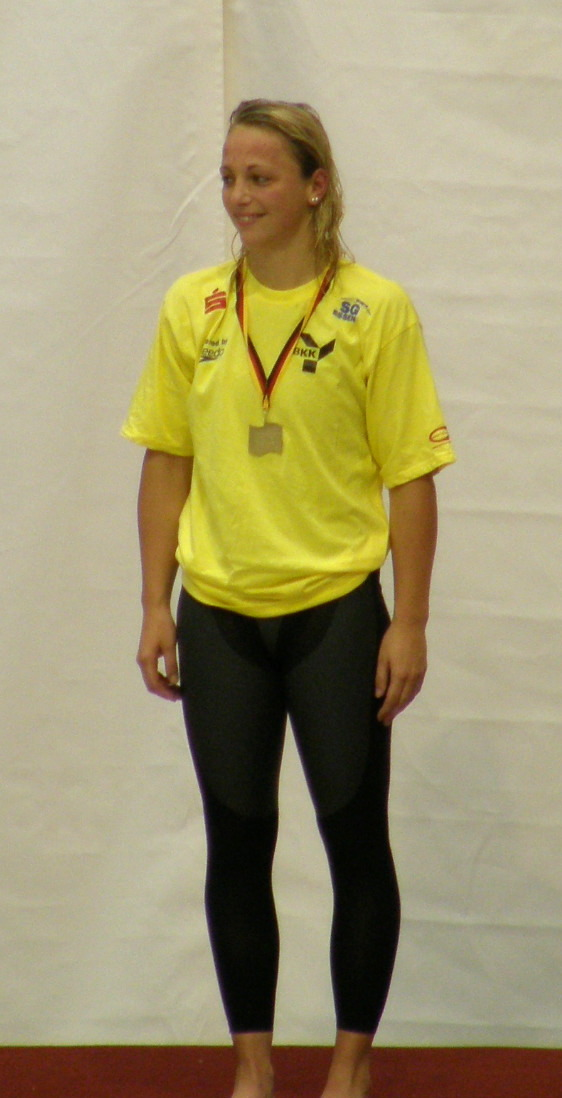
Daniela Samulski (1984–2018)

- Samulski, Dietmar (1950–2012), deutscher Sportpsychologe
- Samulski, Peter (1938–2012), deutscher Langstreckenläufer und Bibliothekar
- Samulski, Robert (1908–1990), deutscher Bibliothekar und Kirchenhistoriker
- Samungi, Valentin (1942–2024), rumänischer Handballspieler, Trainer und Sportfunktionär
- Samura, Buba († 2001), gambischer Politiker
- Samura, Hiroaki (* 1970), japanischer Mangaka
- Samura, Kabba (* 1981), sierra-leonischer Fußballspieler
- Samura, Sorious (* 1964), sierra-leonischer Journalist und Dokumentarfilmer
- Samurai, Schweizer Rapper
- Samurgaschew, Warteres Warteressowitsch (* 1979), russischer Ringer
- Samuschia, Guram (* 1994), georgischer Fußballspieler
- Samut, Robert (1869–1934), maltesischer Mediziner, Arzt und Komponist
- Samuzewitsch, Jekaterina Stanislawowna (* 1982), russische politische Aktivistin und PerformancekünstlerinJekaterina Stanislawowna Samuzewitsch (* 1982)

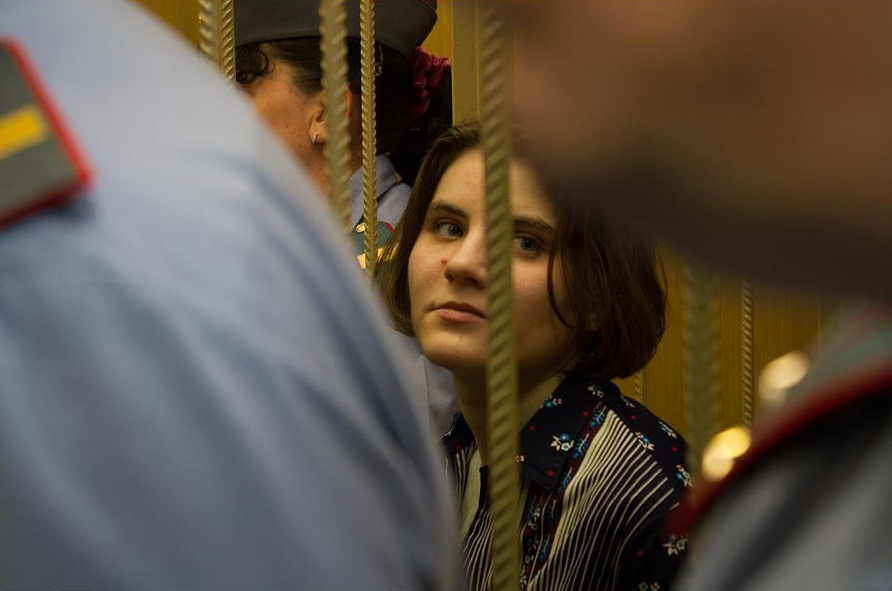
Jekaterina Stanislawowna Samuzewitsch (* 1982)

### Samw
- Samwald, Christian (* 1980), österreichischer Politiker (SPÖ), Landtagsabgeordneter
- Samwald, Franz (1931–1995), österreichischer Politiker (SPÖ), Abgeordneter zum Nationalrat
- Samwald, Sandro (* 1986), österreichischer Fußballspieler
- Samwel Anezi, armenischer Chronist
- Samwell-Smith, Paul (* 1943), britischer Musiker und Produzent
- Samwer, Adolf Franz (1895–1958), deutscher Politiker (GB/BHE, CDU), MdL, MdB
- Samwer, Alexander (* 1975), deutscher Internetunternehmer
- Samwer, Friedrich (1892–1953), deutscher Forstwirt und Offizier
- Samwer, Hans (1913–2006), deutscher Versicherungsmanager
- Samwer, Karl August Friedrich (1861–1946), deutscher Jurist und Versicherungsdirektor
- Samwer, Karl Friedrich Lucian (1819–1882), deutscher Jurist und Staatsrechtslehrer
- Samwer, Konrad (* 1952), deutscher Physiker und Materialwissenschaftler
- Samwer, Marc (* 1970), deutscher Internetunternehmer
- Samwer, Oliver (* 1972), deutscher Internetunternehmer
- Samwer, Sigmar-Jürgen (* 1938), deutscher Jurist und Rechtsanwalt
- Samworth, Ron (* 1961), kanadischer Gitarrist und Komponist

### Samy
- Samy, Ama (* 1936), indischer Priester und Zen-Meister
- Samy, Daniel (* 1943), französischer Radrennfahrer
- Samyeli, Defne (* 1972), türkische Schauspielerin, Sängerin und FernsehmoderatorinDefne Samyeli (* 1972)

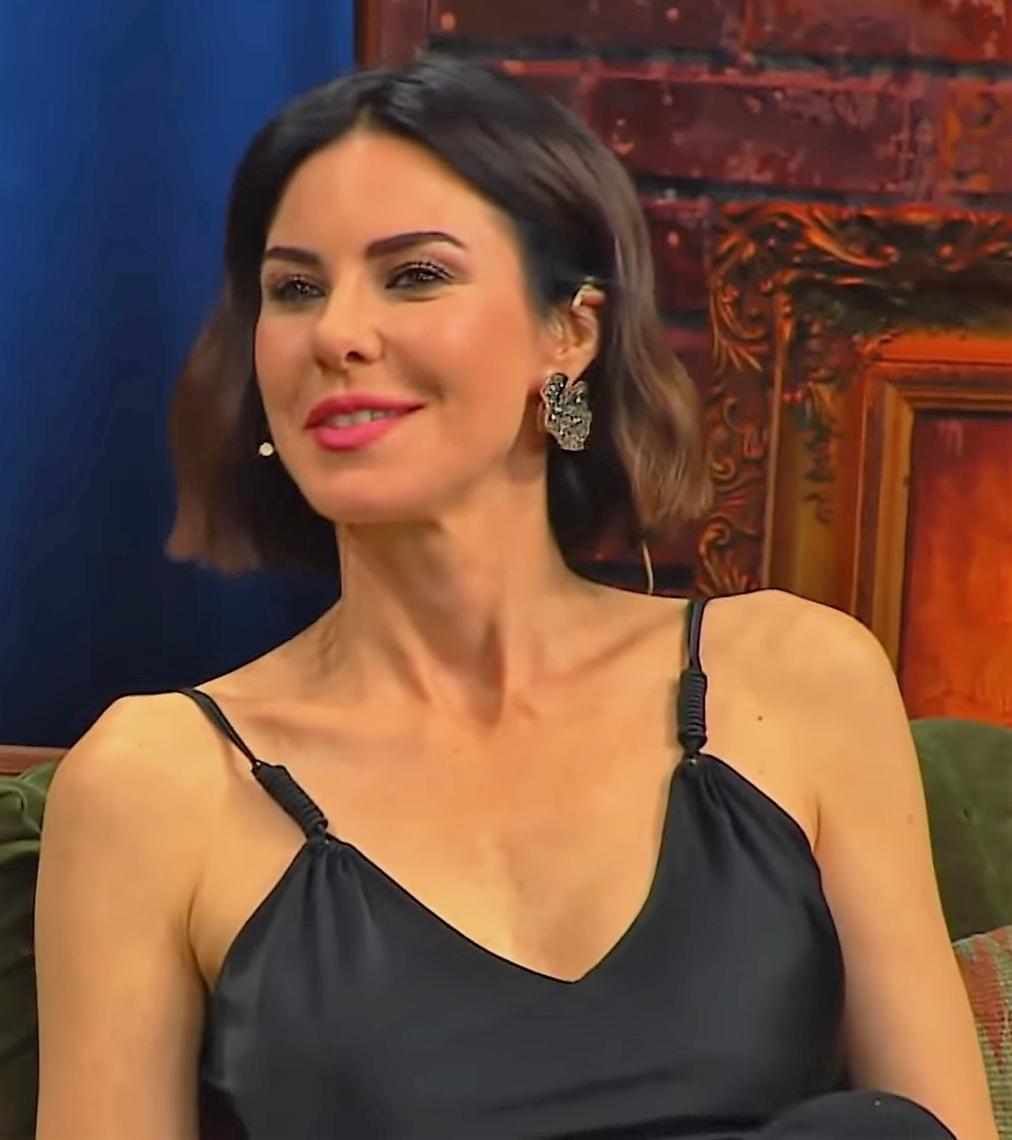
Defne Samyeli (* 1972)

- Samyn, José (1946–1969), französischer Radrennfahrer
- Samyn, Philippe (* 1948), belgischer Architekt und Ingenieur
- Samynadin, Kelly, seychellische Politikerin, Mitglied der Nationalversammlung
- Şamyradow, Berdi (* 1982), turkmenischer Fußballspieler